# 대영박물관
대영박물관(大英博物館, 영어: British Museum)은 영국의 런던 블룸즈베리에 위치해 있는 영국 최대의 국립 공공박물관이다. 대영박물관은 과거 영국이 제국주의 시대부터 전세계 모든 대륙에서 수집한 방대한 유물들을 소장 및 전시하고 있다. 대영박물관은 인류시작부터 현재까지의 역사, 미술, 문화와 관련된 유물 및 소장품이 대략 8백만여점에 달한다.
1753년에 설립되었으나 처음에는 한스 슬론 경의 개인수집품이 전시물의 대부분을 이루었고, 공공에 개방된 것은 1759년 1월 15일이었다. 블룸스베리의 몬태규 저택이었는데 현재 박물관 자리이다. 2세기 반에 걸친 확장으로 인해 몇 개의 부속 기관이 생겼고, 이때 남킹스턴 영국 박물관(자연사)이 1887년 생긴 것이다. 이후 도서관이 생기며 크게 확장되었으며, 영국을 대표하는 박물관으로 명실상부하게 자리잡아 현재까지 이르게 되었다.

## 전시실

### 이집트, 수단 전시관
대영박물관은 카이로 박물관을 제외하면 전세계에서 가장 방대한 이집트 유물 컬렉션을 소장하고 있다. 소장하고 있는 유물들의 양 뿐만 아니라 그 질 또한 매우 좋아, 고대 이집트 학 연구에서 매우 중요한 자료들로 손꼽힌다. 대영박물관의 이집트 유물들은 고대 이집트 전 시기에 걸쳐있고, 이집트와 수단 전역에서 발굴된 유물들을 모두 포함하고 있다. 또한 고대 이집트 시대의 문화재들만 있는 것이 아니라, 콥트 정교회 관련 유물들, 오스만 제국 통치기 관련 유물들, 그리고 현재에 이르기까지 약 11,000여 년에 해당하는 기간의 유물들을 모두 소장하고 있다.

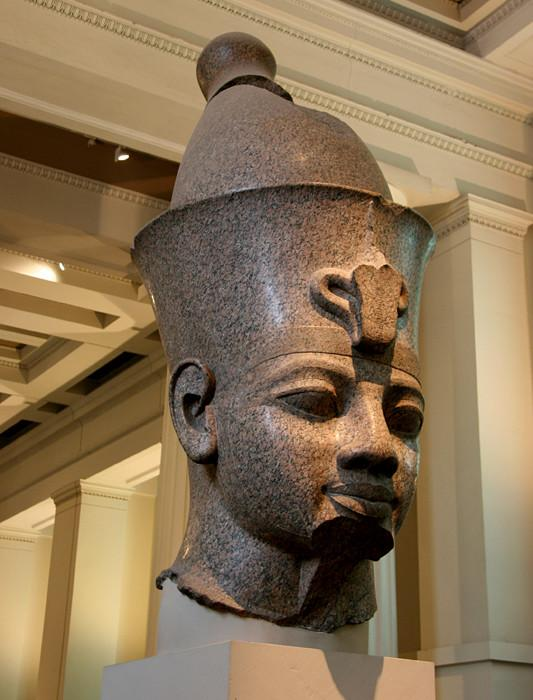
기원전 1350년전, 아멘호테프의 화강암 두상

이집트, 수단 관의 역사는 1753년에 대영박물관이 개장한 직후 한스 슬론 경에게 약 160여 점의 이집트 유물들을 기증받은 것에서부터 시작한다. 1801년에 나폴레옹 보나파르트가 이끄는 프랑스 군대가 이집트에서 영국에게 패한 이후, 영국군은 이집트 전역에서 유적들을 발굴하여 이들 중 대부분을 1803년에 대영박물관으로 보냈다. 이 유물들 중에는 그 유명한 로제타석도 끼어 있었는데, 당시 로제타석은 대영박물관이 소장한 전시품들 중 최고로 그 값어치가 뛰어난 것이었다. 이후 영국 정부는 헨리 솔트를 이집트의 자문관으로 임명하여 파견하였고, 그는 막대한 양의 유물들을 긁어모아 지중해를 건너 보냈다. 이 유물들 대다수는 대영박물관과 루브르 박물관이 사들였다. 
1866년에는 대영박물관이 약 1만 여점의 소장품들을 소장하고 있었다. 19세기 후반부터는 E.A 월리스 버지의 후원 아래 결성된 이집트 탐험 기금의 발굴 성과에 힘입어 더욱 더 많은 양의 유물들이 출토되어 쏟아져 들어오기 시작하였고, 이 때 아마르나를 포함한 고대 이집트의 주요 도시들에서 약 11,000여 점의 유물들이 대영박물관으로 옮겨졌다. 이집트 탐험 기금 외에도 다양한 개인들과 단체들이 독립적으로 이집트에서 유물을 발굴하여 영국으로 보냈고, 대영박물관은 이와 같은 기부와 수집으로 인하여 당대 유럽에서 가장 방대한 양의 이집트 유물을 소장한 박물관으로 떠오르게 되었다. 
20세기에도 막대한 양의 유물들이 출토되어 그 즉시 영국으로 빠져나갔는데, 이와 같은 행태는 20세기에 이집트 당국이 출토 유물들을 외국으로 반출하는 것을 금지하는 법을 제정한 이후에야 조금씩 사그라 들었다. 하지만 수단 지역에서는 여전히 이와 같은 반출 행위가 공공연하게 이루어지고 있었다. 대영박물관은 자체적인 발굴단을 조직하여 이집트, 수단 지역으로 파견, 수많은 고대 도시들을 발굴하였으며, 이 당시 대영박물관의 이집트 관련 소장품들은 약 11만 여 점을 훨씬 상회하는 양이었다. 
2001년 가을, 8백만 여 점에 달하는 대영박물관 소장 목록은 6백만 여 점에 달하는 텍사스 감리교 대학의 웬돌프 교수의 추가 기증으로 인하여 더욱 길어졌다. 이 유물들은 모두 웬돌프 교수가 1963년부터 1977년까지 사하라 사막에서 직접 발굴한 것들로, 단순히 유물들 뿐만 아니라 나무 화석과 같은 자연물들까지도 모두 포함한 것들이다. 대영박물관에는 총 7개의 영구적인 이집트 전시관이 존재하는데, 이 전시관들에 전시 가능한 모든 유물들을 다 합쳐도 전체 소장품의 약 4%에 못미친다. 2층의 갤러리에는 140여 구의 미라와 관들이 전시되어 있으며, 이는 카이로를 제외하면 가장 거대한 크기의 미라 전시관이다. 이 곳에 있는 대부분의 전시품들은 고대의 무덤들에서 출토한 것들로, 관, 사자의 서, 그리고 부활 제식 등과 관련된 유물들이다. 
이집트 선사 시대, 초기 왕조
- 진저 - 기원전 3400년에 자연적으로 만들어진 미라
- 전쟁터 팔레트, 사냥꾼 팔레트 - 복잡한 디자인으로 장식된 상징적인 용도의 팔레트
- 파라오 페립센의 기념석비 - 아비도스에서 출토, 기원전 2720~2710년 제작

이집트 고왕국 시대
- 사카라에서 출토된 3왕조 시대의 배 제작자 앙크와의 화강암 두상
- 기자의 대피라미드의 석회암 외벽의 일부
- 5~6왕조 시기 사이에 제작된 트제티의 목조 무덤 조각상

이집트 중왕국 시대
- 베니 하산에서 출토된 세베케테피의 목조 관 -  기원전 2125 ~ 1795년 제작 추정
- 12왕조 시기에 제작된 세카이브의 석회암 석비
- 12왕조 시기에 제작된 아메넴헤트 2세의 석상

이집트 신왕국 시대
- 기자의 대스핑크스의 턱수염의 일부 조각
- 아멘호테프 3세의 거대 석조 두상 - 기원전 1350년 제작
- 아멘호테프 3세의 거대 석조 흉상 - 기원전 1350년 제작
- 아마르나 판 - 총 382개의 판들 중 99개의 판을 보유, 전 세계에서 베를린 박물관 다음으로 많은 소장량
- 람세스 2세의 무덤에서 출토된 파라오들의 목록

제3중간기
- 테베에서 발굴된 네스페렌눕의 관 - 기원전 800년 제작 추정
- 아문의 석상 - 파라오를 보호하는 숫양의 모습으로 표현
- 25왕조 시기에 제작된 대신관 호르의 석관 -  기원전 680년 제작 추정

후기 왕조 시대
- 북사카라에서 발굴된 이시스와 호루스의 석상
- 넥타네보 2세의 오벨리스크와 석관

프톨레마이오스 왕조 시대
- 로제타석 - 고대 이집트어 해독을 가능케 해준 유명한 석비
- 스카라베 풍뎅이의 거대한 석조 조각
- 테베에서 발굴된 호네드지테프의 미라 - 기원전 3세기 경 제작

로마 제국 시대
- 수단에서 발굴된 쿠시 왕국의 석비
- 테베에서 발굴된 소테르와 클레오파트라의 관 뚜껑 - 기원후 2세기 제작
- 하와라에서 발굴된 어린아이의 미라와 초상화

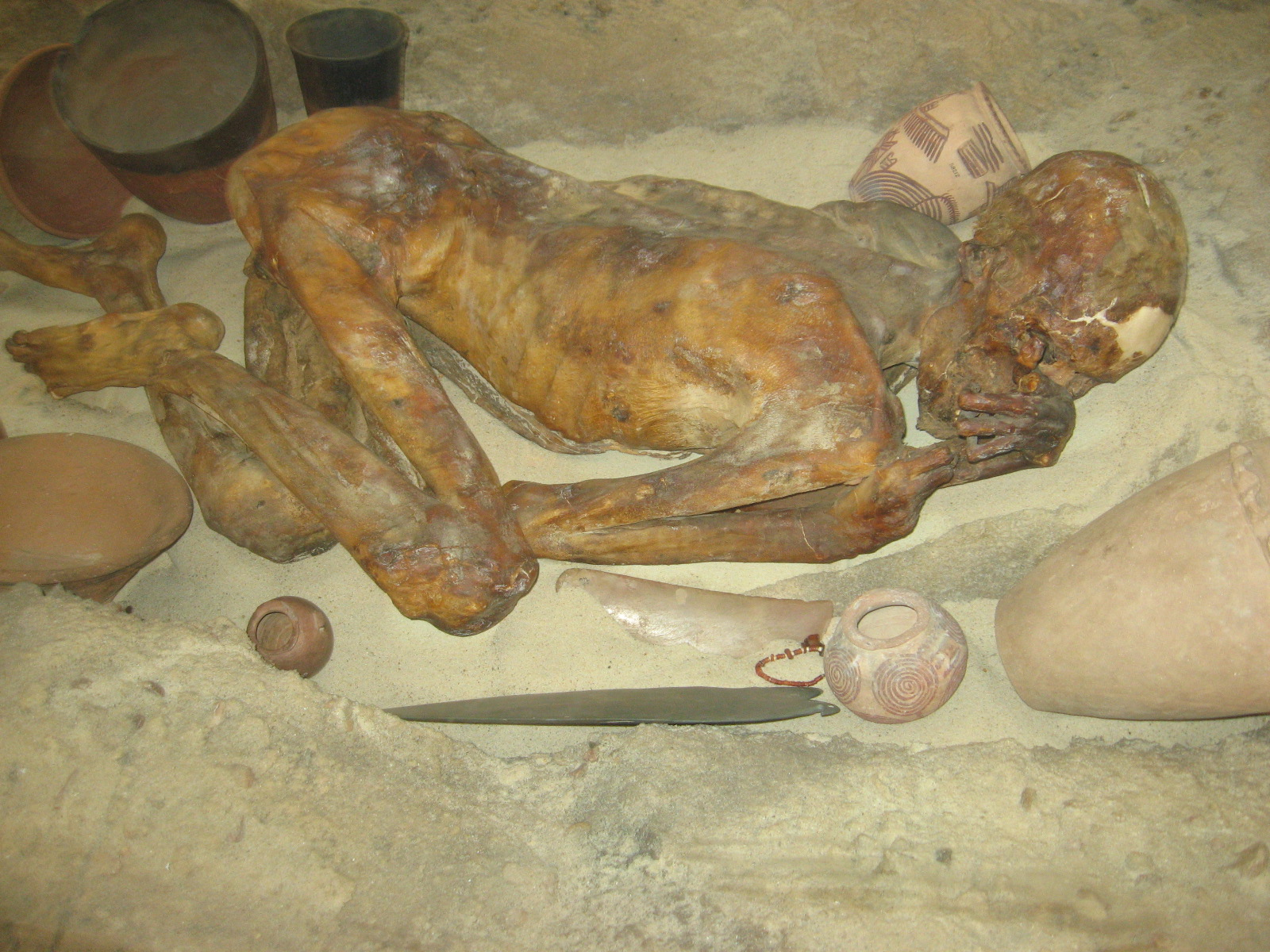
진저의 미라
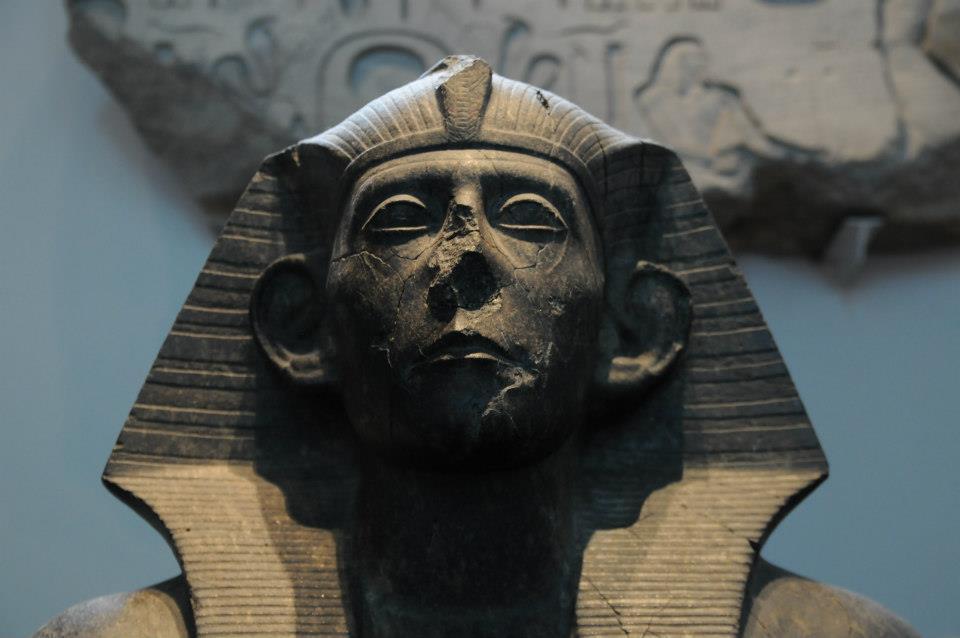
세누스레트 3세의 흑색 화강암 두상
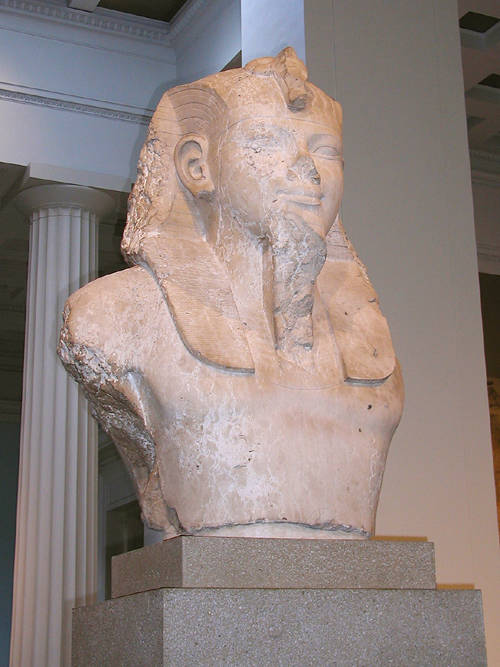
아멘호테프 3세의 거대 석조 흉상
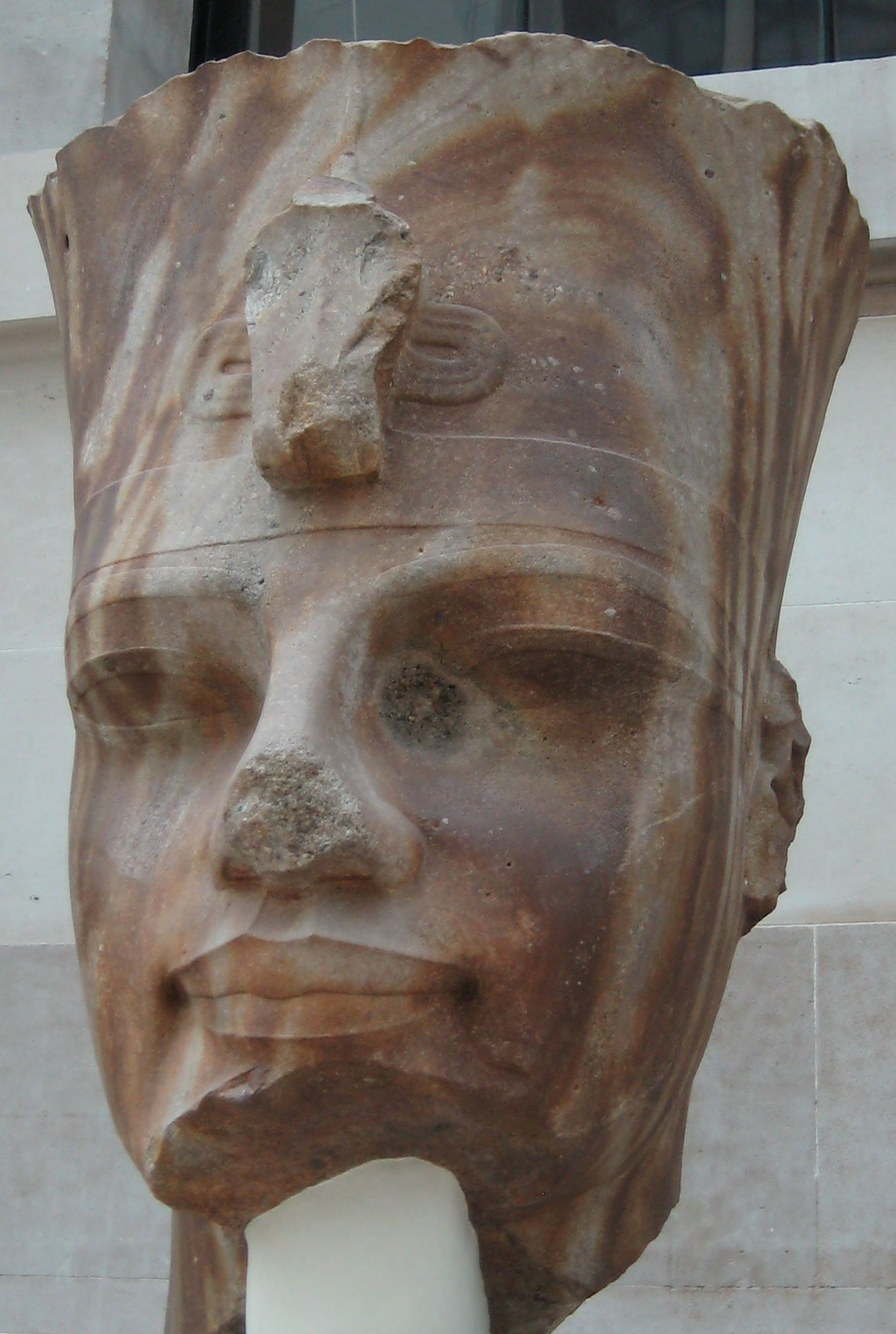
대리석으로 제작한 아멘호테프 3세의 거대 얼굴 조각
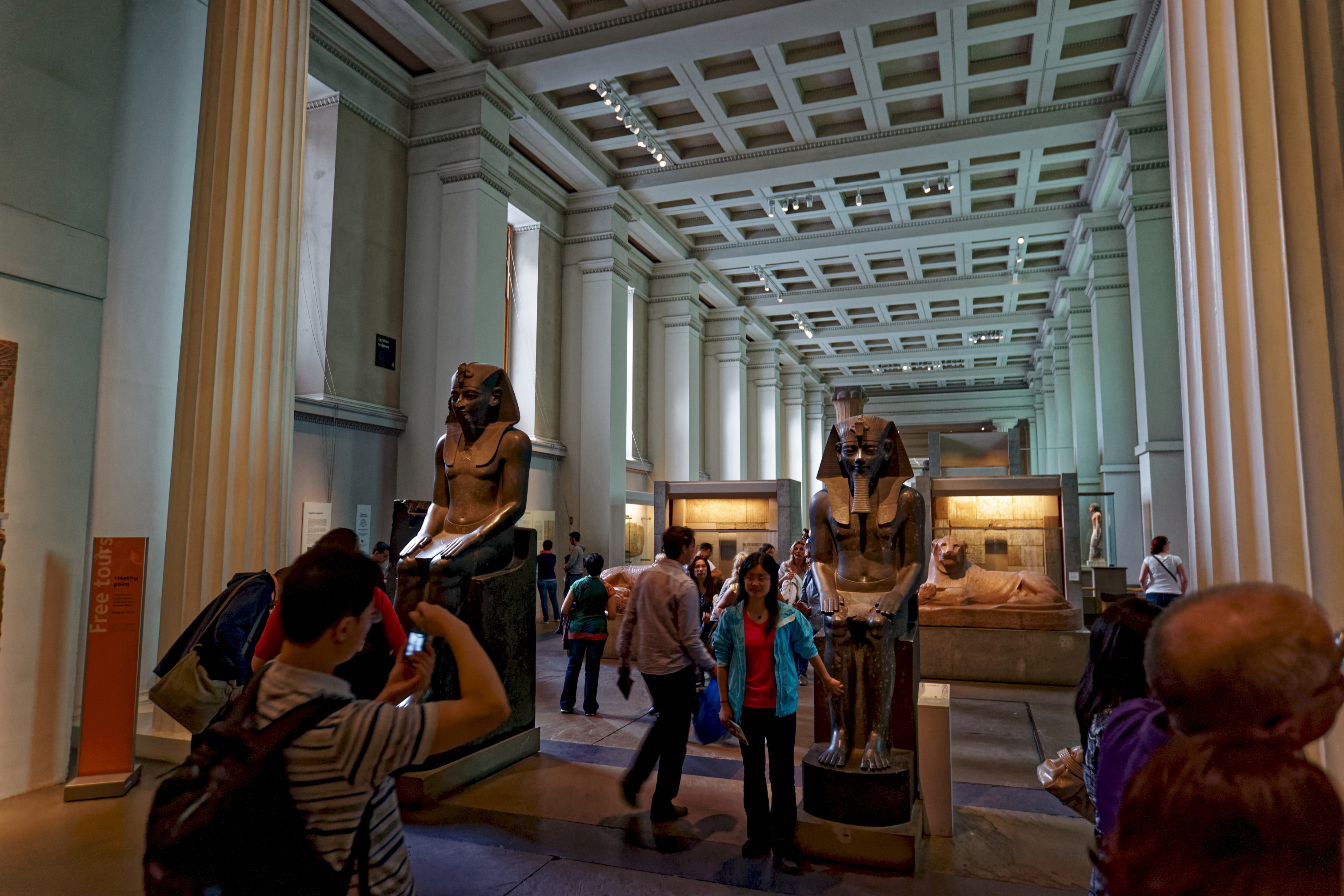
대영박물관 이집트 전시관
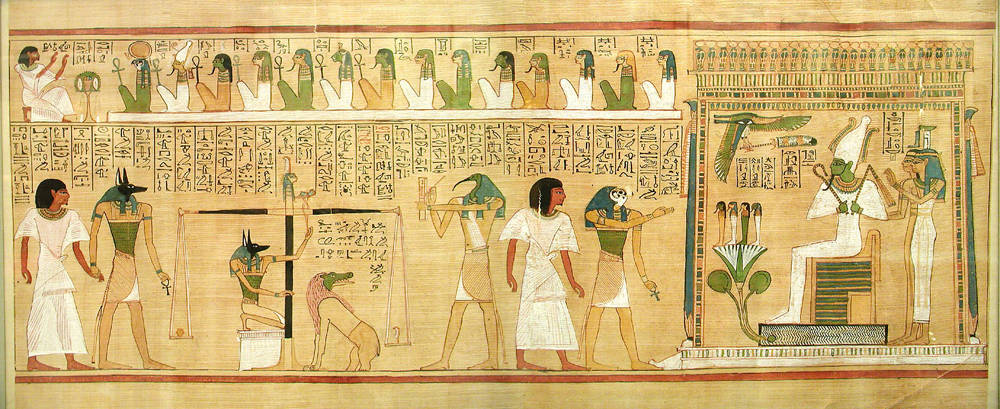
사자의 서
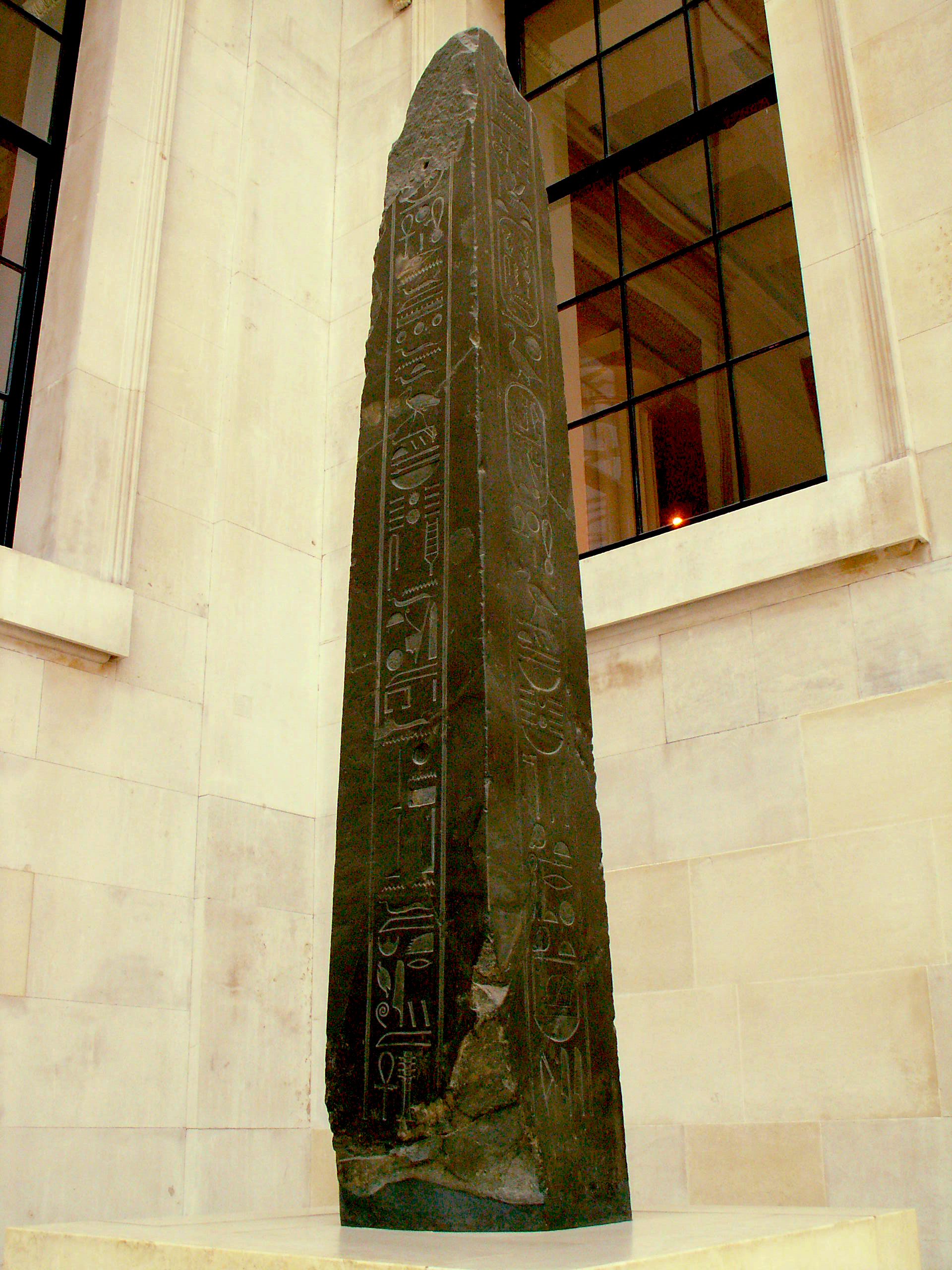
넥타네보 2세의 오벨리스크
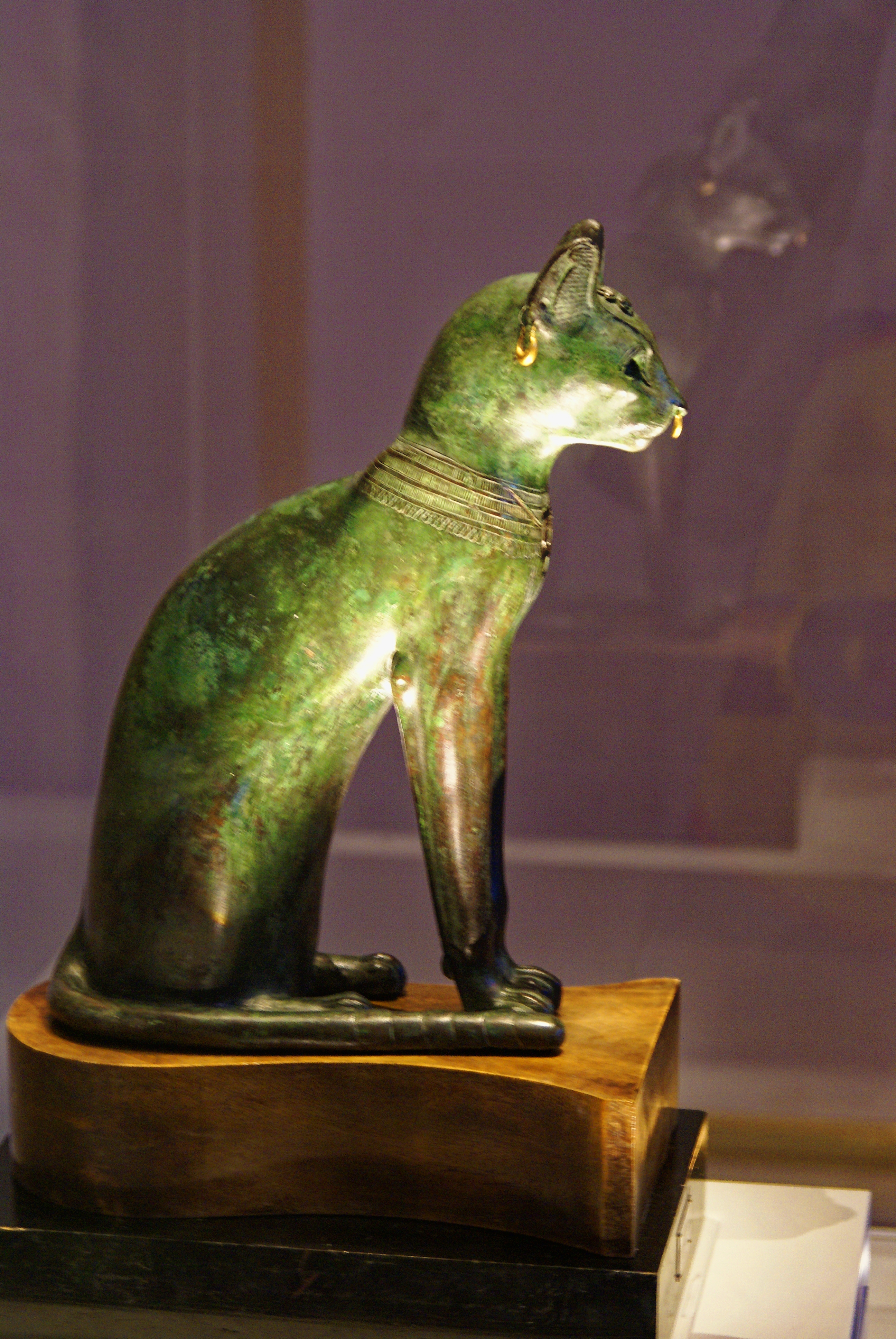
여신 바스트의 석상
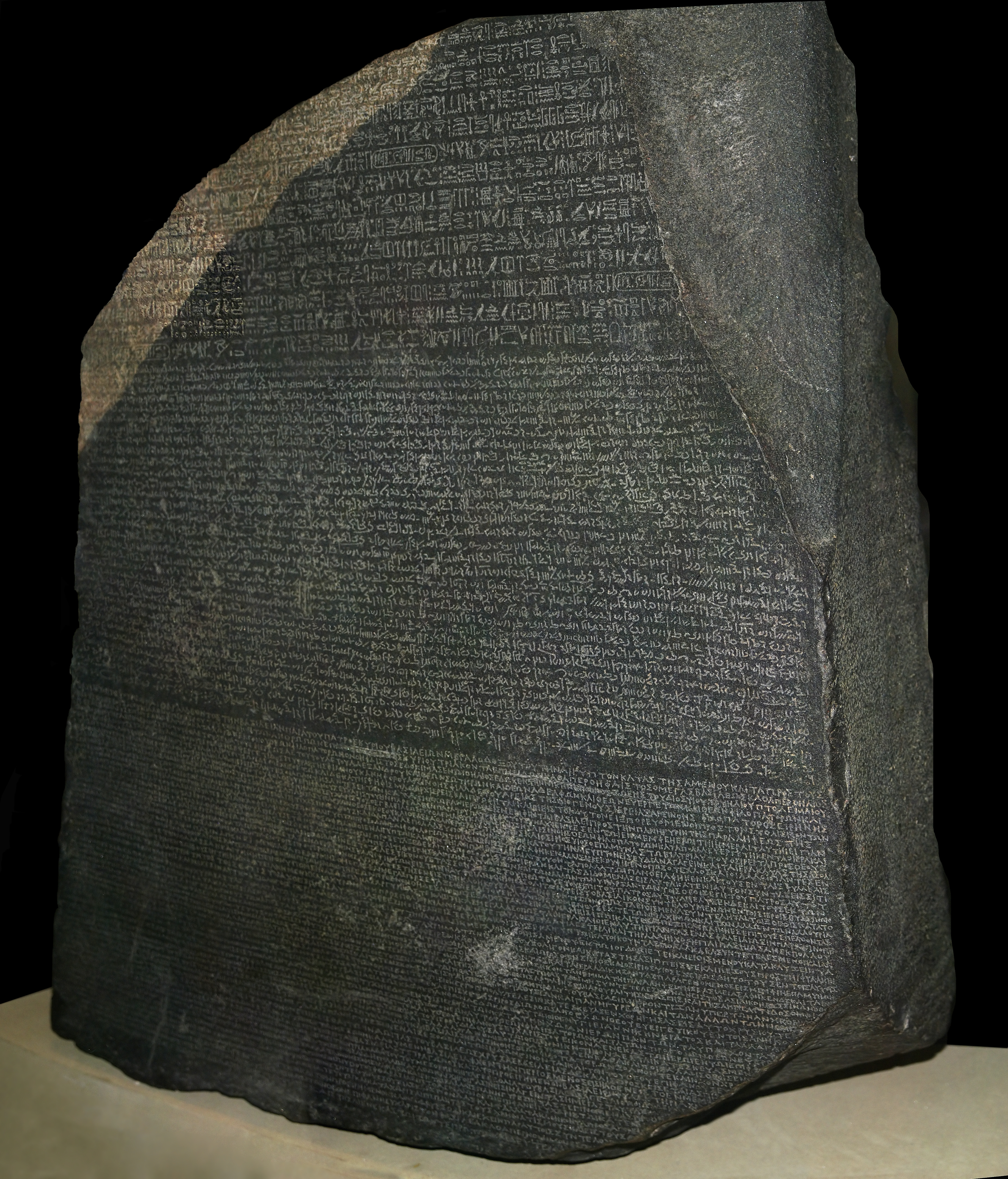
로제타석
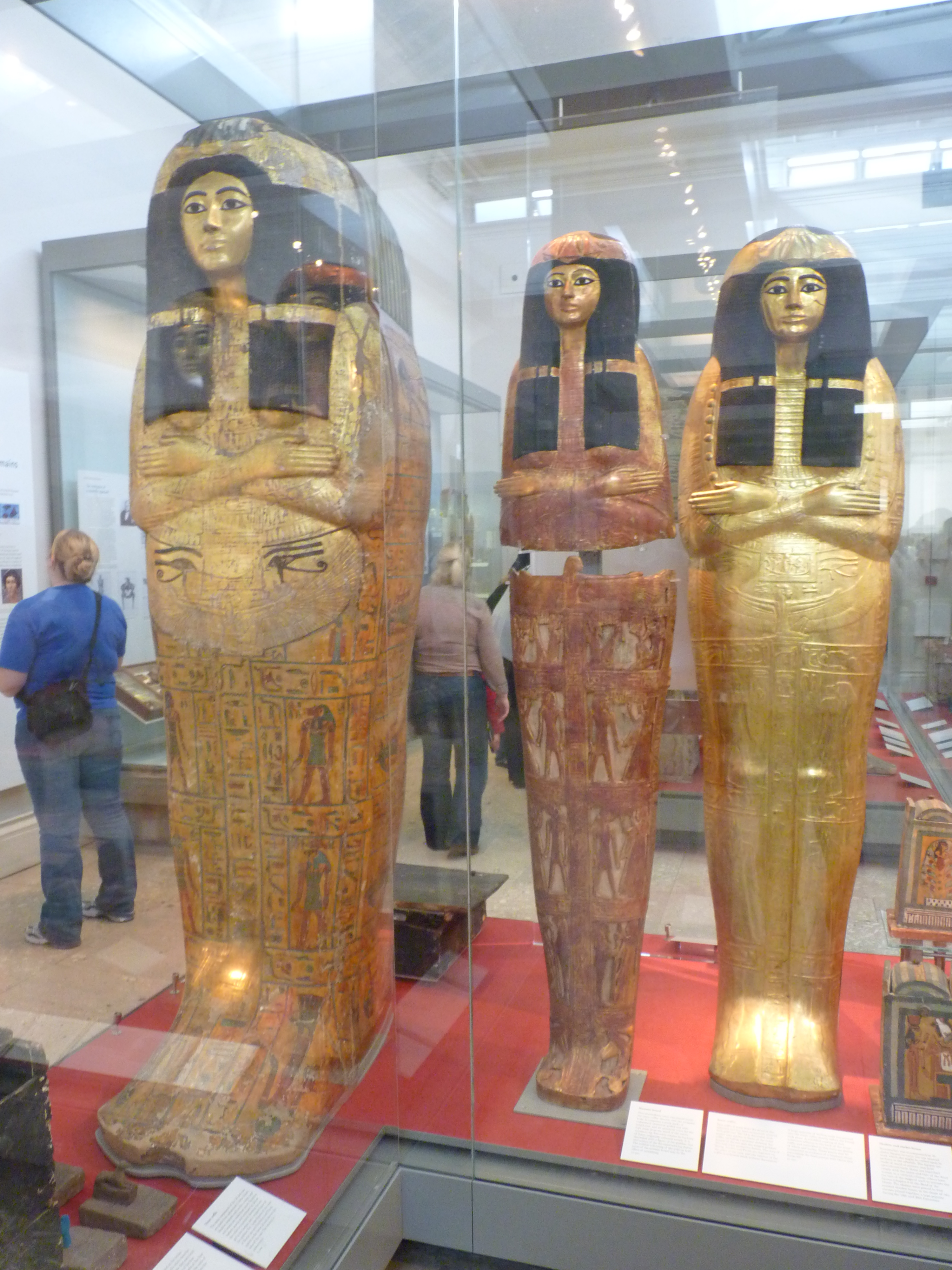
테베 헤누메히트의 묘에서 발견된 관
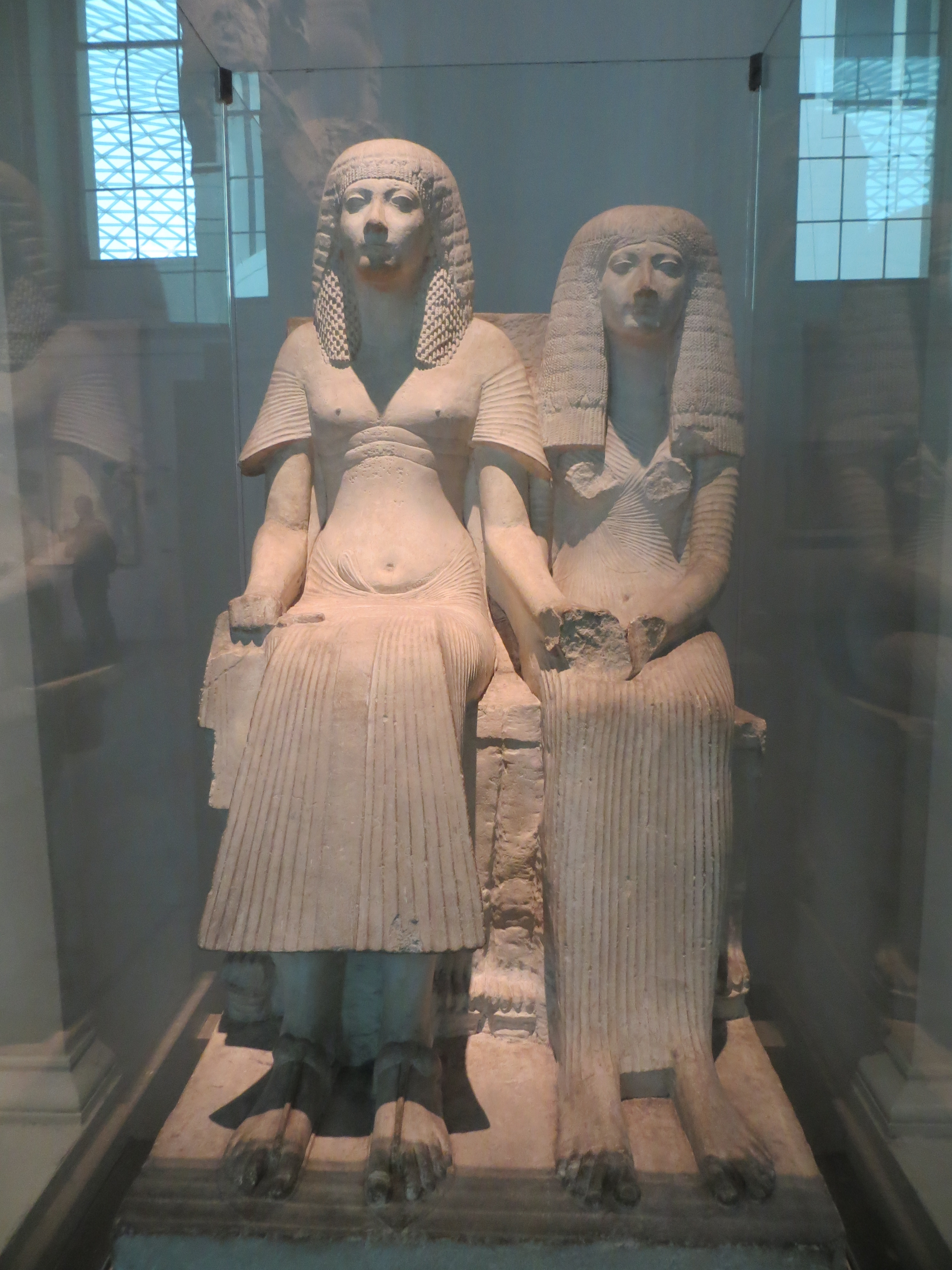
남편과 아내의 석상
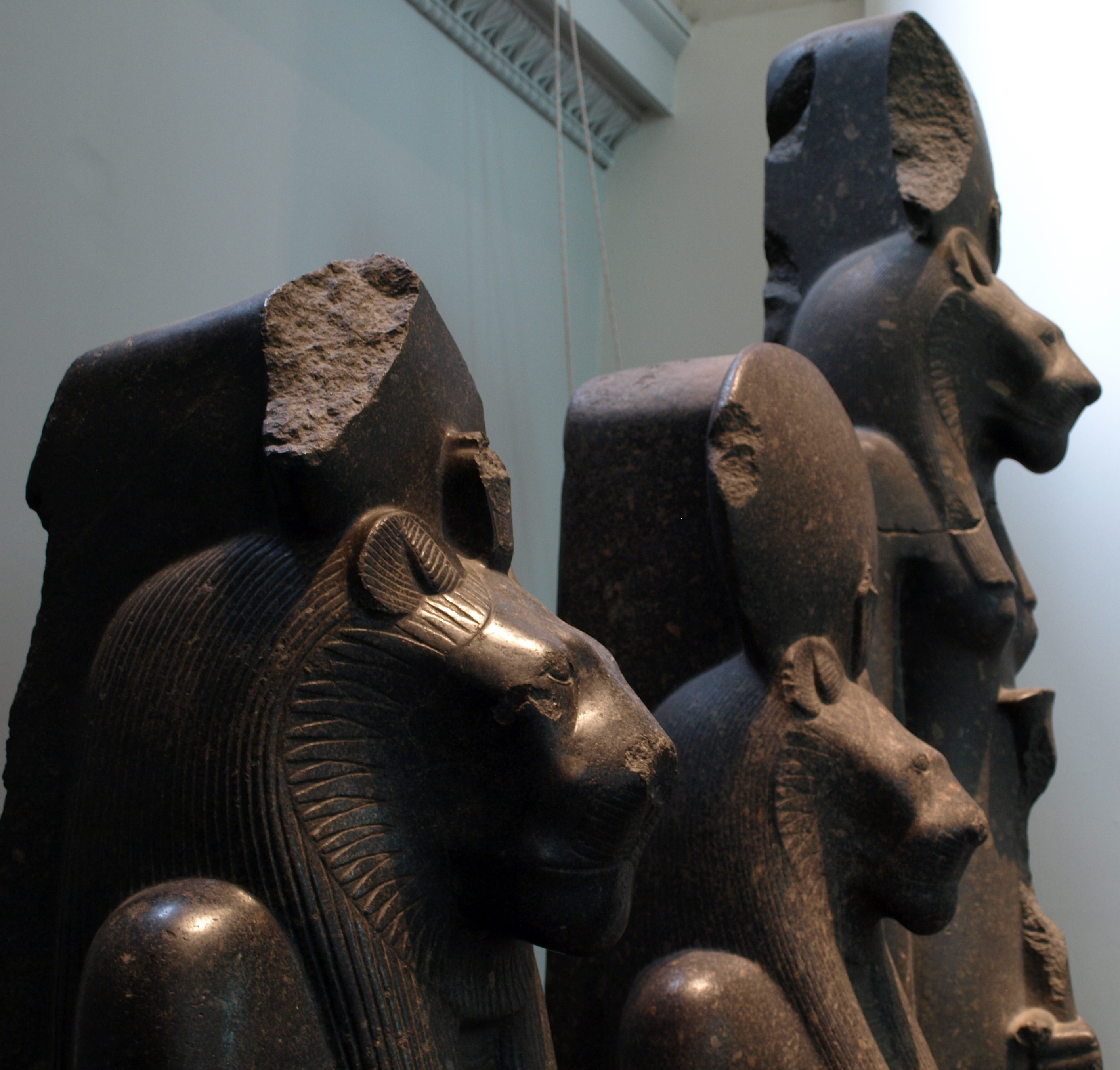
세크메트 여신의 화강암 석상

### 그리스, 로마 전시관
대영박물관은 10만 여 점에 달하는 세계에서 가장 방대한 양의 고대 지중해 세계의 소장품들을 지니고 있다. 대부분의 유물들은 그리스 청동기에서부터 시작되어, 콘스탄티누스 1세에 의하여 기독교가 로마 제국의 국교로 선포되기 전까지의 시기에 제작된 것들이다. 이 유물들은 19세기에 고고학이 급격히 발전하고 고대 세계에 대한 관심이 증가할 때에 출토된 것들이 대다수인데, 이와 같은 작업에 큰 관심을 보인 이들 가운데에는 찰스 뉴턴, 존 터틀 우드, 로버트 스미스, 찰스 펠로우스 등이 있다. 
대영박물관의 그리스 유물들은 그리스 본섬과 에게 해에 흩뿌려져 있는 섬들, 그리고 소아시아 지방과 이집트 지방, 지중해 동쪽 해안 지방들, 이탈리아 반도 지방과 시칠리아 섬 등에서 만들어진 것들이다. 미노아 문명, 미케네 문명의 문화재들이 특히 많으며, 그리스 문명의 가장 유명한 문화재에는 파르테논 신전에서 떼온 엘긴 대리석 조각군 등이 있다. 또한 그 뿐만 아니라 세계 7대 불가사의들 중 하나로 꼽히는 할리카르나소스의 마우솔레움, 에페소스의 아르테미스 신전들의 석조 잔해들도 이 소장품에 포함된다. 대영박물관은 이탈리아 외부에서 가장 방대한 양의 고대 라틴, 에트루리아 문명의 문화재들을 소장하고 있다. 또한 키프로스 지방의 유물들과, 그리스 문화권에 속하지 않았던 소아시아의 리키아와 카리아 지방의 유물들도 있다. 로마 공화국 시절의 유물들도 많이 소장하고 있기는 하지만, 대영박물관 서양관의 주축을 이루는 문화재들은 당연히 로마 제국 시대에 만들어진 유물들이다. 다만 영국에서 출토된 것들은 그리스, 로마 전시관에 포함되어 있지 않은데, 이 유물들은 특별하게 취급되어 다른 전시관에 전시되어 있다. 그리스 로마 시대의 유물들은 대영박물관 전 관에서 전시되어 있다. 다만 건물들과 관련된 유적들은 대부분 지하에 전시되어 있다. 2층에는 키프로스, 고대 이탈리아, 그리스, 로마 제국 시대의 유물들이 전시되어 있다.  그리스 로마 전시관에는 당시의 보석류들도 함께 전시되어 있는데, 예를 들어 이탈리아 남부에서 발굴한 그리스 도자기, 카메오를 새겨넣은 고대 로마 시대의 항아리들, 북아프리카 지역의 속주 유적지에서 출토된 색채 모자이크들이 주요 전시품이다.   
그리스, 로마 전시관의 핵심 전시품들은 아래와 같다.  
파르테논 신전
- 엘긴 대리석 조각군

에레크테이온
- 기원전 420~415년에 제작된 에레크테이온의 기둥들
- 6개의 여인상 기둥들 중 1개

할리카르나소스의 마우솔레움
- 마우솔로스 대왕과 그의 아내인 아르테미시아 2세의 석조상
- 마우솔레움 꼭대기에 장식되어 있던 마차상의 일부
- 그리스와 아마존 여인국 사이에서 벌어졌던 전투를 묘사한 모자이크화

에페소스의 아르테미스 신전
- 조각으로 장식된 기둥 받침 1개
- 기둥꼭대기를 장식하던 이오니아 양식의 기둥 장식

이외의 주요 소장품 목록은 다음과 같다.
그리스, 이탈리아 선사시대(기원전 3300년 ~ 800년)
- 에게 해 부근 지역에서 발굴된 30여 개의 키클라데스 문명의 대리석 조각상들 - 제임스 테오도르 벤트의 수집품
- 크레타의 크노소스 궁전에서 떼온 각종 부속 기둥, 석재, 거대 석조 항아리들 - 아더 에반스 경의 수집품 일부 포함
- 북부 아에기아에서 공수해 온 미노아 문명의 황금 공예품 (1850-1550 BC)

- 스파르타 소녀의 청동상

에트루리아 문명
- 이탈리아 중부 팔레스트리나에서 출토된 카스텔라니 묘에서 발굴된 몇몇 유물들
- 이탈리아의 이시스 신전의 유물들
- 오스칸 판 - 고대 오스칸 어를 이해하는데에 핵심적인 판석
- 기원전 150-140년 경에 제작된 고대 석관

고대 그리스 시대
- 튀르키예 서부 지역에 서있던 실물 크기의 고대 전사 석상들
- 튀르키예에서 출토된 알렉산더 대제의 헌사 석판
- 밀로스 섬에서 출토된 아스클레피오스 신의 거대한 석조 두상
- 튀르키예 아나톨리아 반도 남서부에서 발굴된 스킬라 신전의 일부
- 튀르키예 서부에서 출토된 고대 그리스 연극 배우의 가면 ( 기원전 200-150년 제작)

고대 로마 시대
- 카메오로 장식한 고대 로마의 흑빛 도자기
- 예루살렘 인근에서 발굴된 동성애를 묘사한 은제 컵(기원후 15-20년 제작)
- 원반 던지는 사람 -  원반을 막 던지려는 남성의 모습을 묘사한 석상
- 로마 판테온에서 떼온 대리석 기둥들 일부

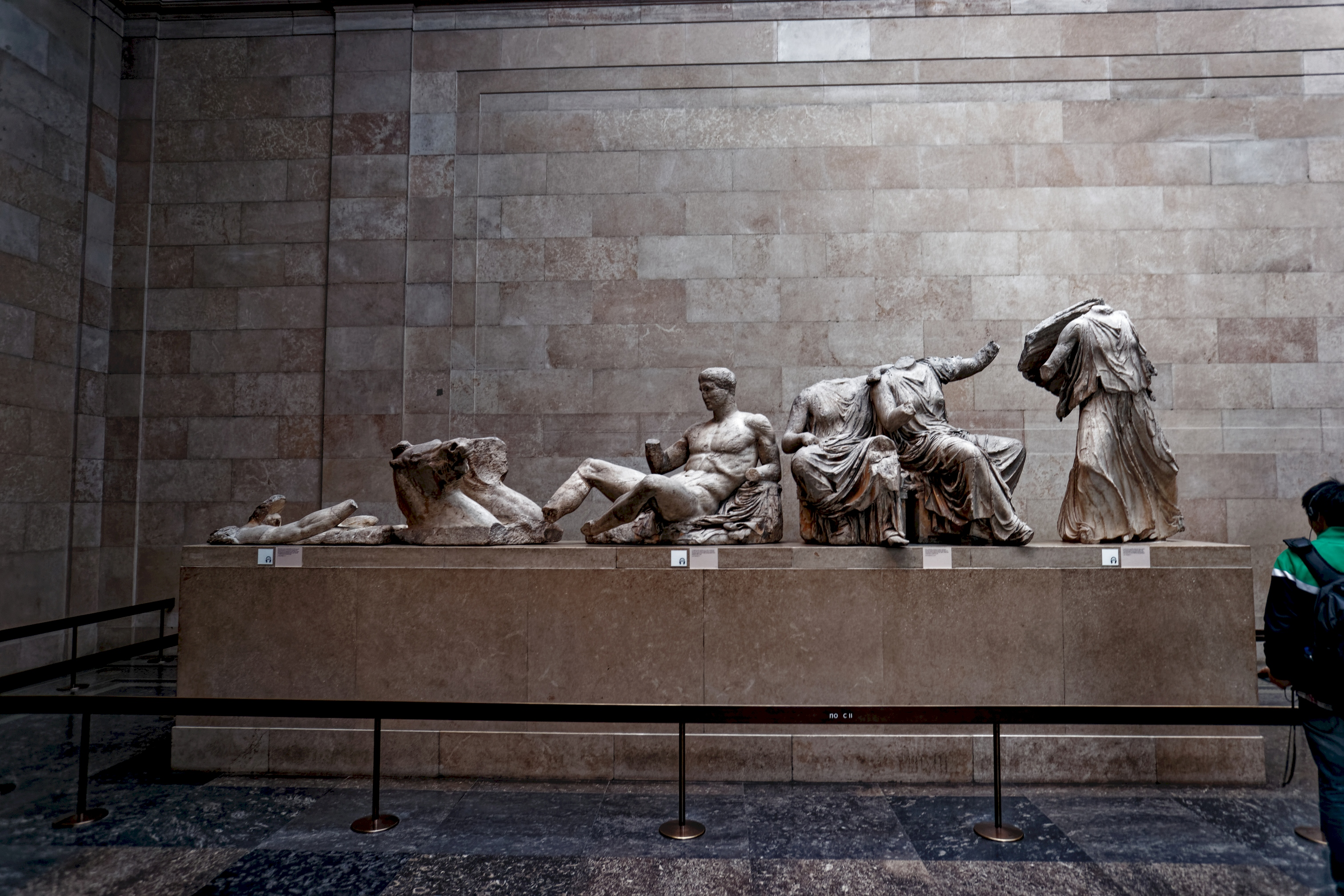
엘긴 대리석 조각군
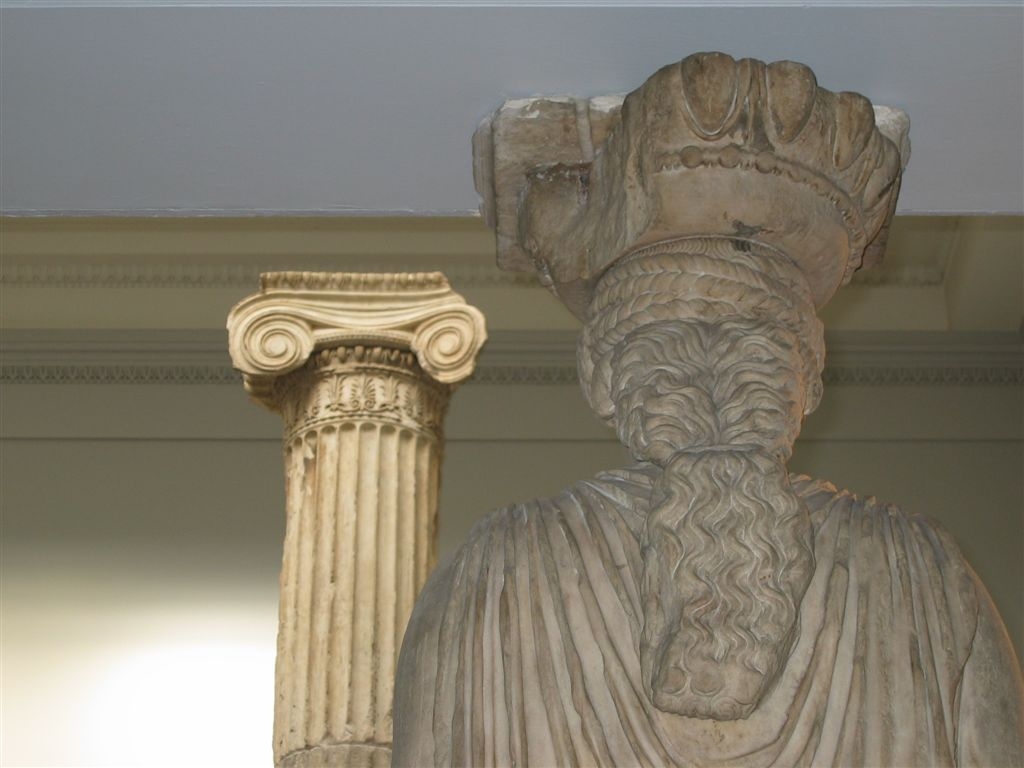
에레크테이온의 석조 여인상
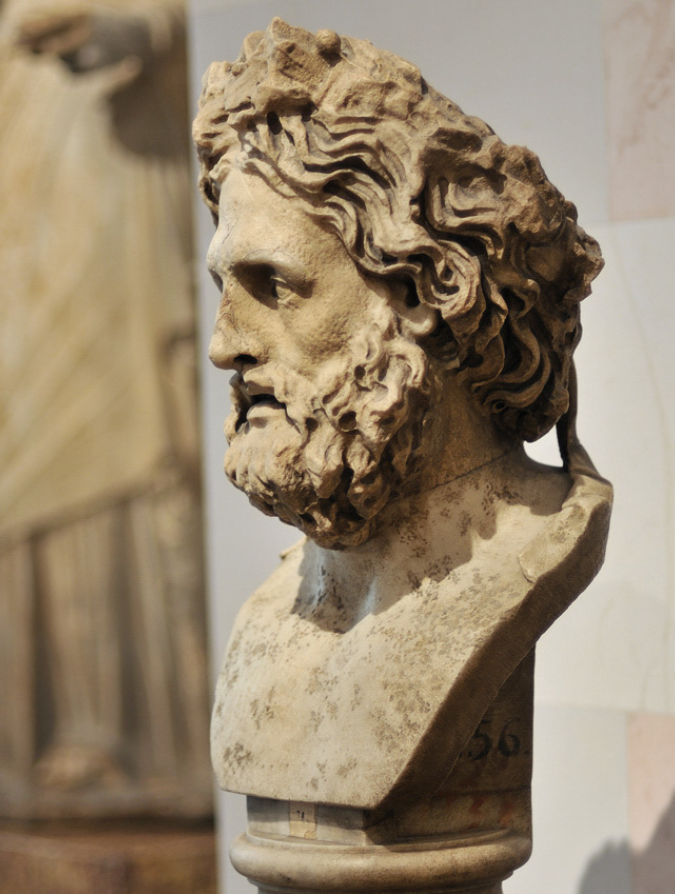
아스클레피오스 신 두상
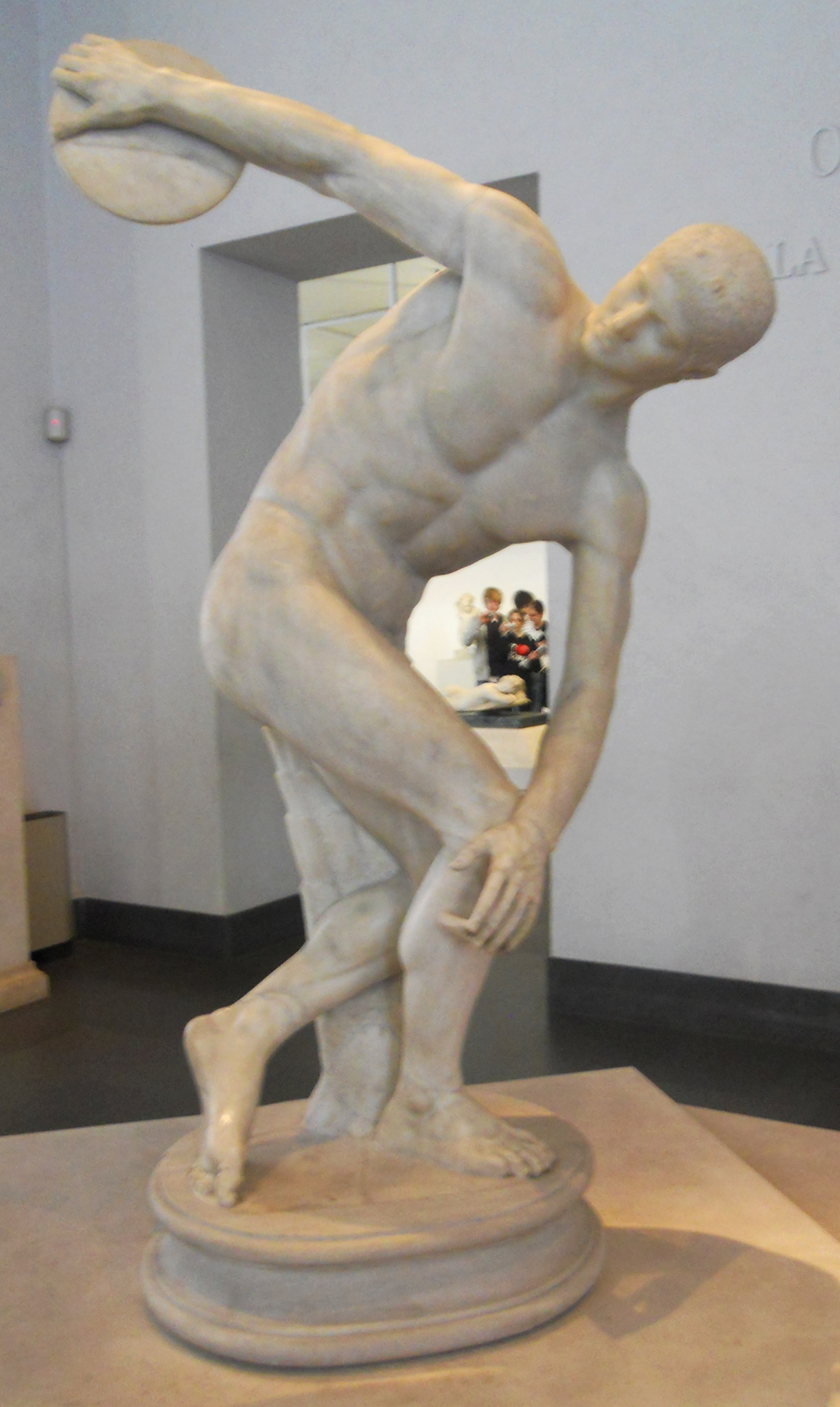
원반 던지는 사람
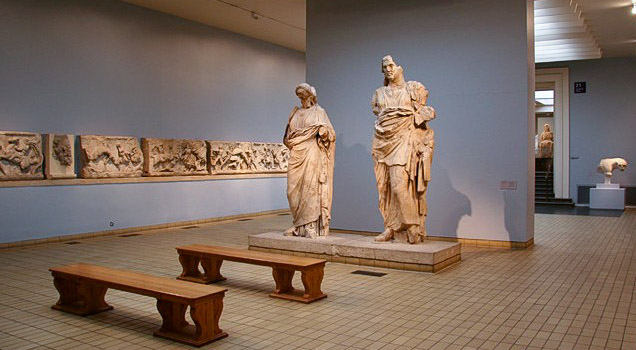
마우솔레움의 조각상들
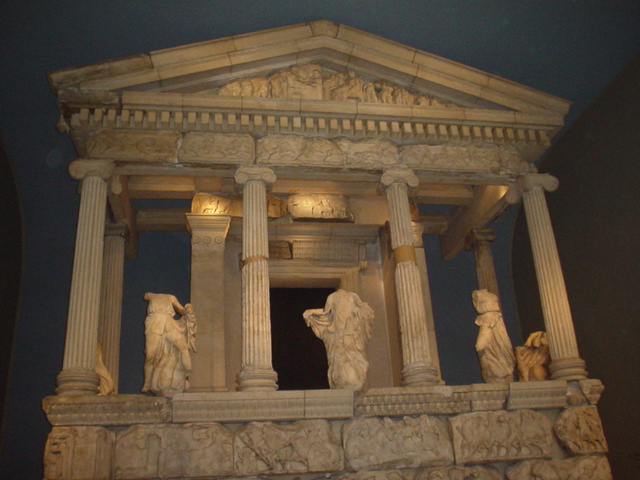
그리스 로마 전시관
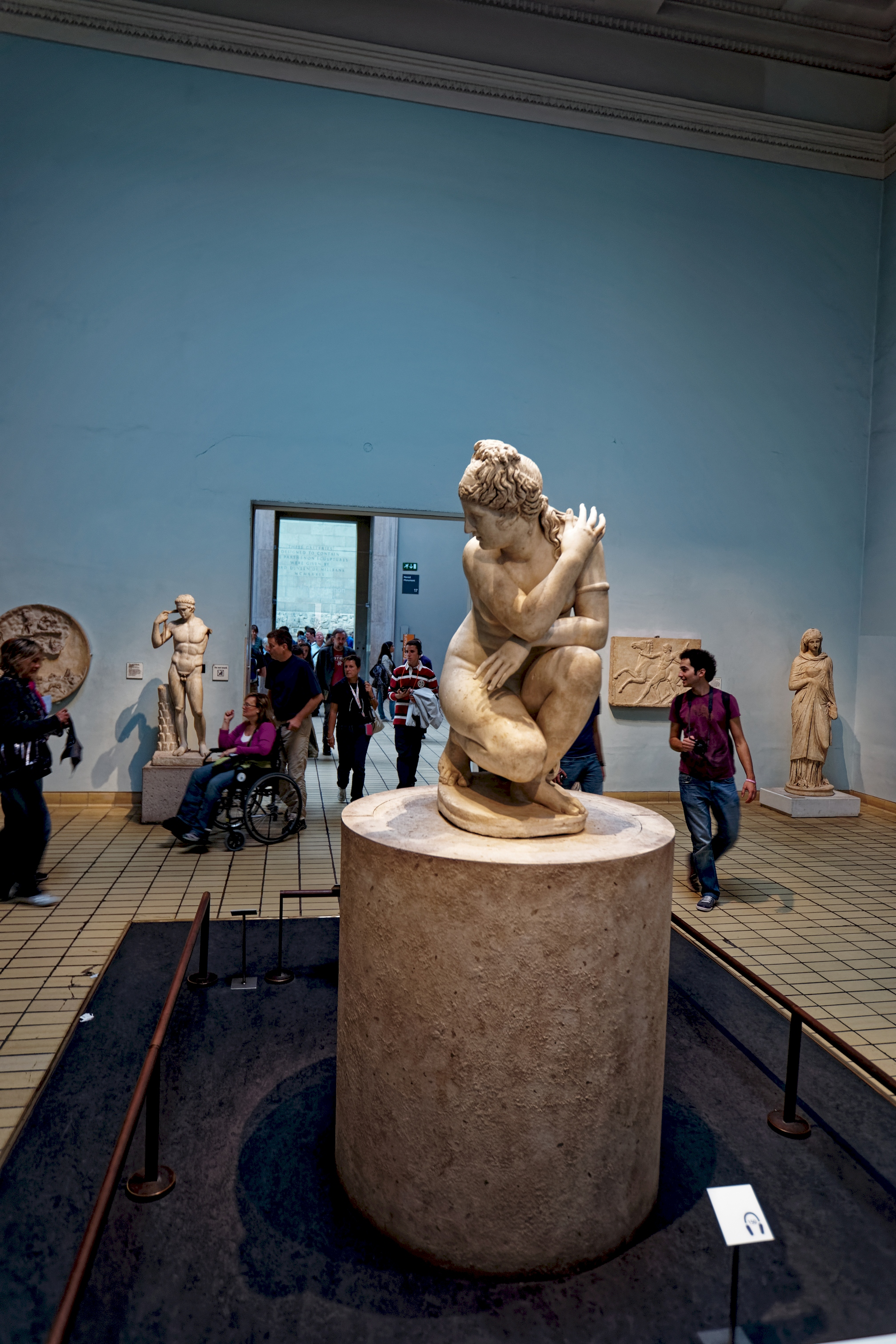
벌거벗은 아프로디테 상
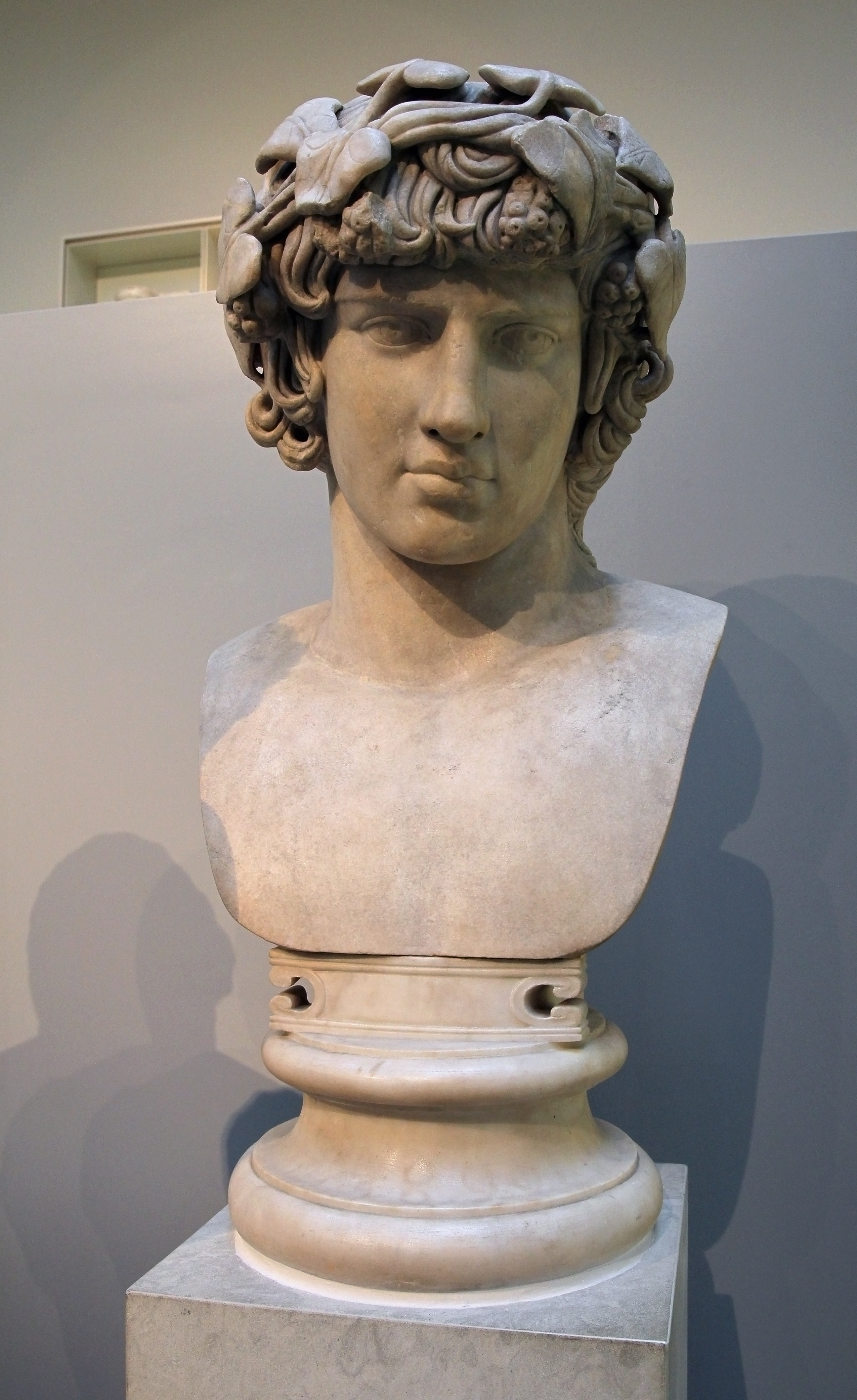
안티노오스의 흉상
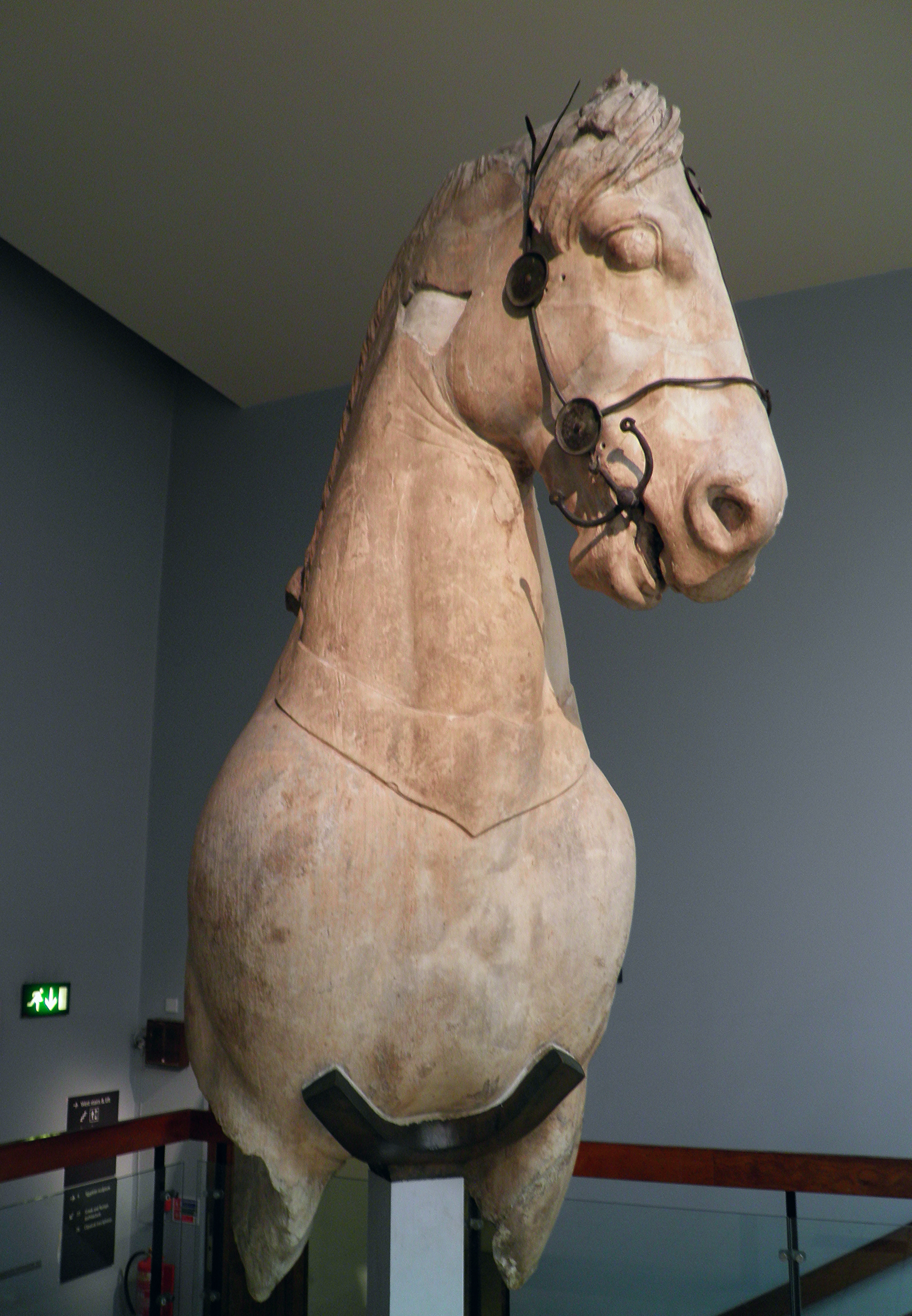
할리카르나소스의 마우솔레움을 장식하던 말 조각상
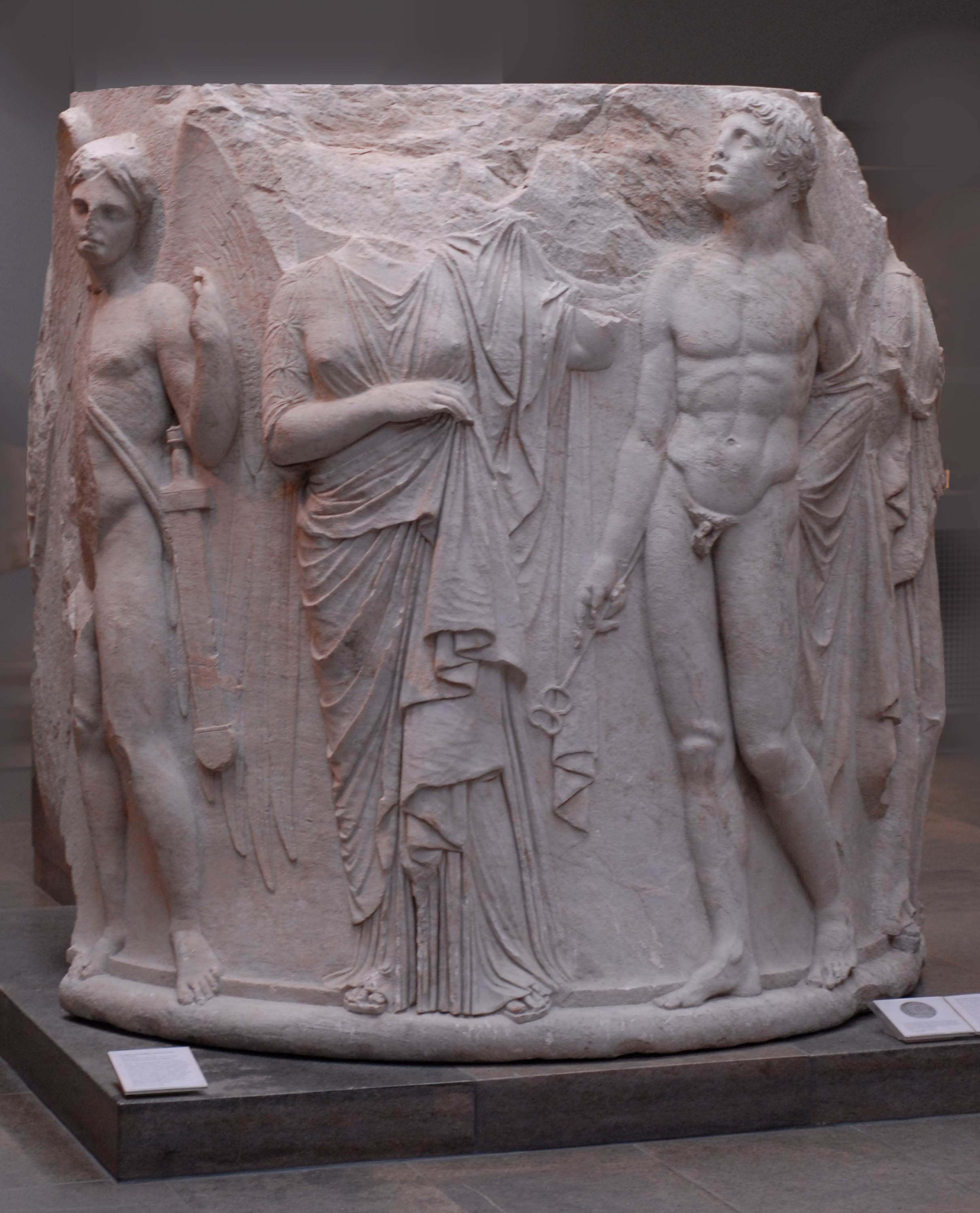
에페소스의 아르테미스 신전의 장식 일부
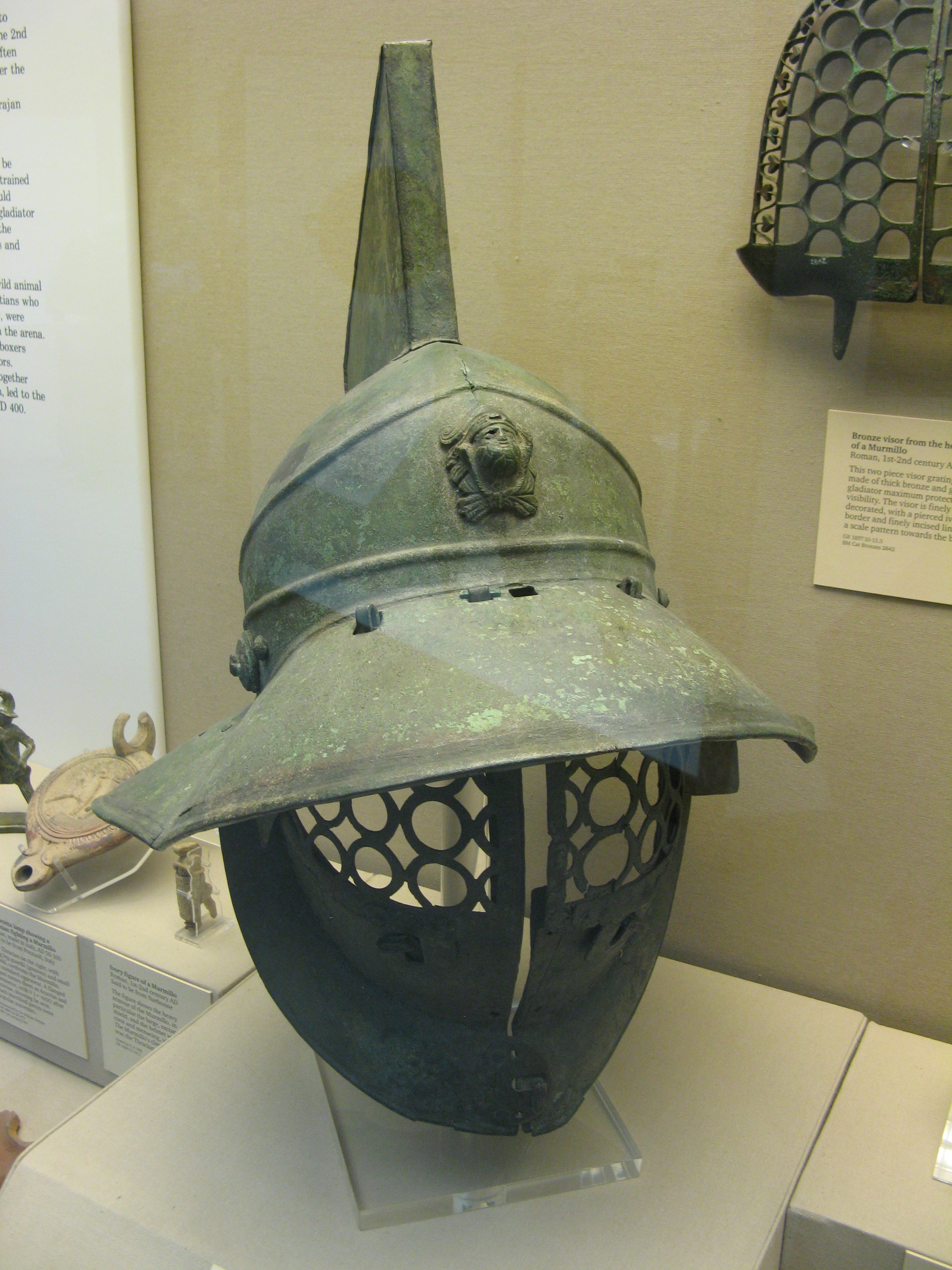
폼페이에서 발굴된 검투사용 투구
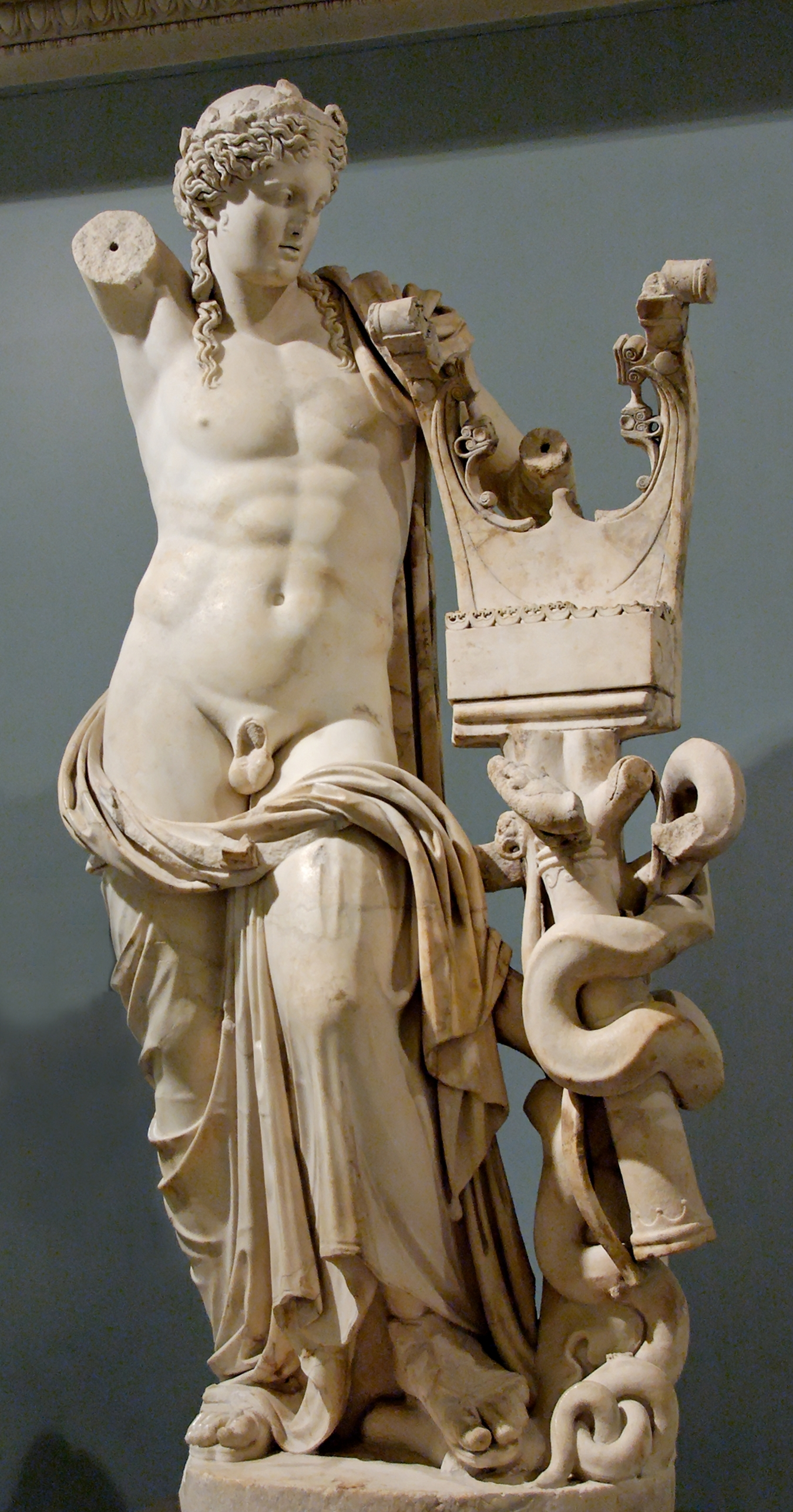
태양의 신 아폴로의 석상

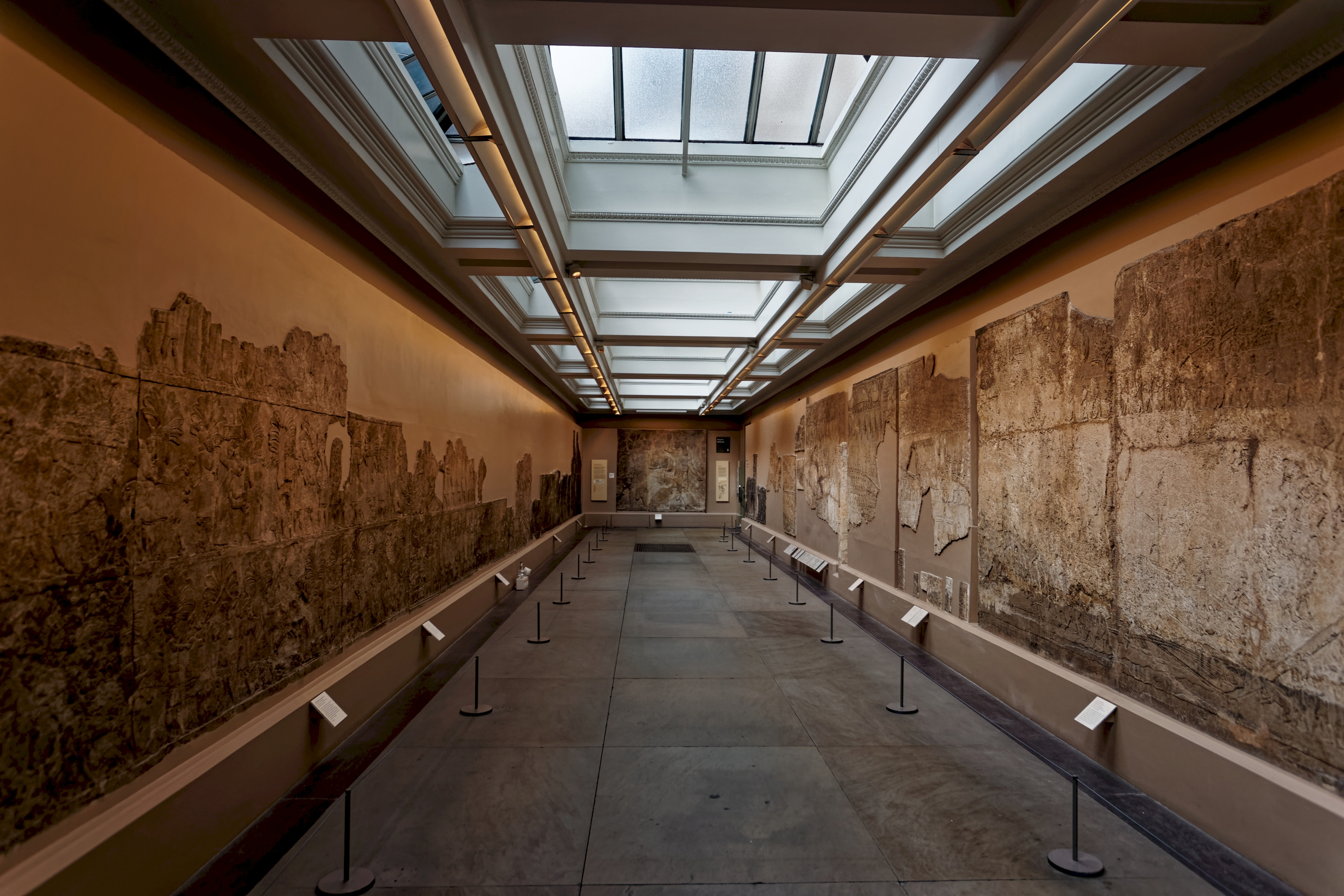
고대 아시리아의 궁전 벽

### 중동 전시관
대영박물관에는 약 33만 여 점에 달하는 고대 메소포타미아 지방의 유물들을 소장하고 있는데, 이는 이라크를 제외하면 세계에서 가장 방대한 양이다. 이 유물들은 대부분 엄청난 역사적인 가치들을 가지고 있는 것들로, 고대 아시리아, 수메르, 바빌로니아 문명의 유물들을 모두 포함하고 있다. 심지어 님루드, 니네베의 아시리아의 왕궁에서 통째로 떼온 석조 판들로 장식된 복도는 그 역사성과 아름다움으로 전세계에서 가장 잘 보존된 고대 아시리아 문명의 문화재들 중 하나로 손꼽힌다.

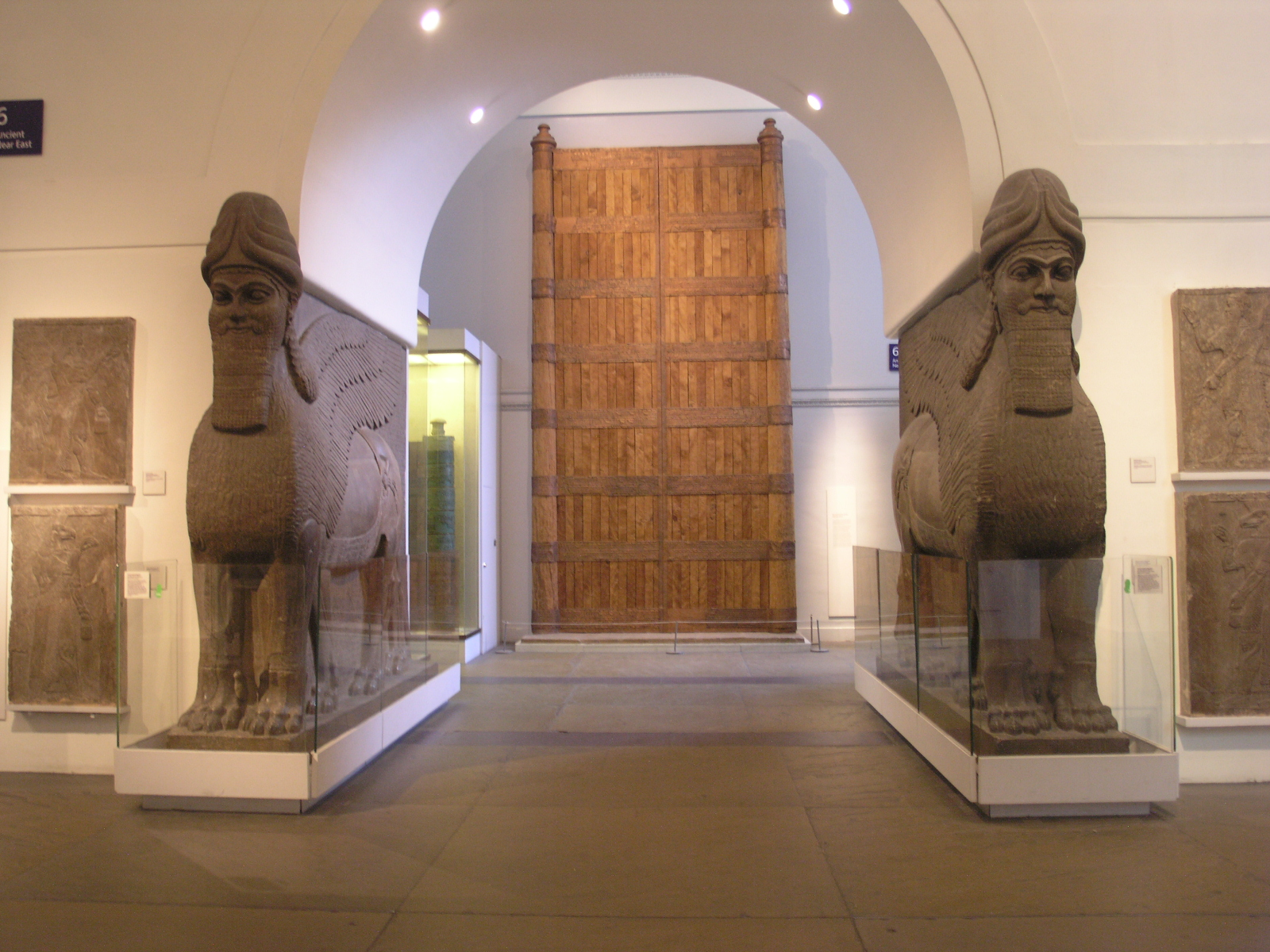
라마수의 석상

중동 전시관의 시초는 1825년에 클라우디우스 제임스 리치 경이 기부한 다량의 수집품들에서 기인한다. 이후 대영박물관의 전시품 수는 영국의 탐험가이자 학자 A.H. 라야드가 님루드와 니네베에서 발굴한 고대 아시리아 왕궁에서 출토된 유물들을 모두 박물관으로 직송하며 크게 증가하였다. 님루드에서 라야드는 아슈르바니팔 2세의 북서부 궁전 부지를 발굴해냈고, 그 외에도 3개의 궁전들과 사원들도 추가적으로 발굴하였다. 그는 이후 니네베에서 세나케립 왕의 궁전들도 함께 발굴하였는데, 기록에 의하면 이 궁전에 최소한 71개의 홀들이 있었다고 한다. 또한 이 때 아시리아의 수호 동물이었던 라마수의 석상들, 궁전 집기들, 살마네세르 2세의 오벨리스크 등을 포함한 스텔라 등을 대영박물관으로 이전되었다.  
라야드의 작업은 그의 조수였던 호르무즈 라삼에 의하여 지속되었다. 그는 1852년과 1854년에 약 2년 동안 아슈르바니팔 왕의 니네베 북부 궁전을 발굴하였고, 아슈르바니팔의 사자 사냥 장면을 새긴 석판 등을 포함하여 수많은 문화재들을 발굴, 영국으로 보냈다. 그는 또한 아슈르바니팔 왕의 대도서관도 발굴하였으며, 이 곳에서 무려 13만 여개에 달하는 토판들을 꺼내 모두 영국으로 반출하였다. W. K. 로푸투스는 1850년과 1855년 사이에 님루드를 발굴하였고, 불타버린 왕궁 유적에서 상아 조각품 등을 발굴하였다. 1878년과 1882년 사이에 호르무즈 라삼은 바빌론에서 발굴해 온 키루스 실린더, 발라와트에서 발굴한 청동 관문, 시파르에서 발굴한 고대 유물 등을 대거 대영박물관에 넘겼고, 이로 인하여 대영박물관의 중동 관련 유물들의 수가 크게 불어나게 되었다. 
20세기 초에 D.G. 호가스와 레오나드 울리, 그리고 이후 T.E. 로렌스의 합동 발굴팀이 중동 발굴 작업을 주도하며 지속적으로 대영박물관에 고대 중동 유물들이 유입되었으며, 제1차 세계대전 이후 이라크 남부에서 진행된 발굴 조사에서 쏟아져 나온 막대한 양의 유물들이 계속 박물관으로 흘러들었다. 텔아우브리드에서는 수메르 신전에서 청동 바닥판재들이 뜯겨나왔으며, 이 때 실제 크기의 청동 사자상과 사자 머리를 한 독수리를 새겨넣은 석판들이 1919년, 그리고 1924년에 박물관에 기증되었다. 이후 레오나드 울리는 고대 도시 우르로 향하여 기원전 3000여 년 경에 지어진 왕실 묘지를 발굴하였으며, 이 때 우르의 깃발과 같은 상징적인 유물들이 출토되었다. 또한 우르의 게임, 숫양 청동상 등이 함께 발견되었다. 이 당시 작업들의 대부분은 고대 메소포타미아 문명 지구에 치중하여 있었으나, 이외에도 주변 지역들에도 지속적인 발굴 조사가 이루어졌다. 1897년에 발굴된 고대 아케메네스 페르시아 왕조의 유물들이 대영박물관으로 기증되었으며, 페르세폴리스의 폐허에서 건져 온 유물들이 1825년에 고어 오슬리 경에 의해 기부되면서 더욱 그 양이 풍족해졌다. 이후의 사산 왕조 페르시아의 은제 컵 들을 포함한 은제 유물들도 박물관으로 들어왔고, 이 때에 사슴과 사자를 사냥하는 왕들의 모습을 새긴 석판들이 박물관의 수장고에 보관되었다. 대영박물관에는 사르데냐 섬의 고대 도시 타로스에서 발굴된 유물 컬렉션들이 눈여겨볼만한 유물들로 꼽히며, 또한 고대 카르타고 지방에서 뜯어온 유물들도 볼만하다. 또한 예멘 국외에서 가장 보존 상태와 역사적 가치가 높은 사료들을 다수 보유하고 있으며, 바레인 지방에 산재한 고대 무덤들에서 도굴하여 가져온 파르티아의 유물들도 상당히 유명하다.    
대영박물관에는 시리아에 위치한 고대 도시 팔미라에서 뜯어온 40여개에 달하는 석조 흉상들, 1920년에 막스 폰 오펜하임이 주도한 발굴 프로젝트에서 발굴된 석조 주비 등이 매우 유명한 전시품들로 전시되어 있다. 이후 맥스 말로완이 1935년에서 1938년, 즉 2차 세계 대전 직전에 진행해온 발굴 작업으로 인하여 수많은 고대 중동 지방의 유물들이 쏟아져들어왔다. 말로완은 전쟁이 끝난 직후, 그의 아내를 데리고 고대 도시 님루드로 향하여 추가적인 발굴 작업을 진행하였고, 님루드 상아판과 같은 귀중한 유물들을 발굴하여 박물관에 보냈다. 케스린 케엔이 예리코에서 진행한 작업으로 팔레스타인 지방의 유물들도 대거 박물관으로 들어왔으며, 이후 1980년에 박물관으로 추가적인 인계 작업이 진행되었다. 현재에도 박물관은 중동 지역 곳곳에서 합법적인 범위 내에서 발굴 작업을 진행하고 있으며, 출토된 유물들의 일부는 요르단과 같이 현지 박물관에 나누어 전시되기도 한다.     
박물관에는 이슬람 미술품들이 약 40,000여 개가 소장되어 있다. 이슬람 세계 곳곳에서 공출해온 수없이 많은 종류의 도자기, 그림들, 타일 모자이크, 금속 주조물, 유리, 인장들, 그리고 비문들이 보관되어 있는데, 이 지역의 범위가 서쪽으로는 스페인, 동쪽으로는 인도에 달할 정도로 거대하다. 특히 아나톨리아 반도의 이즈니크에서 생산된 특유의 유리 타일들이 유명한데, 튀르키예 외부에서는 최대 규모를 자랑한다. 또한 바위의 돔에서 떼온 철제 램프, 천궁을 묘사한 거대한 지도, 정밀한 천문관측의, 무굴 제국의 삽화들과 자한기르 황제를 위해 만들어진 귀중한 옥제 거북상 등이 있다. 이후 데이비드 화이트하우스나 피터 윌리와 같은 인사들이 시라프, 알라무트 성과 같은 고대 이란 지방의 유적들을 탐사하며 수 천개에 달하는 유물들을 발굴하여 영국으로 보냈고, 이는 중동 전시관의 소장품들을 더욱 풍족케 해주었다.      
중동 전시관에서 가장 중요하거나 소장가치가 큰 전시품들은 박물관 내부 13개의 전시관들에 나누어 전시되어 있으며, 약 4,500개에 달한다. 1층에 있는 전시관에는 니네베와 님루드에 있던 고대 아시리아 왕궁에서 통째로 떼온 조각품들이 전시되어 있으며, 위층에 있는 8개의 갤러리들에는 고대 문명들과 관련된 조금 더 규모가 작은 전시품들이 나열되어 있다. 이 방대한 전시품들은 심지어 침대에서부터 시작되어 거대한 석상까지 모든 분야를 총망라하며, 특히 고대 메소포타미아 지방에서 가지고 온 13만 여개의 점토판들이 주요 볼거리이다. 중동 전시관에 있는 주요 전시품 목록들은 아래와 같다.           
님루드의 아시리아 궁전
- 아슈르바니팔 2세의 북동쪽 궁전 (기원전 883-859년)
- 아다드-니라리 3세의 궁전 (기원전 811-783년)
- 사라트-니피 사원 (기원전 9세기)
- 니누타 신전 (기원전 9세기)
- 동남쪽 궁전 (불타버린 궁전) (기원전 8-7세기)
- 티글라트-필레세르 3세의 중앙 궁전 (기원전 745-727년)
- 에사르하돈의 남서쪽 궁전 (기원전 681-669년)
- 나부 신전 (기원전 7세기)

조각상
- 사람의 머리를 한 사자의 몸을 가진 라마수 석상 한 쌍 (기원전 883-859년)
- 사람의 머리를 한 황소의 몸을 가진 라마수 석상 한 쌍 (기원전 883-559년)
- 거대 사자 석조 입상 (기원전 883-859년)
- 샬마네세르 3세의 검은 오벨리스크 (기원전 858-824년)
- 샴시 아다드 5세의 스텔라 (기원전 824-811년)
- 에사르하돈의 궁전에서 회수한 라마수 석상의 두상 (기원전 811-783년)
- 쐐기문자와 페니키아어가 함께 새겨진 사자 모양의 추 (기원전 800-700년)

니네베의 아시리아 궁전
- 세나케립의 남서쪽 궁전 (기원전 705-681년)
- 아슈르바니팔의 북쪽 궁전 (아슈르바니팔의 사자 사냥 부조 포함)(기원전 645년)
- 유명한 정원 연회 부조 (기원전 645년)
- 아슈르바니팔 1세의 백색 오벨리스크 (기원전 1050-1031년)

아슈르바니팔의 왕실 도서관
- 고고학적으로 막대한 가치를 지닌 약 22,000여 개에 달하는 쐐기문자를 새긴 점토판들 (기원전 7세기)
- 길가메시 서사시를 새긴 홍수 태블릿 (기원전 7세기)
- 센나케립의 연대기 (센나케립 왕의 일대를 새긴 육각 기둥 형태의 석비) (기원전 691년)

우르
- 우르의 깃발 (전쟁과 평화를 묘사함) (기원전 2600년)
- 푸아비 왕비의 무덤에서 발견된 리라와 황금 컵 (기원전 2600년)
- 덤불 속의 숫양 (초기 한쌍이었는데, 나머지 1개는 필라델피아에 소장중)
- 우르 왕실 게임판 (기원전 2600-2400년)

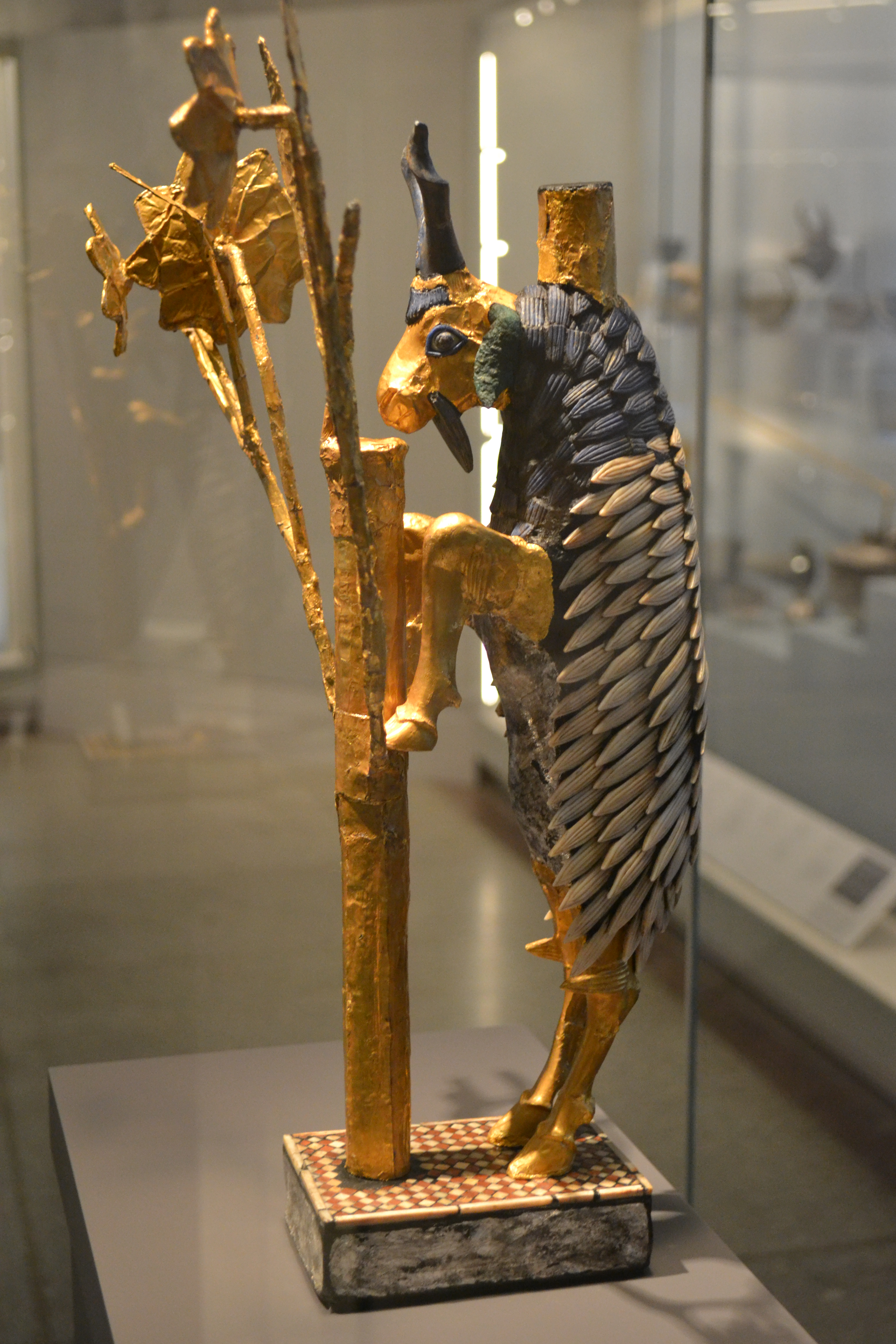
덤불 속의 숫양 (기원전 2600년)
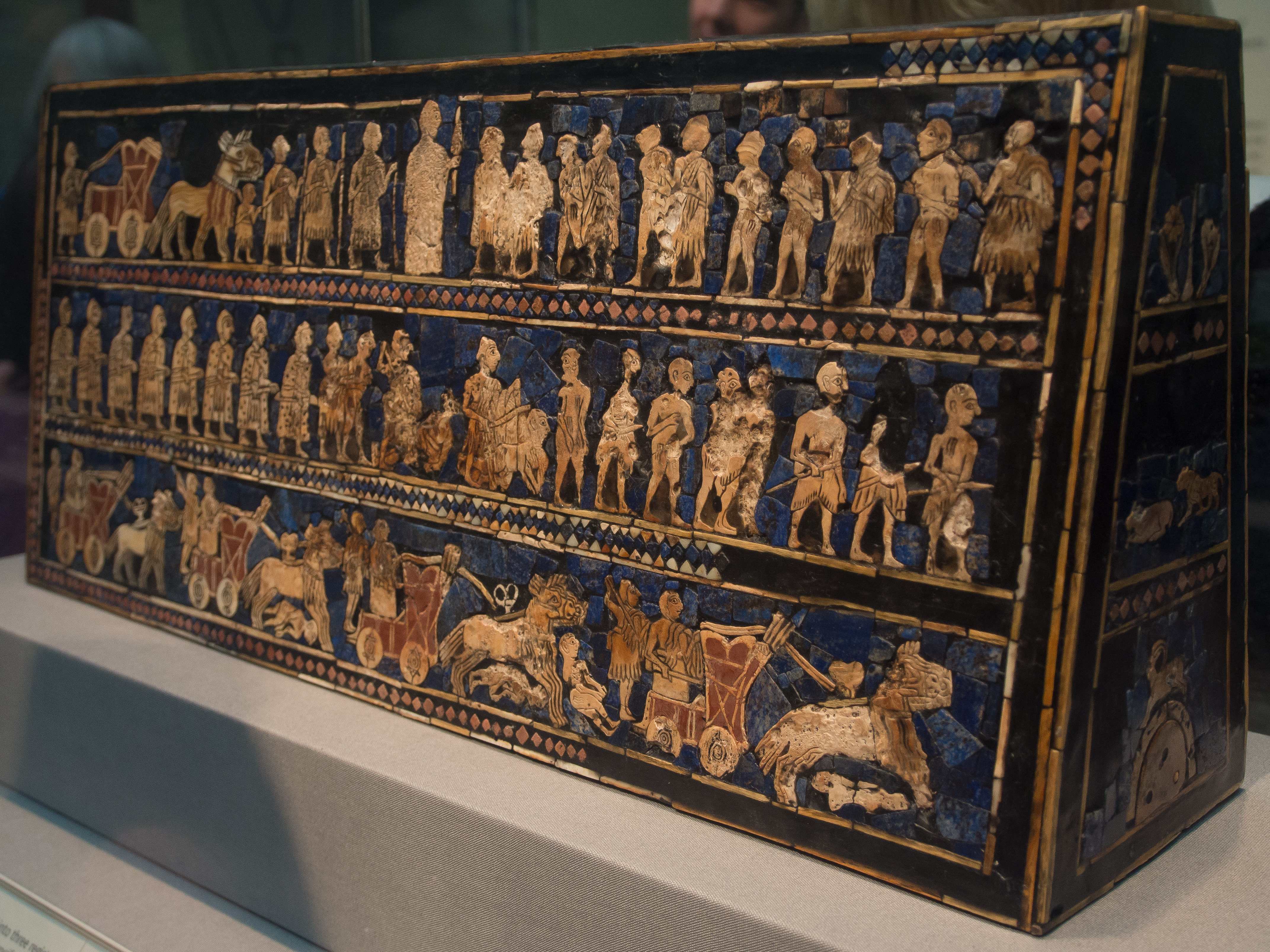
우르의 깃발
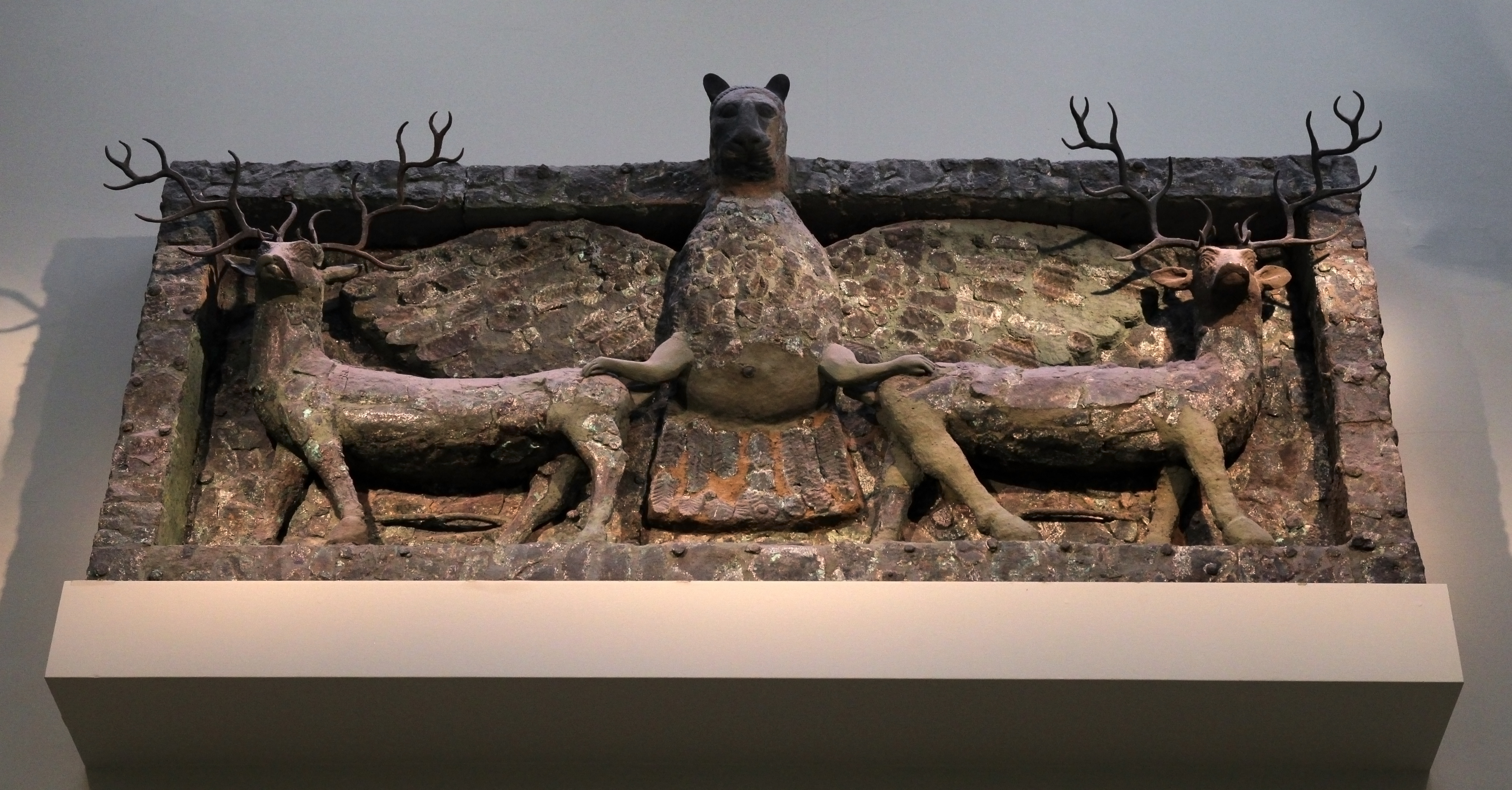
텔알-우바이드에서 발굴한 임드구드 신의 석상
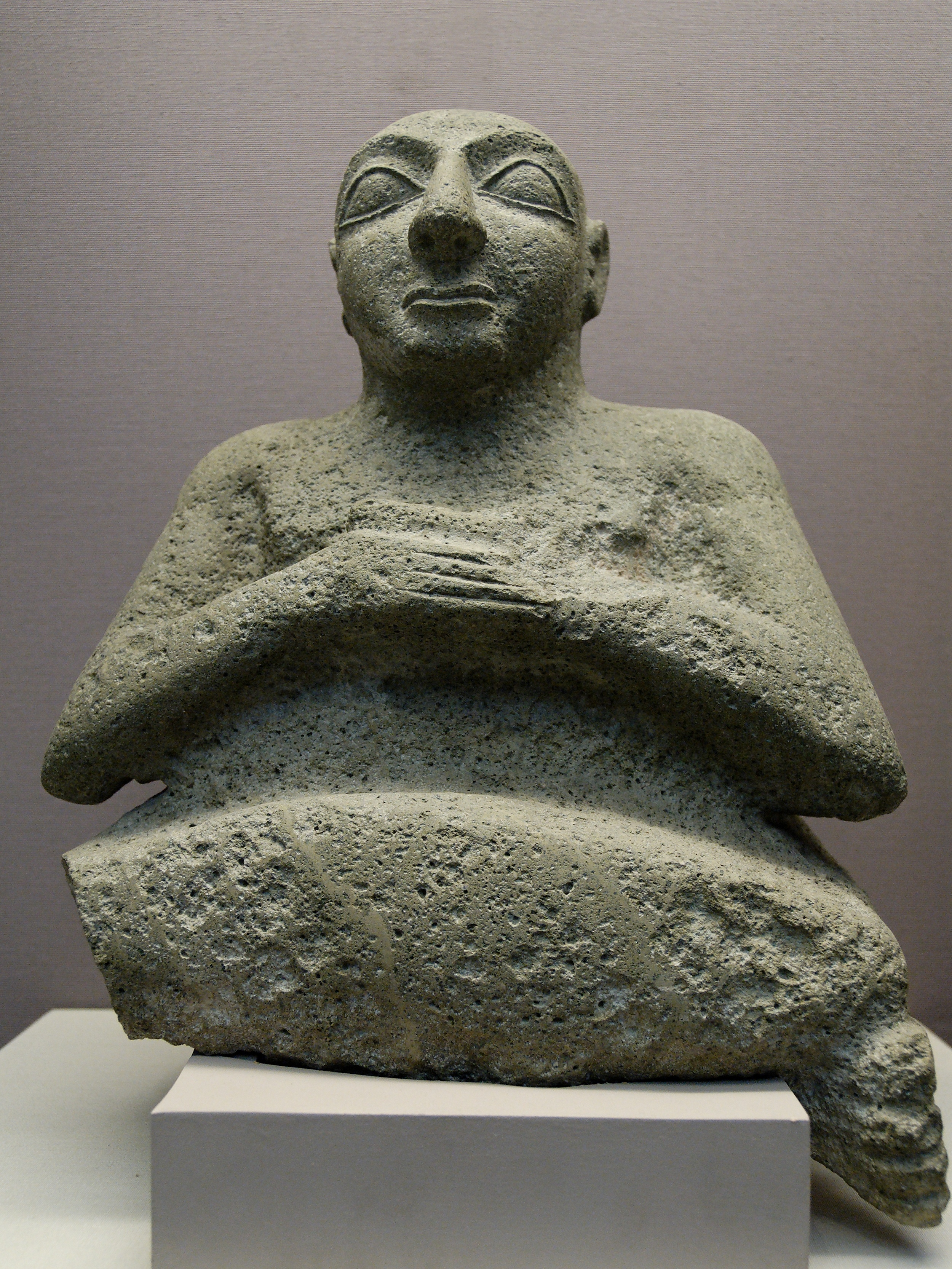
쿠릴의 석상 (기원전 2500년)
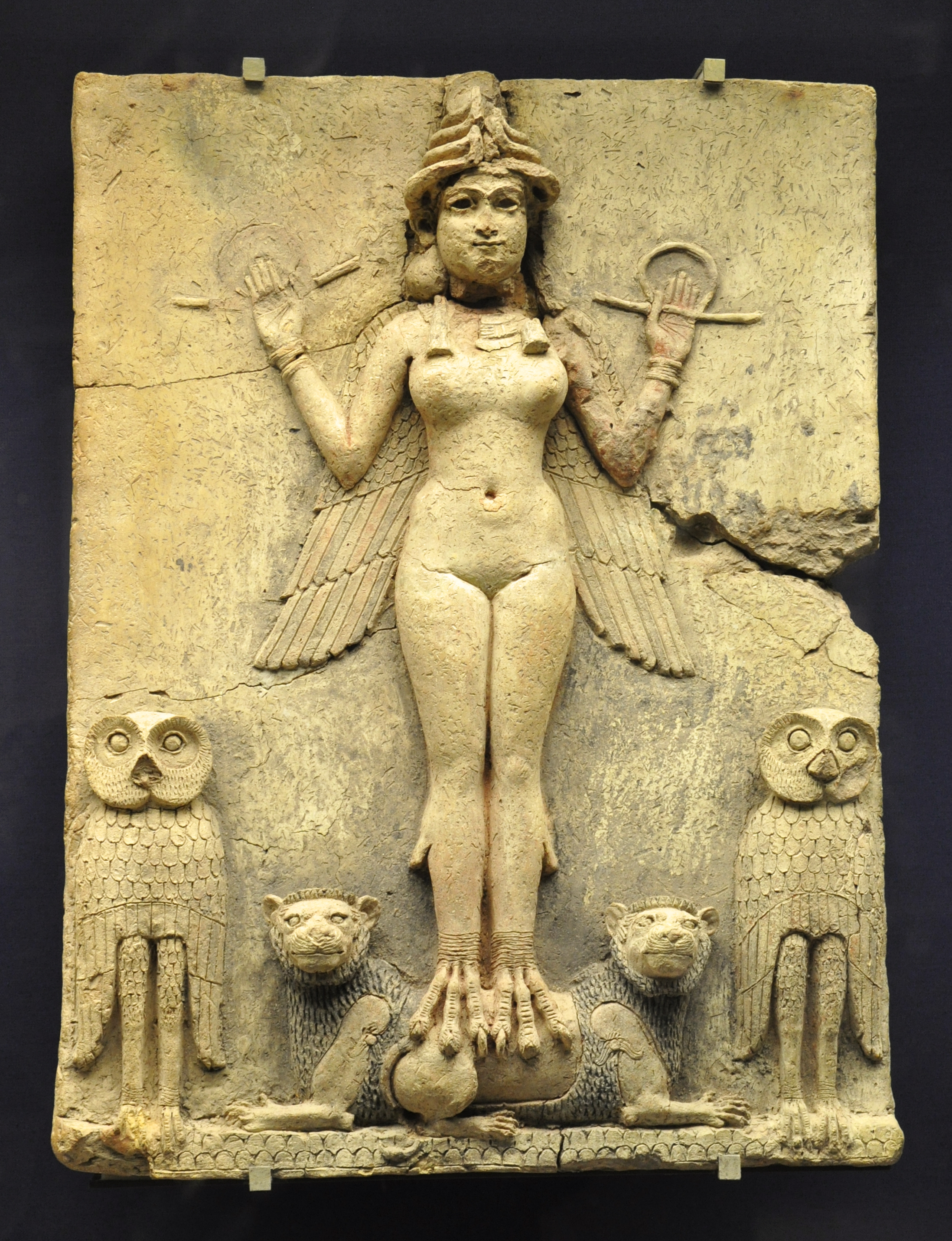
이슈타르 여신을 묘사한 조각상
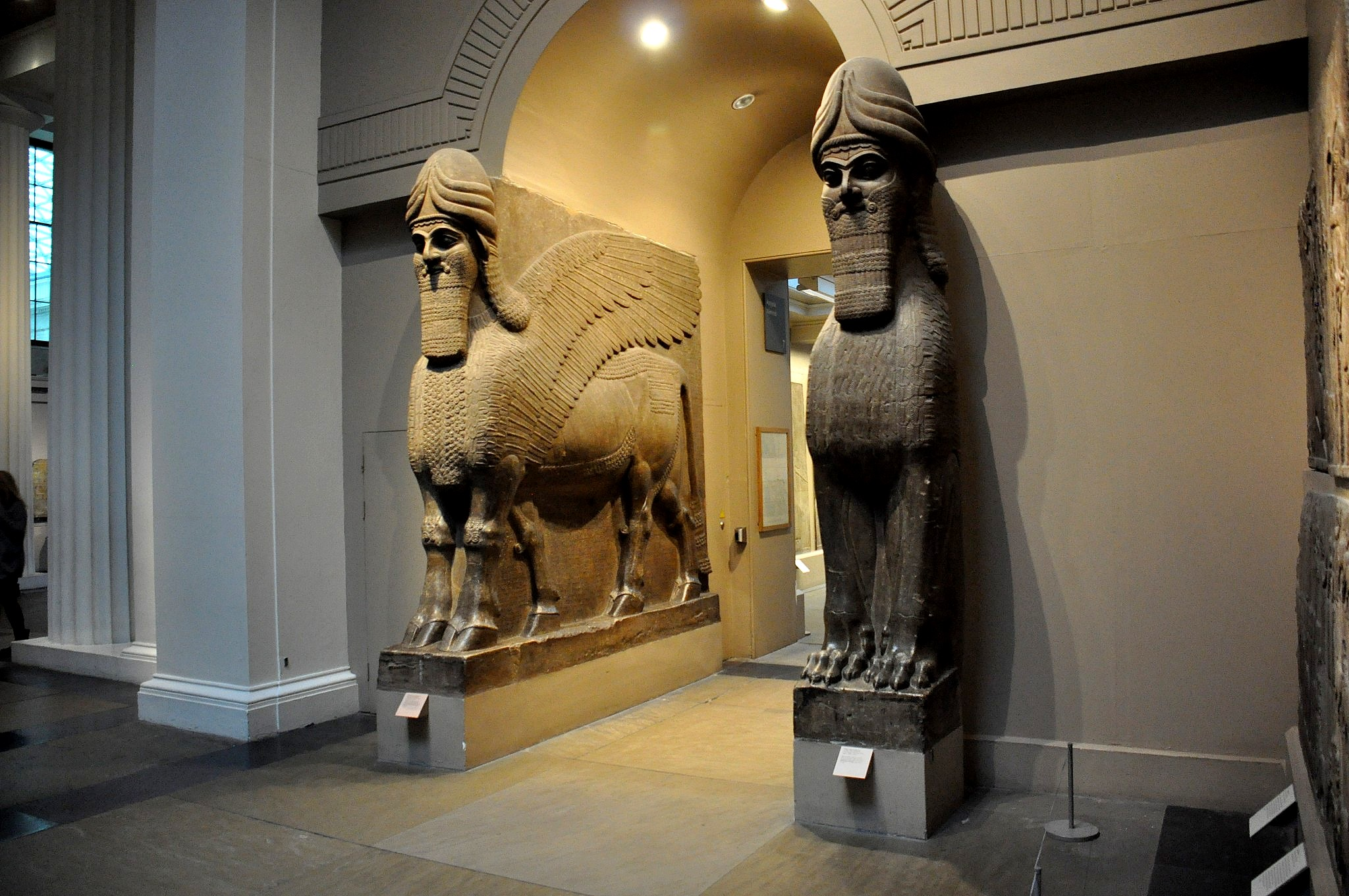
님루드 북동쪽 궁전에 있던 라마수 석상
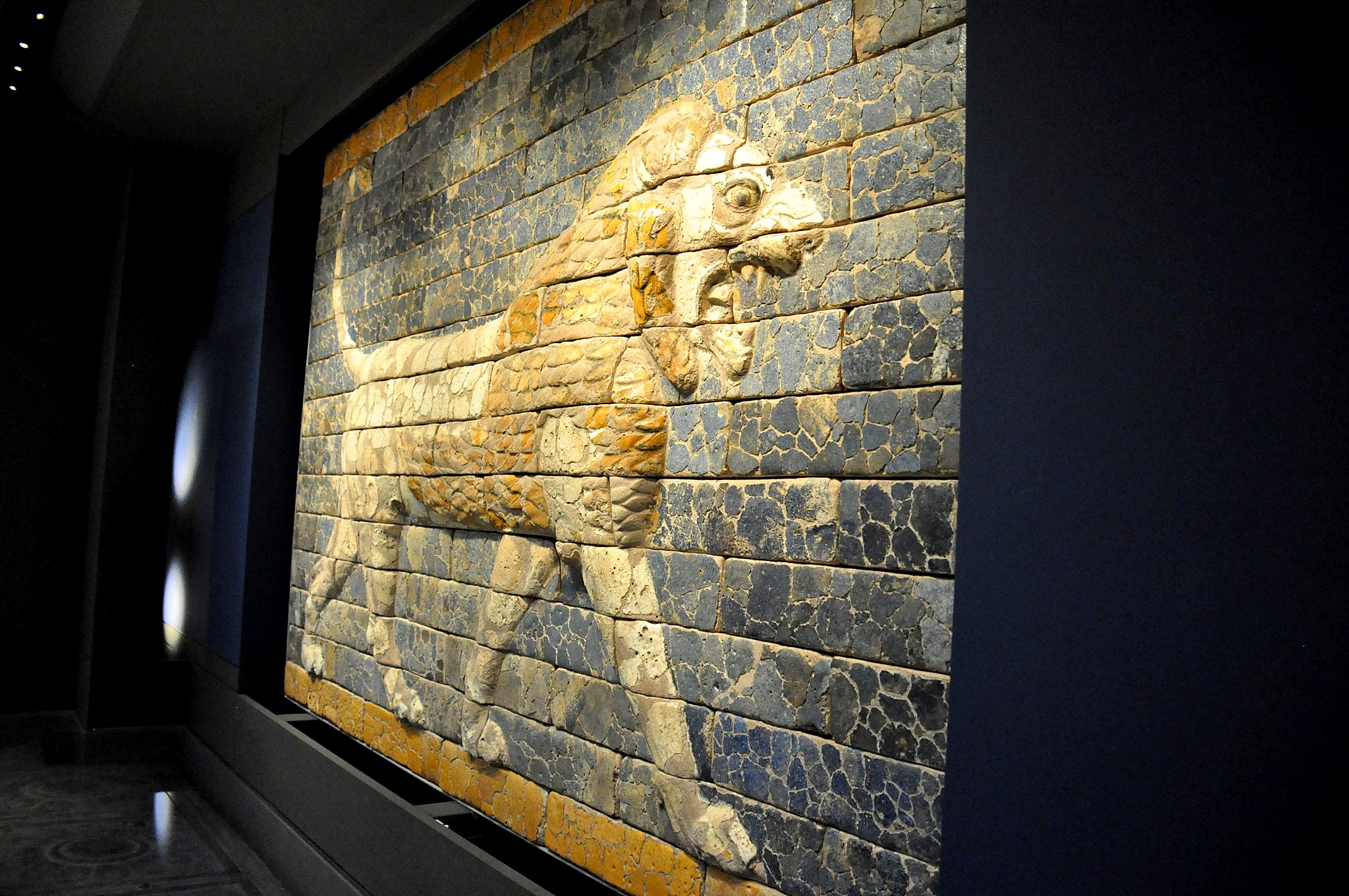
네부갓네살 왕의 알현실을 장식하던 유리 벽돌상
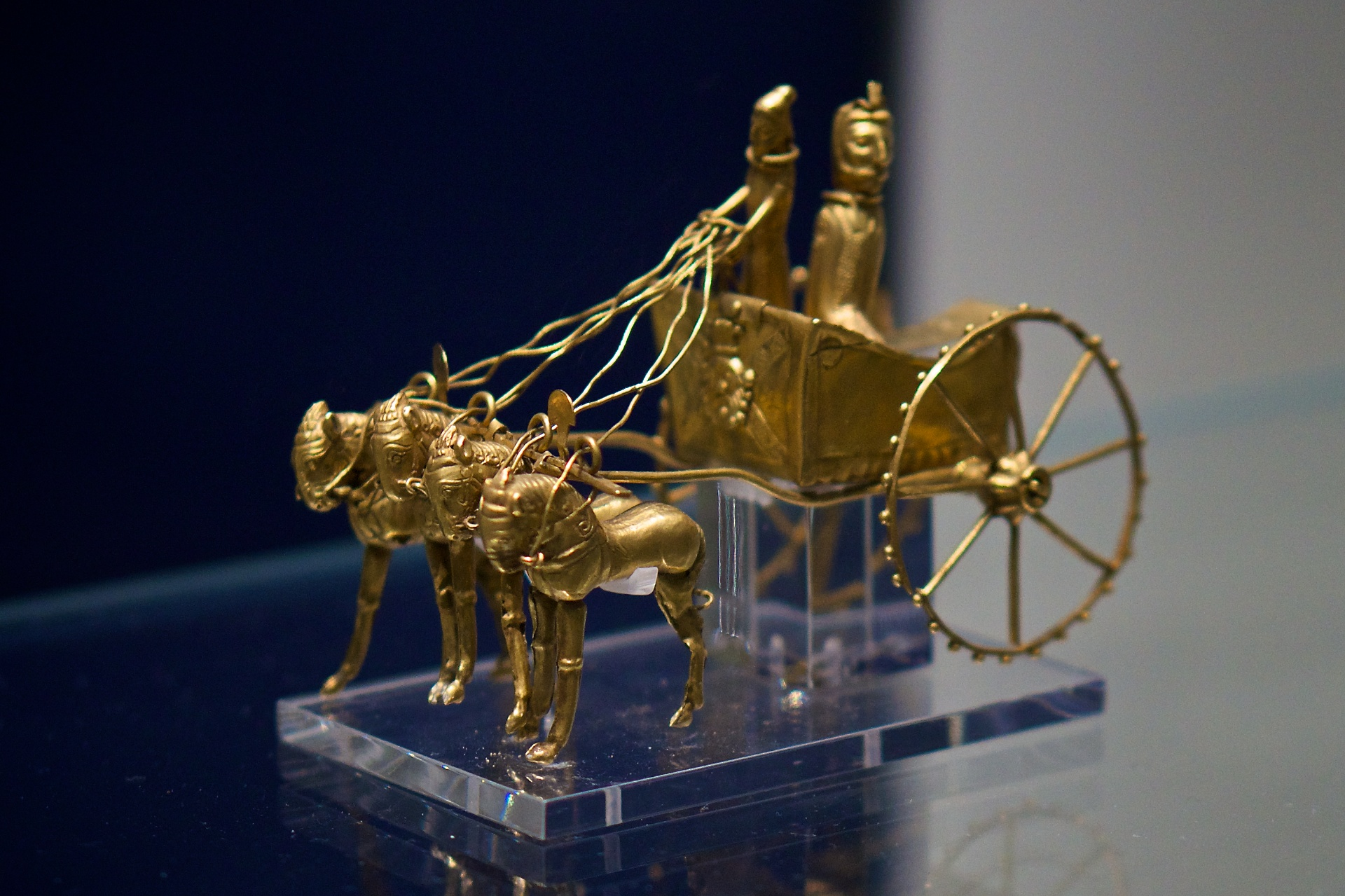
페르시아 제국의 황금 전차상
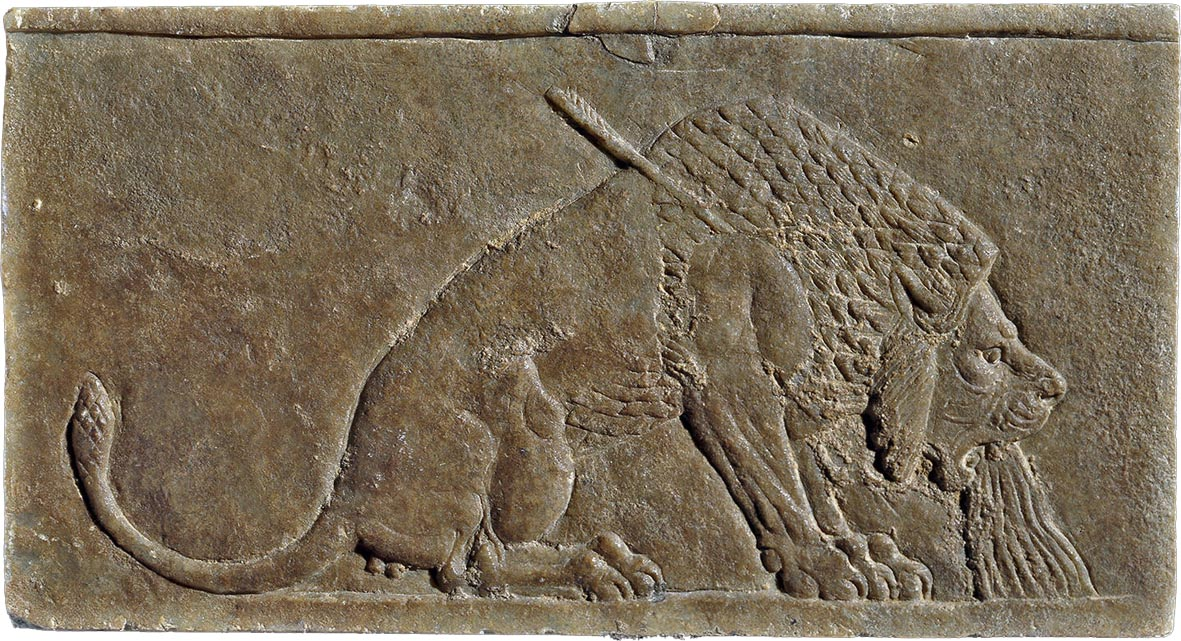
죽어가는 사자의 부조
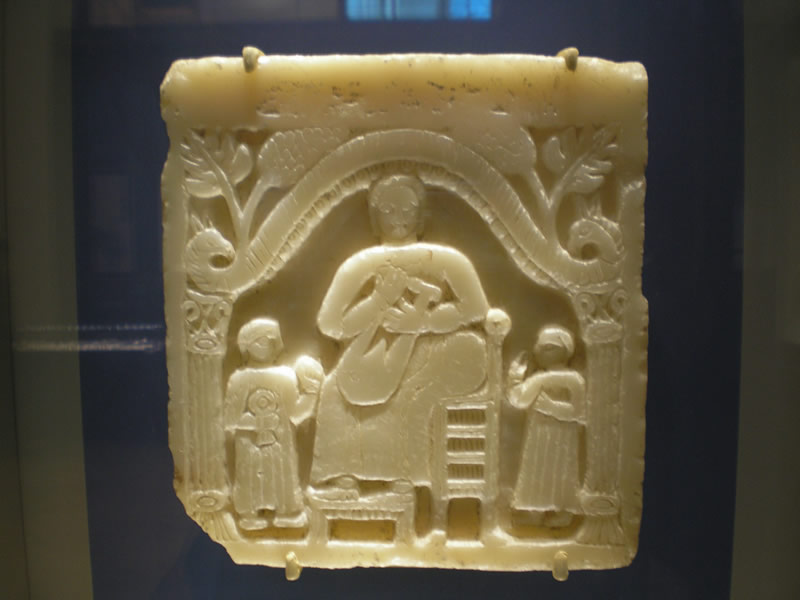
예멘에서 발굴된 스텔라
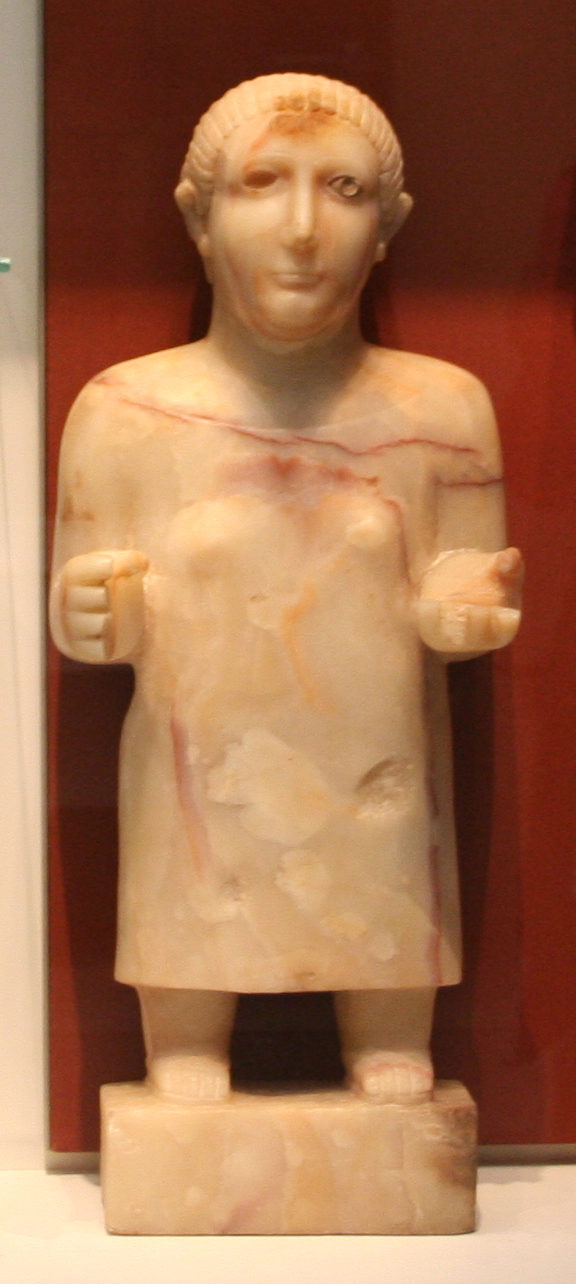
1세기 경 예멘에서 만들어진 여인의 상
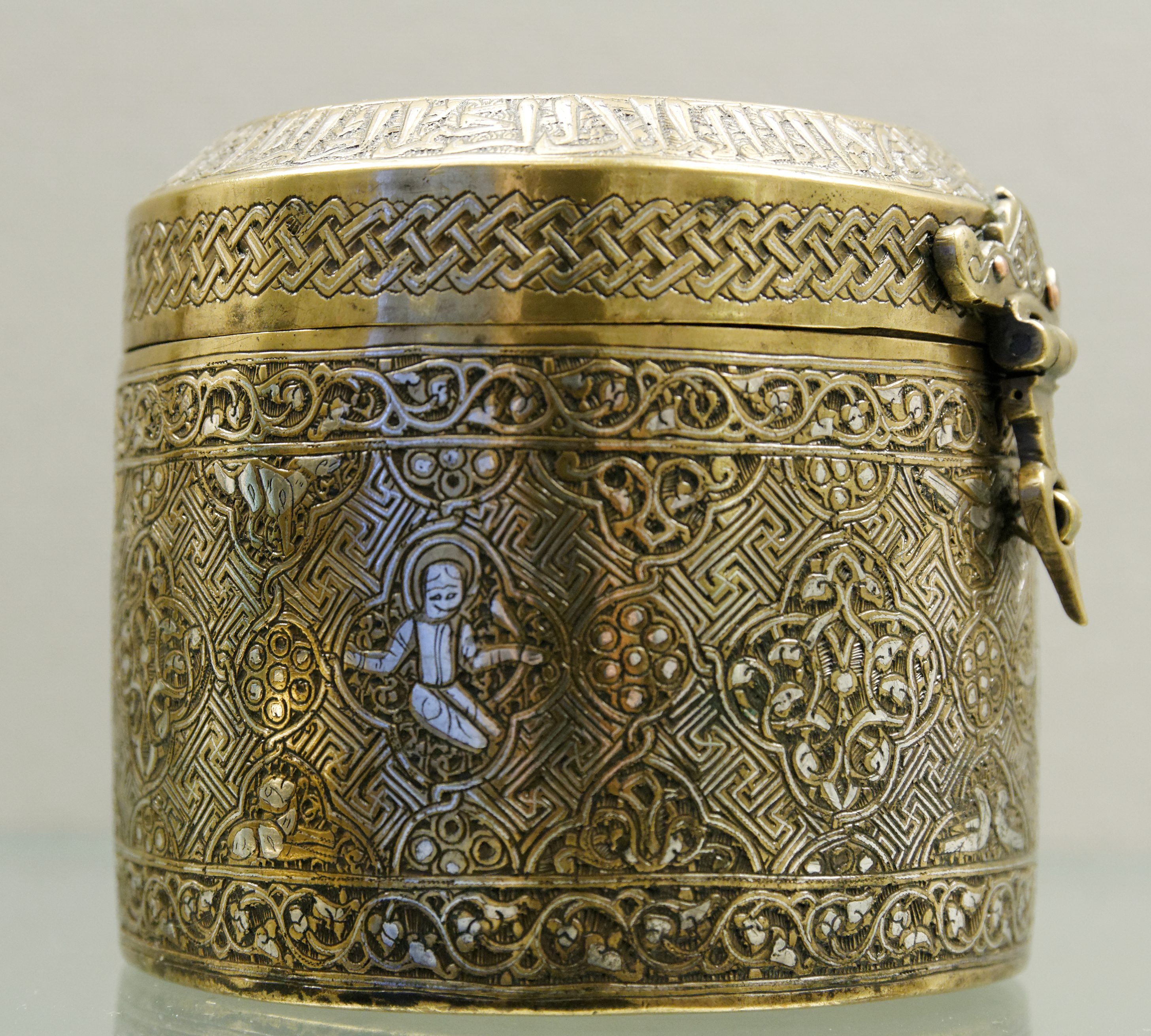
왕을 위해 제작된 실린더형 용기

### 인쇄, 그림 전시관
인쇄, 그림 전시관에는 서구에서 제작된 국가적인 수준의 인쇄물, 간행물 등이 보관되어 있다. 빈에 있는 알베르티나 미술관, 에르미타주 박물관과 함께 세계에서 가장 많은 간행물을 저장하고 있는 장소로 손꼽힌다. 대영박물관에 저장된 저작들은 타 박물관과는 다르게 거의 대부분이 열람실에서 대중들에게 공개되어 있다. 또한 90번 갤러리에 자체적인 인쇄물 전시관이 있어서, 매년 전시물들을 돌아가며 전시한다.
인쇄, 그림 전시관은 1808년에 만들어진 이후 끊임없는 수집과 구입을 반복하며 세계에서 가장 거대한 규모의 작품들을 보유하게 되었다. 약 50,000여 개에 달하는 그림들, 그리고 2백만개가 넘는 인쇄물들이 보유하고 있는 것으로 전해진다. 저작들의 간행 시기는 14세기부터 현재까지를 모두 포함하며, 특히 유럽에서 가장 저명한 화가들의 최상급 작품들을 거의 완벽한 형태로 보관하고 있다. 인쇄물은 인쇄가 본격적으로 진행된 15세기의 저작물들부터 시작하여 현대의 인쇄물들을 포함한다. 이 곳에 작품들을 기부하거나 대량으로 넘긴 대표적인 인사들에는 클레이턴 모던트, 리처드 페인 나이트, 존 말콤, 캠벨 도그슨, 세자 마가 디 하우크, 토마스 해리스 등이 있다.

전시관에는 레오나르도 다 빈치, 라파엘로, 미켈란젤로, 알브레히트 뒤러와 같은 르네상스 거장들의 작품들이 다수 전시되어 있으며, 특히 뒤러의 경우 138개에 달하는 그의 작품들이 최상의 질을 유지하며 보관되어 있으며, 그 외에도 루벤스, 렘브란트, 클로드 로랭, 앙투안 바토, 고야와 같은 저명한 화가들의 작품들이 상당수 존재한다. 30,000여 개에 달하는 영국에서 제작된 수채화와 유화들이 따로 보관되어 있으며, 특히 빅토리아 시대의 유산들이 그 주를 이룬다. 인쇄물은 더 방대해서, 몇 백만개가 넘는 인쇄물들이 연대순으로 저장되어 있으며, 특히 윌리엄 블레이크와 토마스 베윅의 작품들이 유명하다. 1870년과 1954년 사이에 출판된 11개 판에 달하는 '대영박물관 인쇄, 그림 전시관에 보관된 정치적, 개인적 저작물들의 목록'에 영국 국문학 사상 매우 중요한 참고 자료들로 사료된다. 이 전시관에 있는 저작들 중 약 500,000여 개의 작품들은 높은 화질의 그림과 함께 온라인에서 열람이 가능하며, 2011년에 있었던 기부로 인하여 전시관은 파블로 피카소의 작품 하나를 완전히 보유하게 되었다.  

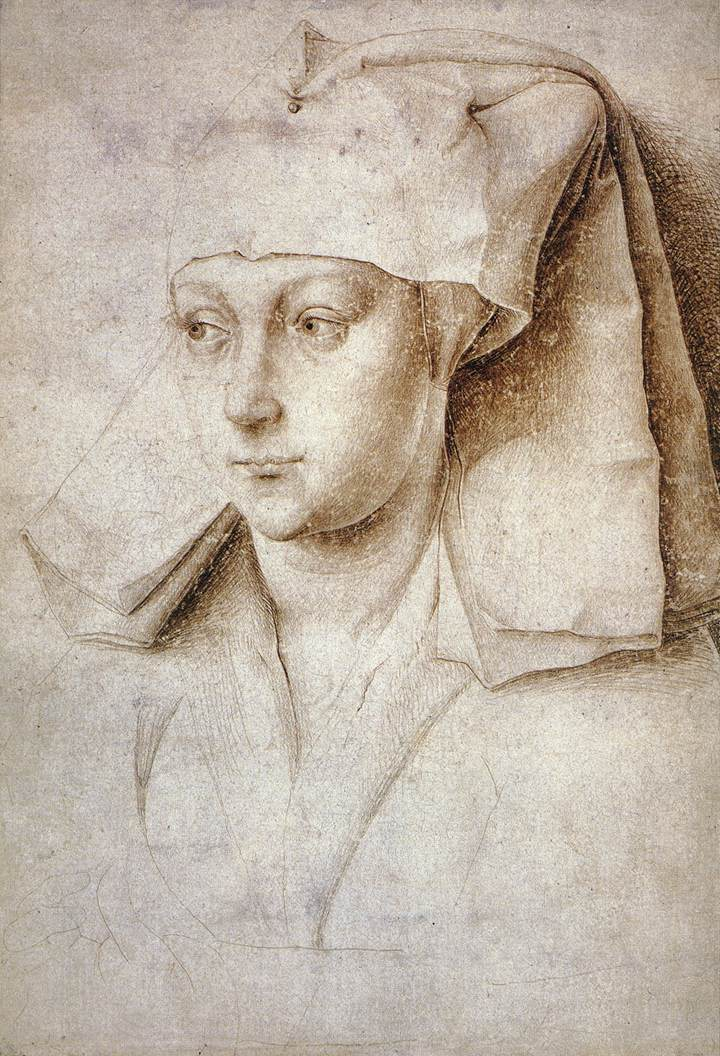
젊은 여인의 초상화
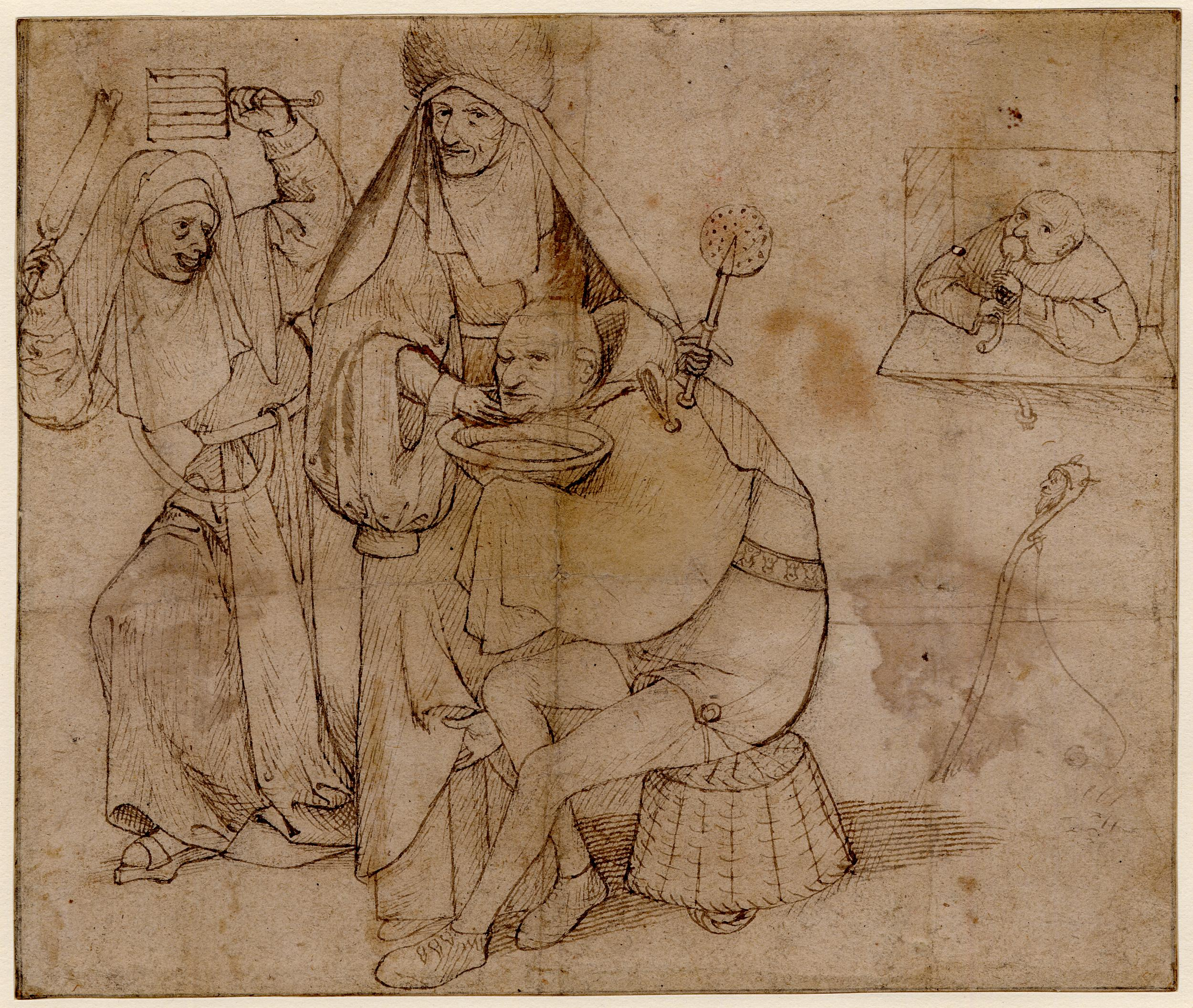
이발사를 묘사한 삽화
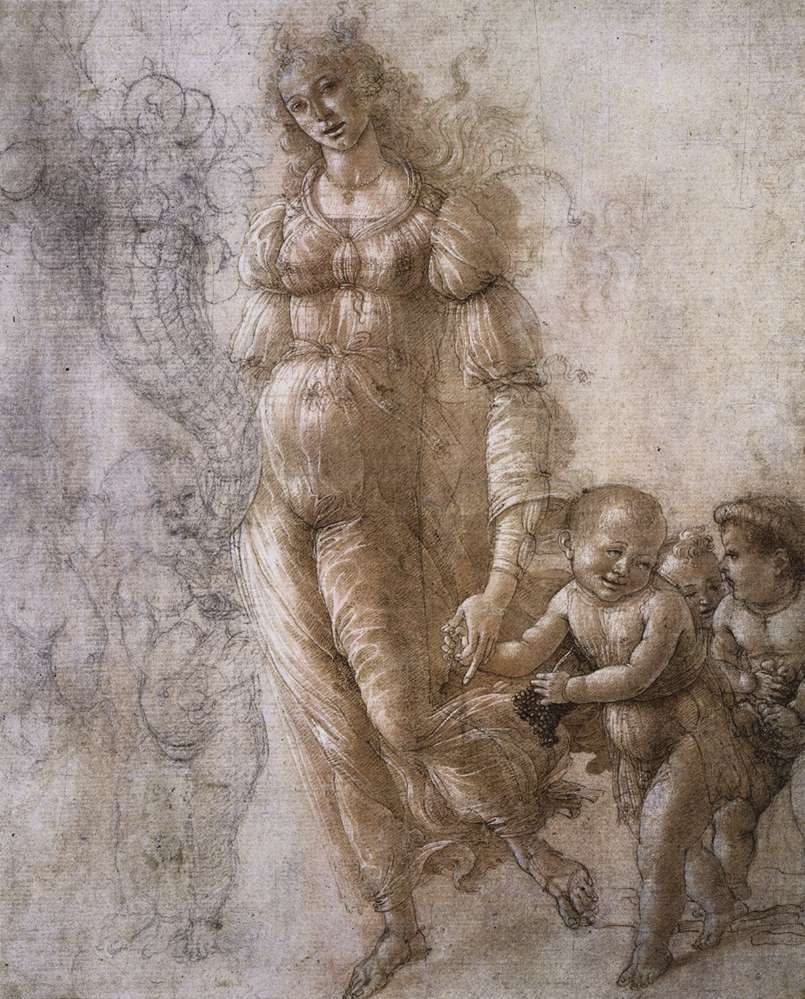
보티첼리 작
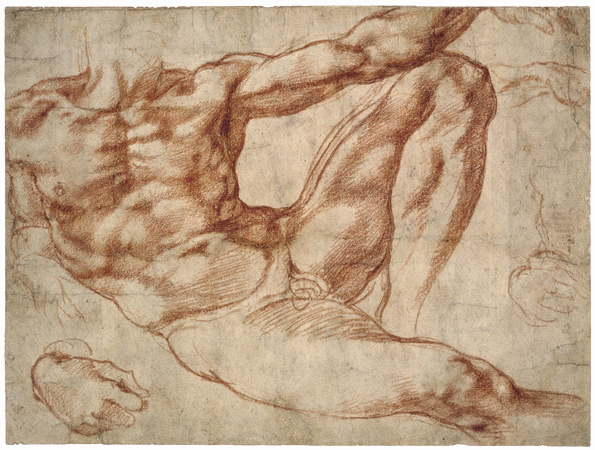
시스티나 소성당의 아담 인물 데생, 미켈란젤로 작
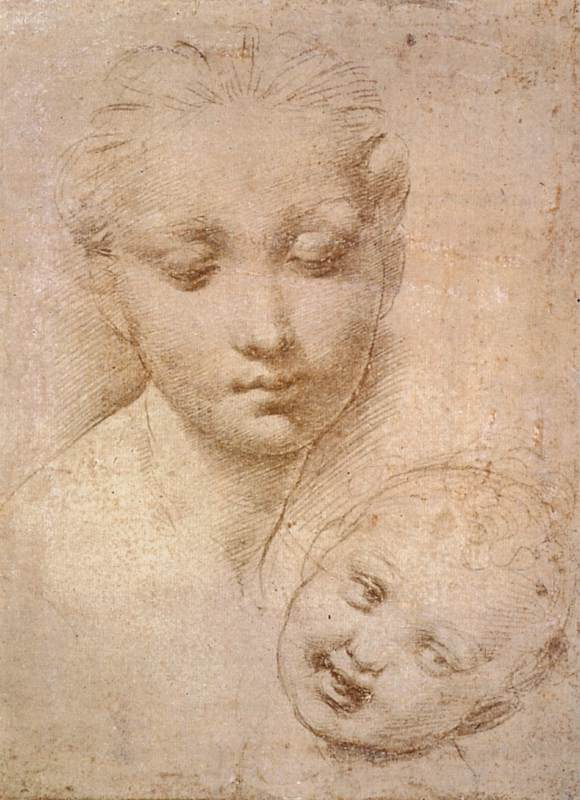
엄마와 자식의 스케치, 라파엘로 작
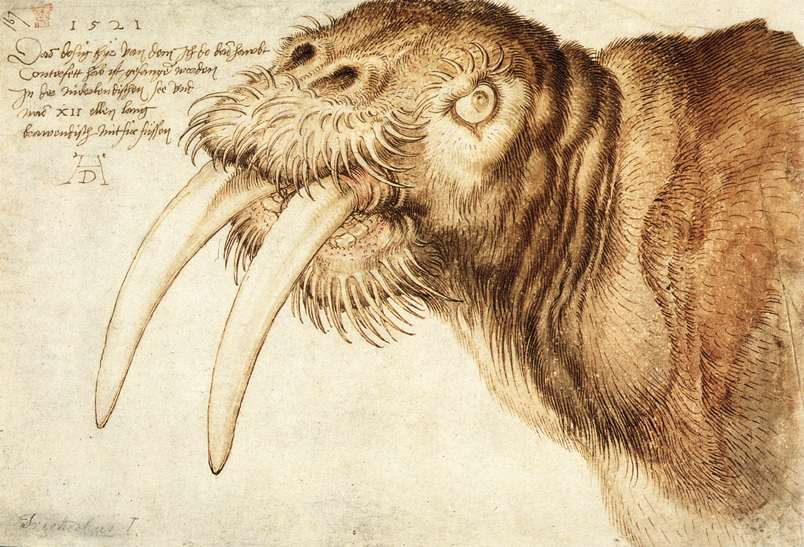
알브레히트 뒤러 작
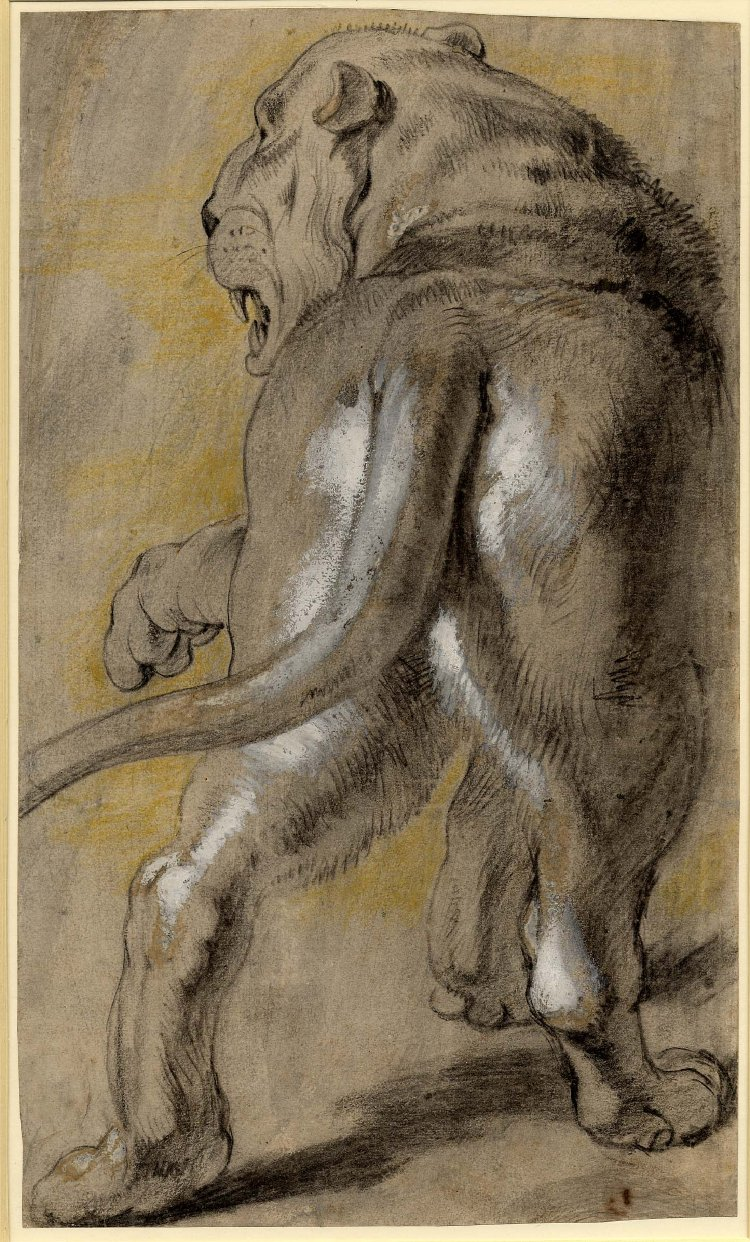
암사자, 루벤스 작
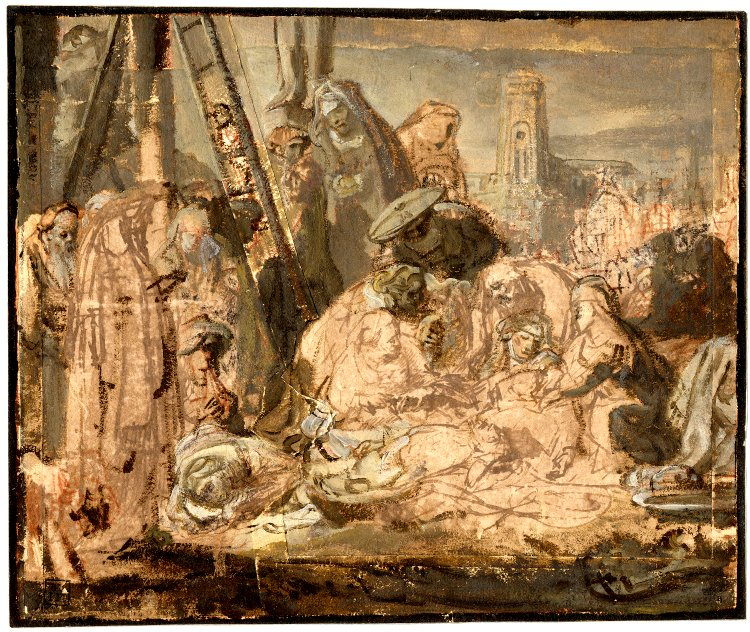
렘브란트 작
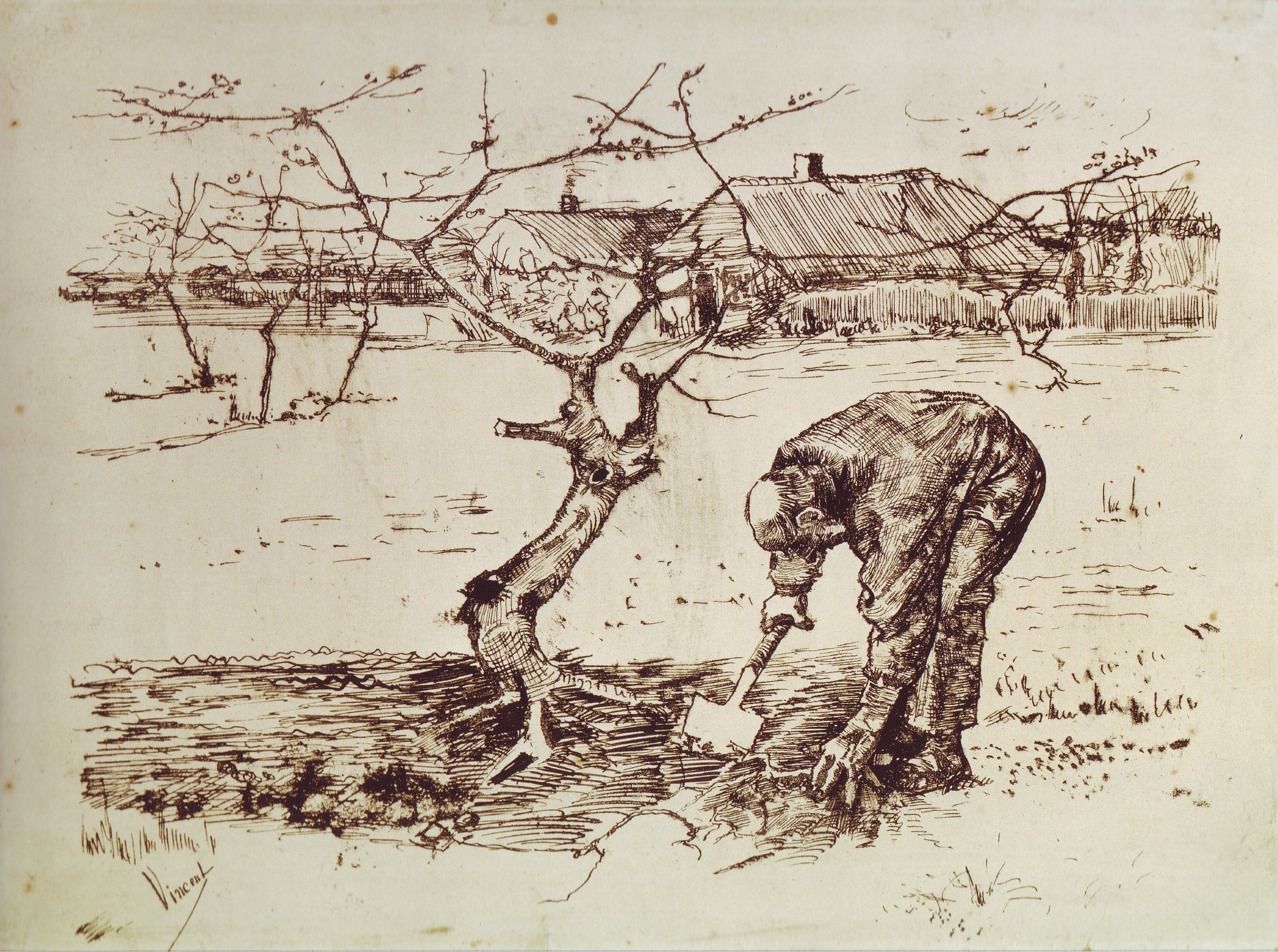
정원에서 - 빈센트 반 고흐(1883년작)
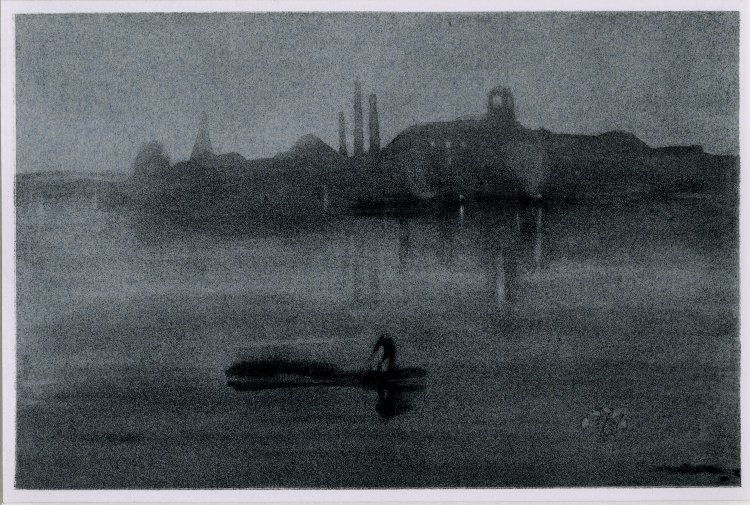
맥닐 휘슬러 작
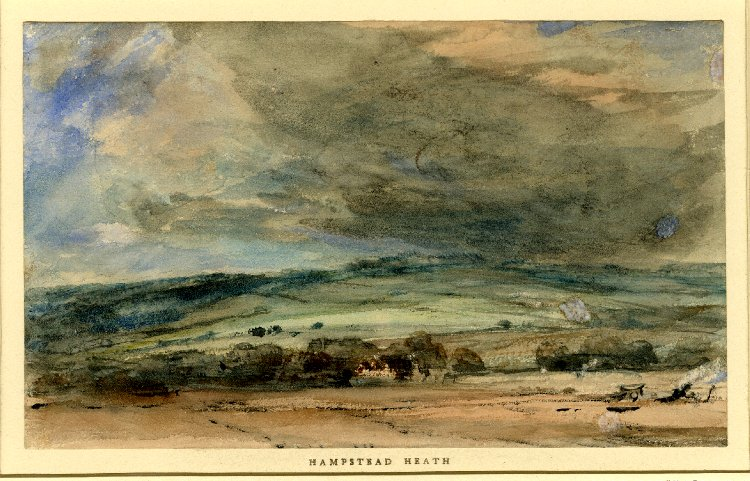
태풍이 오고 있는 런던 - 존 콘스터블 작
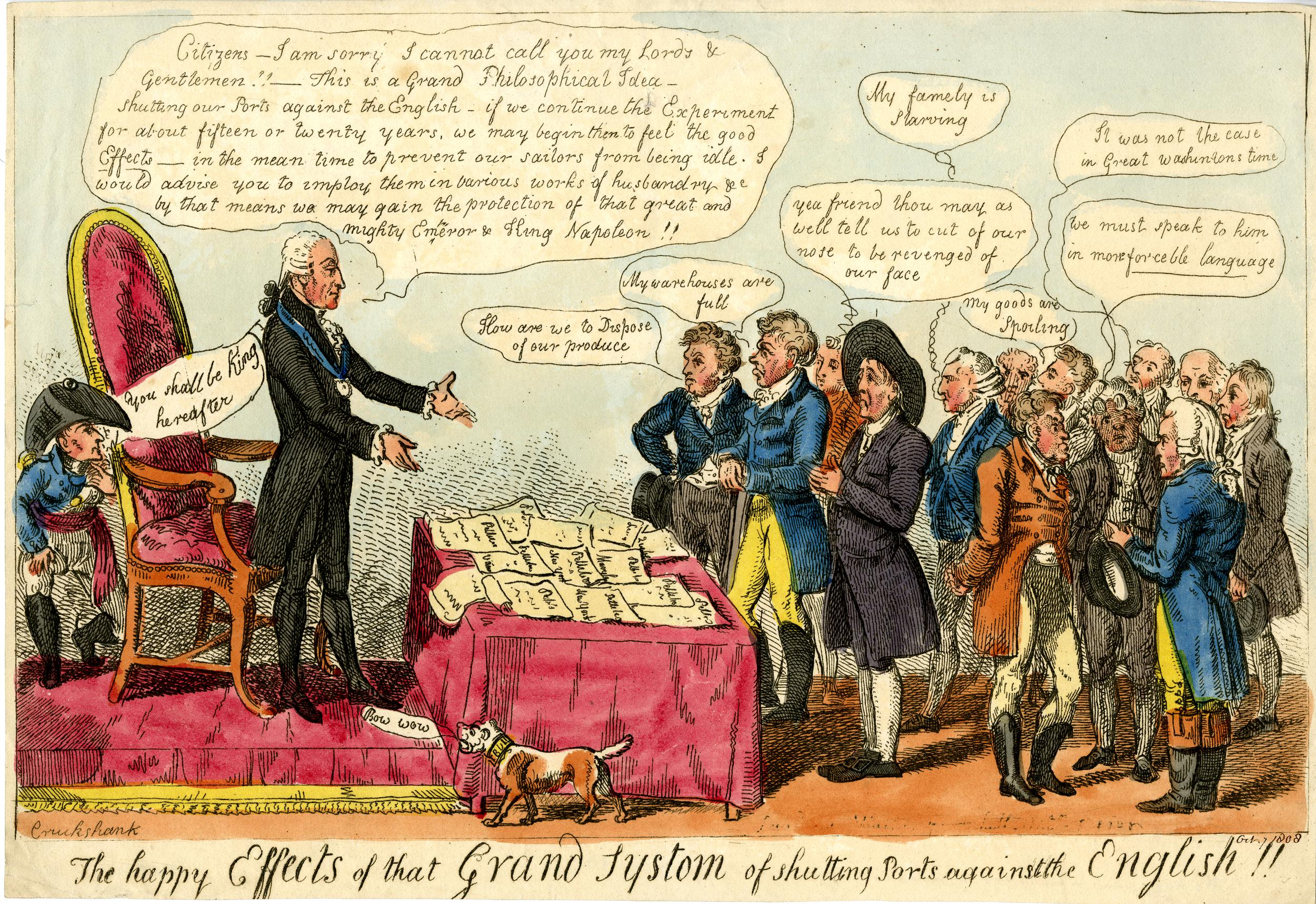
1808년 발행된 풍자화

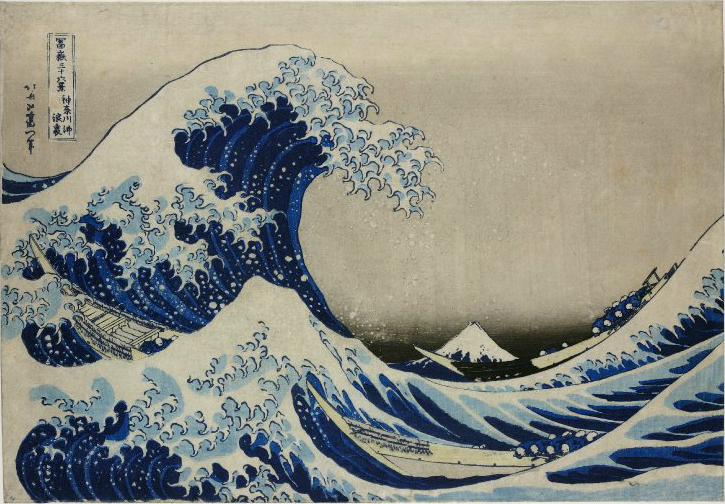
가나가와 해변의 높은 파도 아래 - 가쓰시카 호쿠사이 작

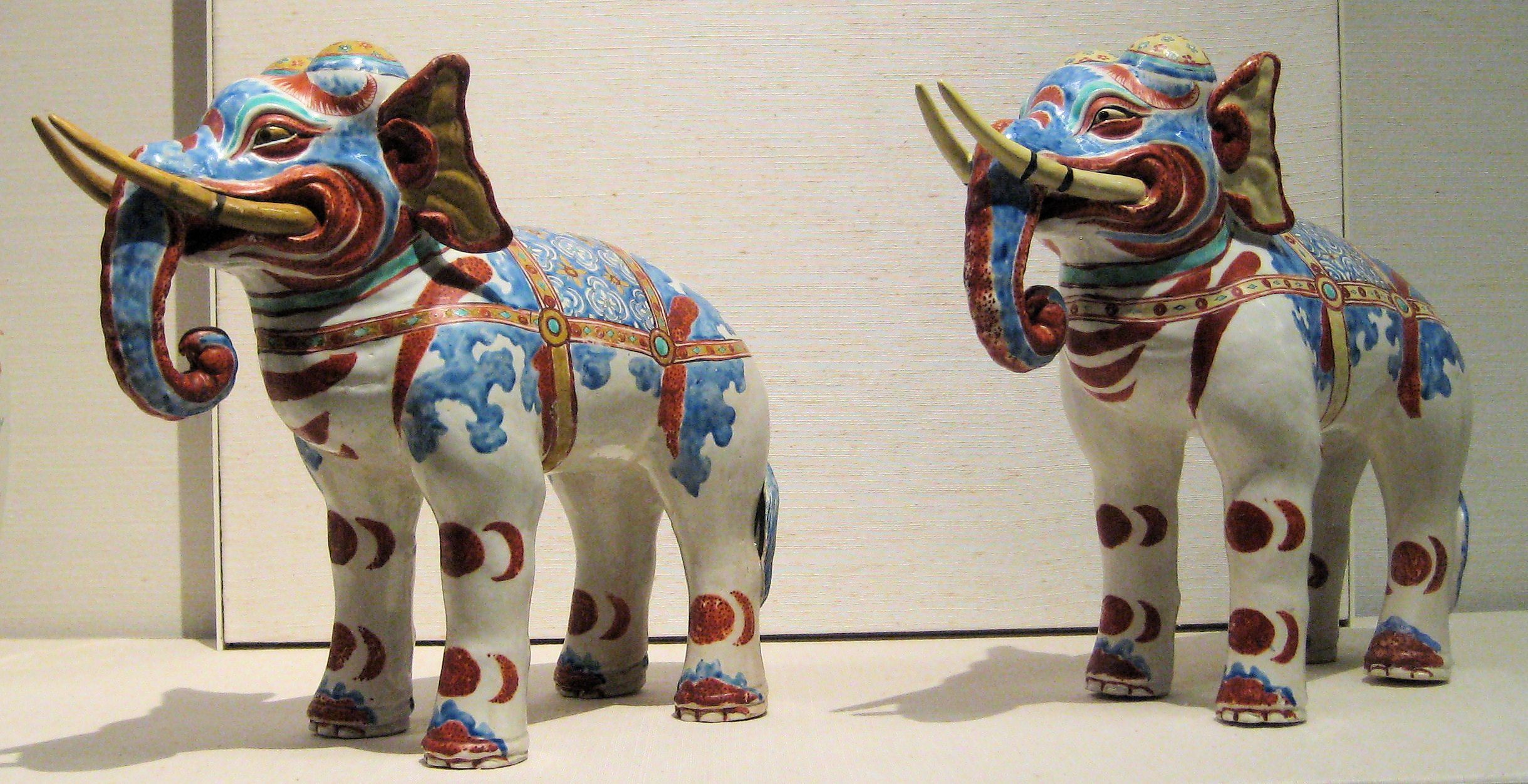
카키에몬 코끼리 - 에도 시대

### 아시아 전시관
아시아 전시관의 보유 전시물들의 종류와 본적지는 지극히 다양하다. 동아시아, 동남아시아, 인도, 서아시아, 중앙아시아 등 아시아 전역에서 끌어모은 유물들이 신석기 유물에서 시작하여 현대 유물들까지 이 곳에 대거 전시되어 있다. 최근까지만 하여도 이 곳에 전시되어 있던 유물들의 대부분은 제국주의 시절에 식민지 장교들이 인도와 같은 장소들에서 강제로 유물들을 뜯어오거나 약탈해온 것들이 대부분이었다. 이 곳에 유물들을 기부한 가장 대표적인 인물들은 찰스 스튜어트, 제임스 프린셉, 찰스 마송, 알렉산더 커닝엄 경, 존 마셜 경 등이 있다. 또한 상당수의 중국제 유물들이 1930년대에 앵글로-그리스계 수집가인 조지 유모포풀러스에 의해 구입되어 박물관으로 유입되었고, 20세기 후반에는 박애주의자였던 브룩 세웰에 의하여 박물관의 유물 컬렉션들이 훨씬 더 풍족해졌다.  
2004년에 아시아에서 옮겨온 문화재들이 추가적으로 박물관의 수장고로 들어왔다. 이 문화재들에는 중동, 일본, 중국, 인도 등 아시아 전역에서 수집해 온 문화재들이 포함되어 있다고 전해진다. 이 때 옮겨온 문화재들의 대다수는 아시아의 고대 수렵채집인들의 것으로, 가장 중요한 유물들 중 일부는 안다만-니코바르 제도에서 가져온 것이다. 그외에도 스리랑카의 원주민, 태국 북부 지방, 중국 남서부 지방, 일본의 아이누 족, 시베리아 원주민, 보르네오 섬의 동남아 문명 등 다양한 문명의 유물들이 이 때 박물관의 유물 목록에 추가되었다. 현재 박물관에 소장되어 있는 문화재들 중에는 찰스 호스가 1905년에 사라왁주에서 대거 사들인 유물들과, 그 외에도 스탬포드 래플스 경과 같은 식민주의자들이 자바 섬 등지에서 긁어 모은 유물들이 다수 포함되어 있다.  
박물관에서 아시아 유물을 주로 전시하고 있는 전시관은 33번 갤러리로, 주로 중국과 인도, 동남아시아계의 유물들이 전시되어 있다. 그 위층에 있는 전시관에는 주로 일본, 한국과 같은 나라들에서 제작된 서예 작품이나 중국 도자기, 수묵화 등이 전시되어 있다. 대영박물관 아시아관에 소재하는 주 전시 유물들은 아래와 같다. 
- 왈터 엘리엇 경이 인도 아마라바티에서 수집한 석회암으로 만든 정교한 불상군을 포함한, 세계에서 가장 광범위한 인도 아대륙에서 만들어진 조각품들
- 수없이 많은 양의 중국 도자기, 서예작품, 옥 등 공예품들
- 서양에서 가장 거대한 규모의 20세기 초 일본의 작품들

동아시아
- 기원전 1500년 경에 제작된 다수의 중국 제기용품
- 기원전 5세기에 제작된 동주의 거대한 청동 술 항아리
- 고훈 시대에 제작된 일본의 유물들
- 중국 동진의 명사 고개지의 친필화
- 중국에서 건너온 거대한 아미타불 불상
- 당나라 장군 무덤에서 파헤쳐 온 도자기 인형들
- 허베이성에서 출토된 색채 도자기 좌상
- 둔황 석굴에서 옮겨온 불상들
- 티베트에서 제작된 사자 모양 상아 받침대
- 17세기 일본에서 제작된 색채 도자기 코끼리 한 쌍
- 가나가와 해변의 높은 파도 아래 등 수많은 일본 서화

남아시아
- 인더스 계곡에서 발굴한 모헨조다로 유적 등 고대 인도 문명의 유물들
- 인도 우타르프라데시 주에서 발굴한 아소카 석주의 일부분
- 북부 인도에서 가장 오래된 인간을 묘사한 조각품들 중 하나인 꽃병
- 간다라 양식의 불상들

동남아시아
- 태국에서 출토된 고대 꽃병과 생활용품들
- 말레이시아에서 옮겨온 청동제 종
- 말레이시아 페낭에서 옮겨온 6점의 불상조각
- 인도네시아 보로보두르에서 뜯어온 불상 두상 2개
- 베트남 참파 지방에서 가져온 사자 동상
- 캄보디아 앙코르와트에서 가져온 머리 11개의 뱀 석상
- 필리핀에서 발굴된 송 왕조의 도자기 파편

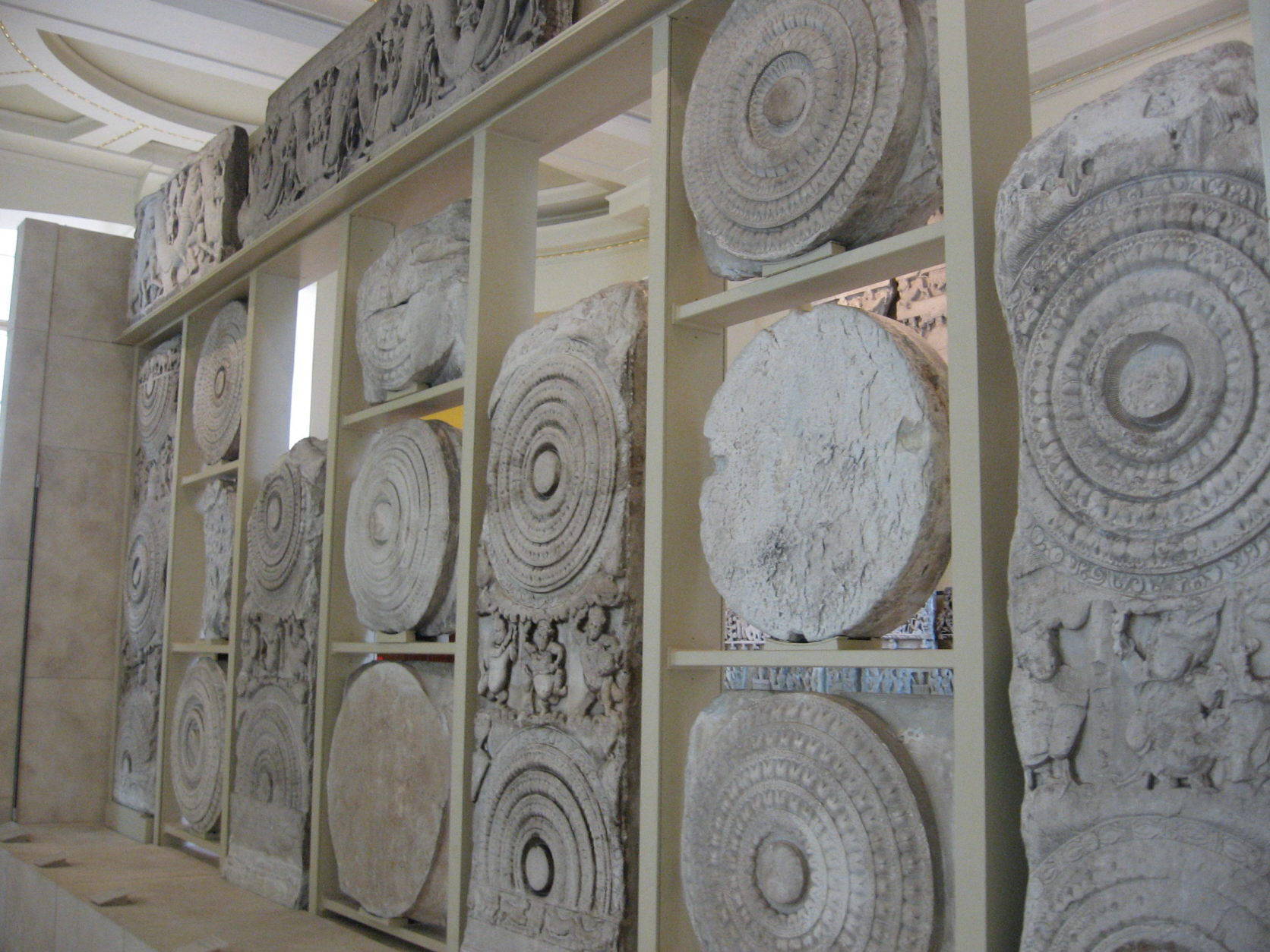
아마라바티 조각군
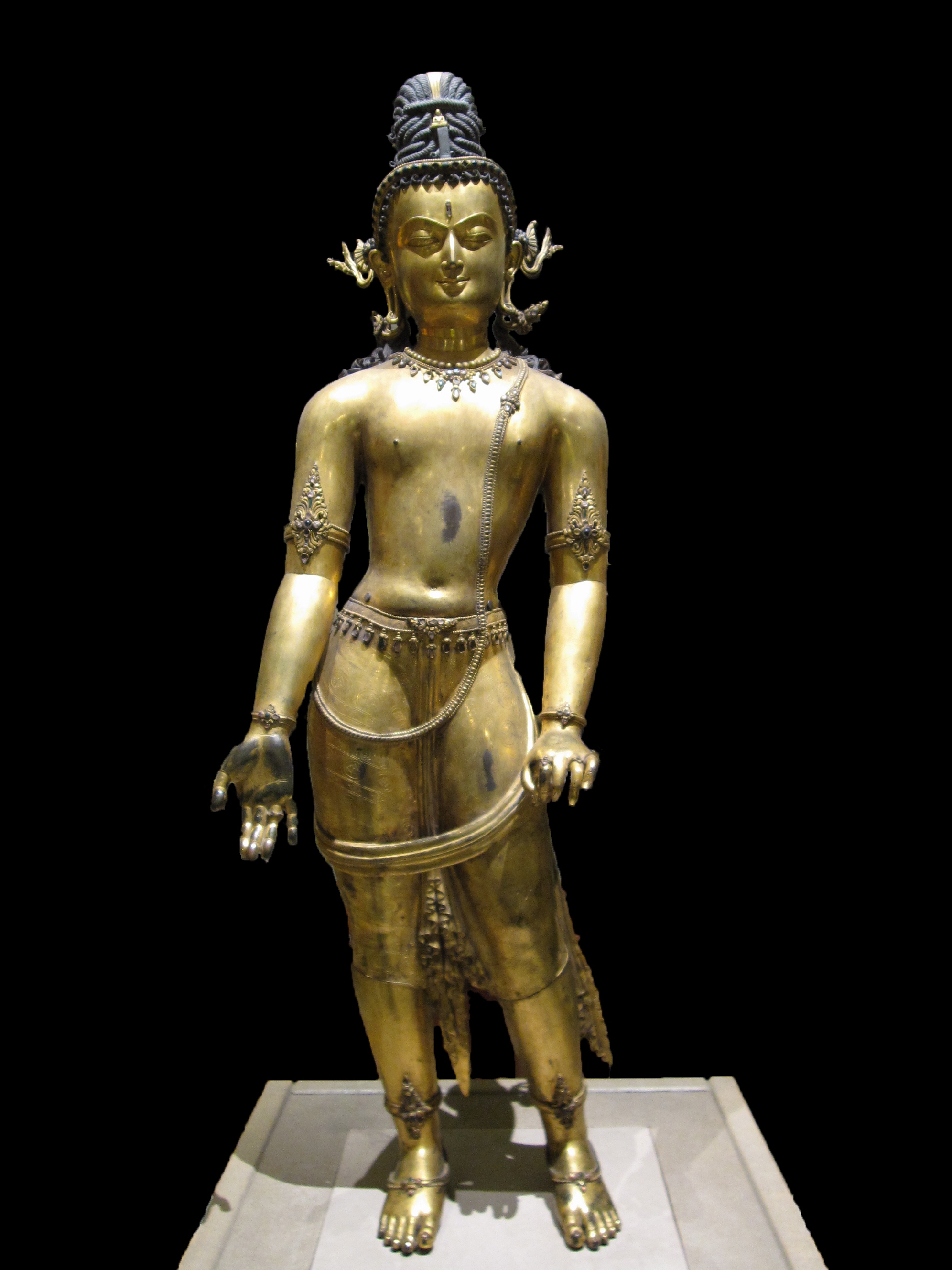
금제 보살상
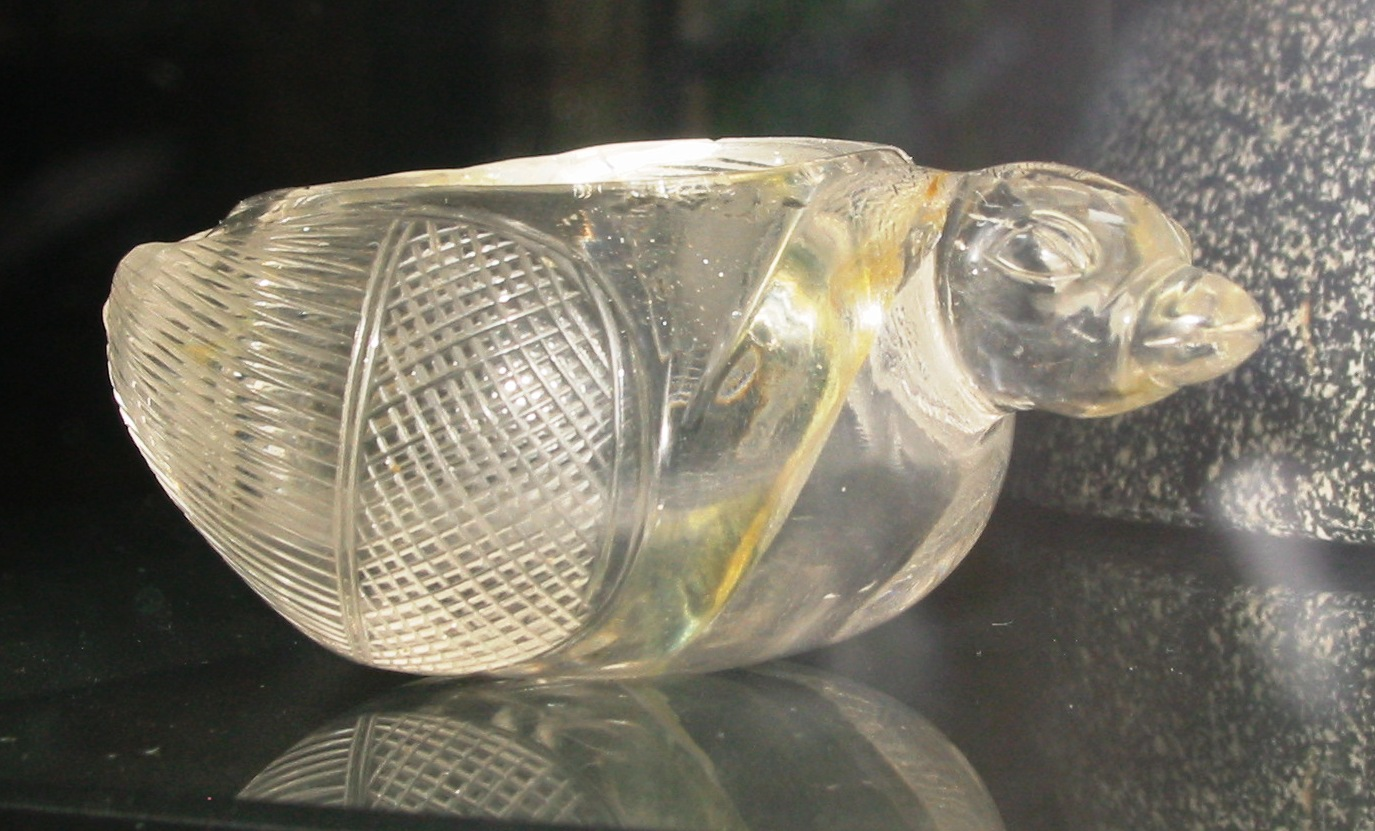
파키스탄에서 출토된 수정 오리상
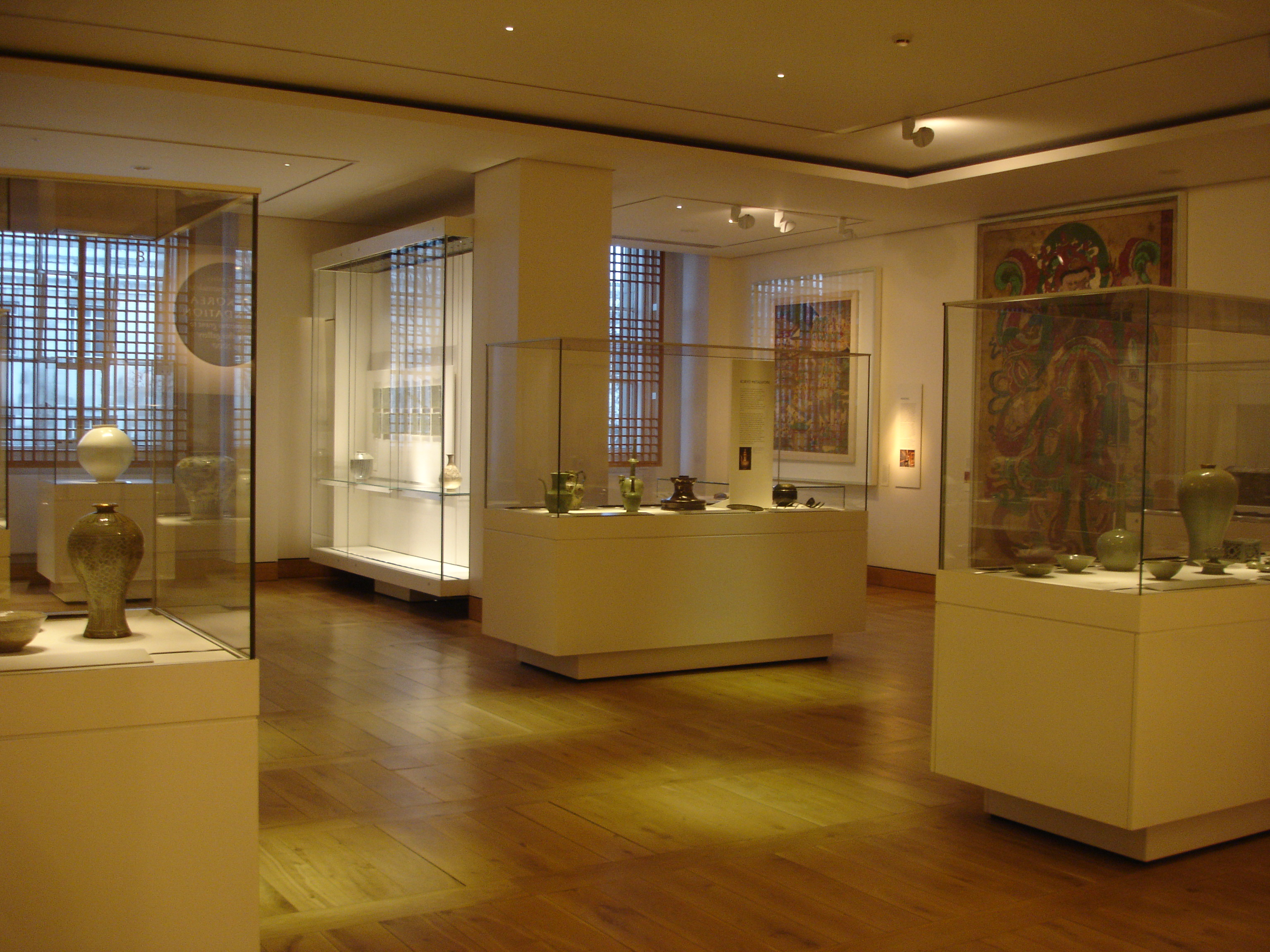
대영박물관 한국관
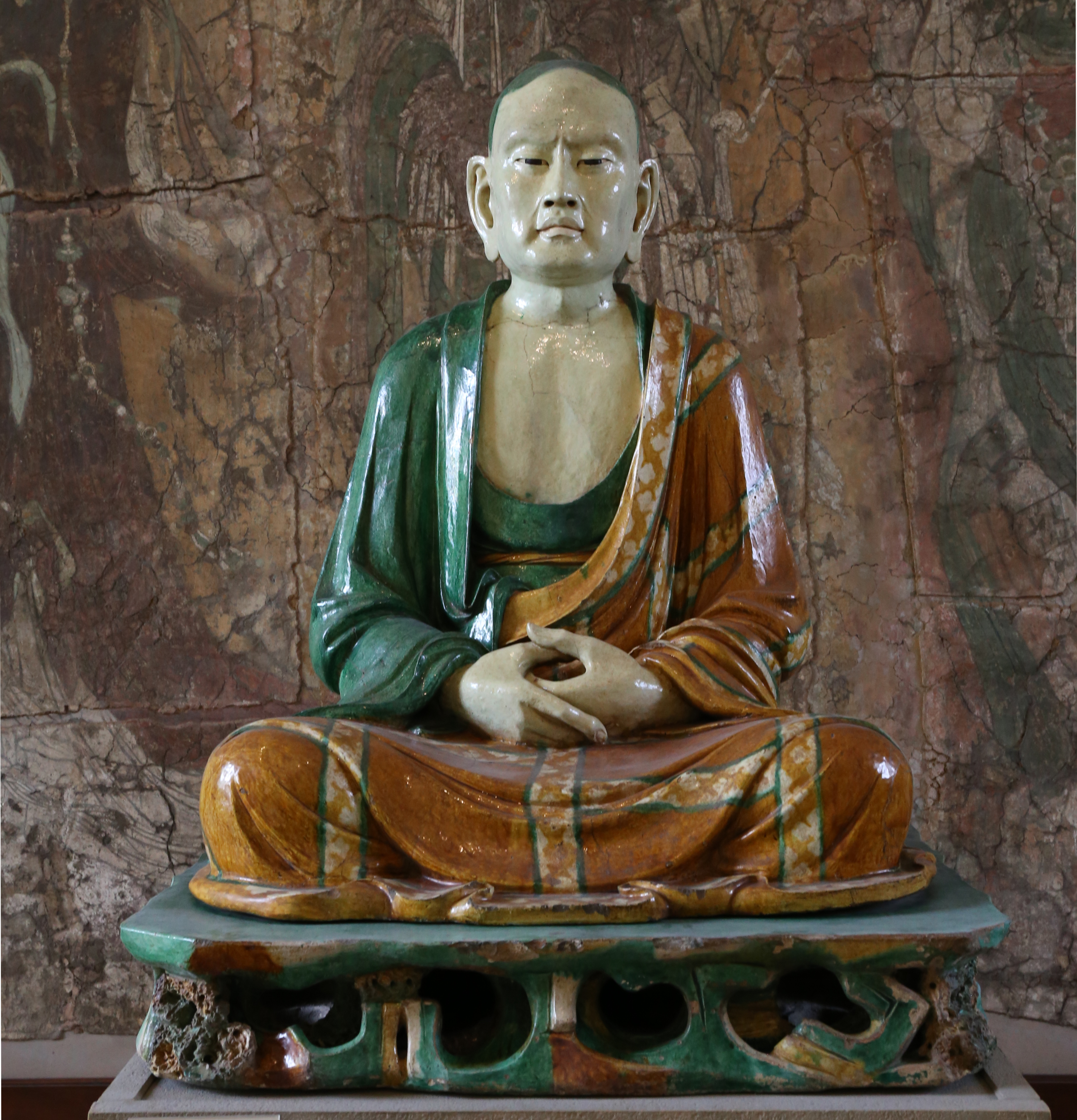
승려의 색채 좌상
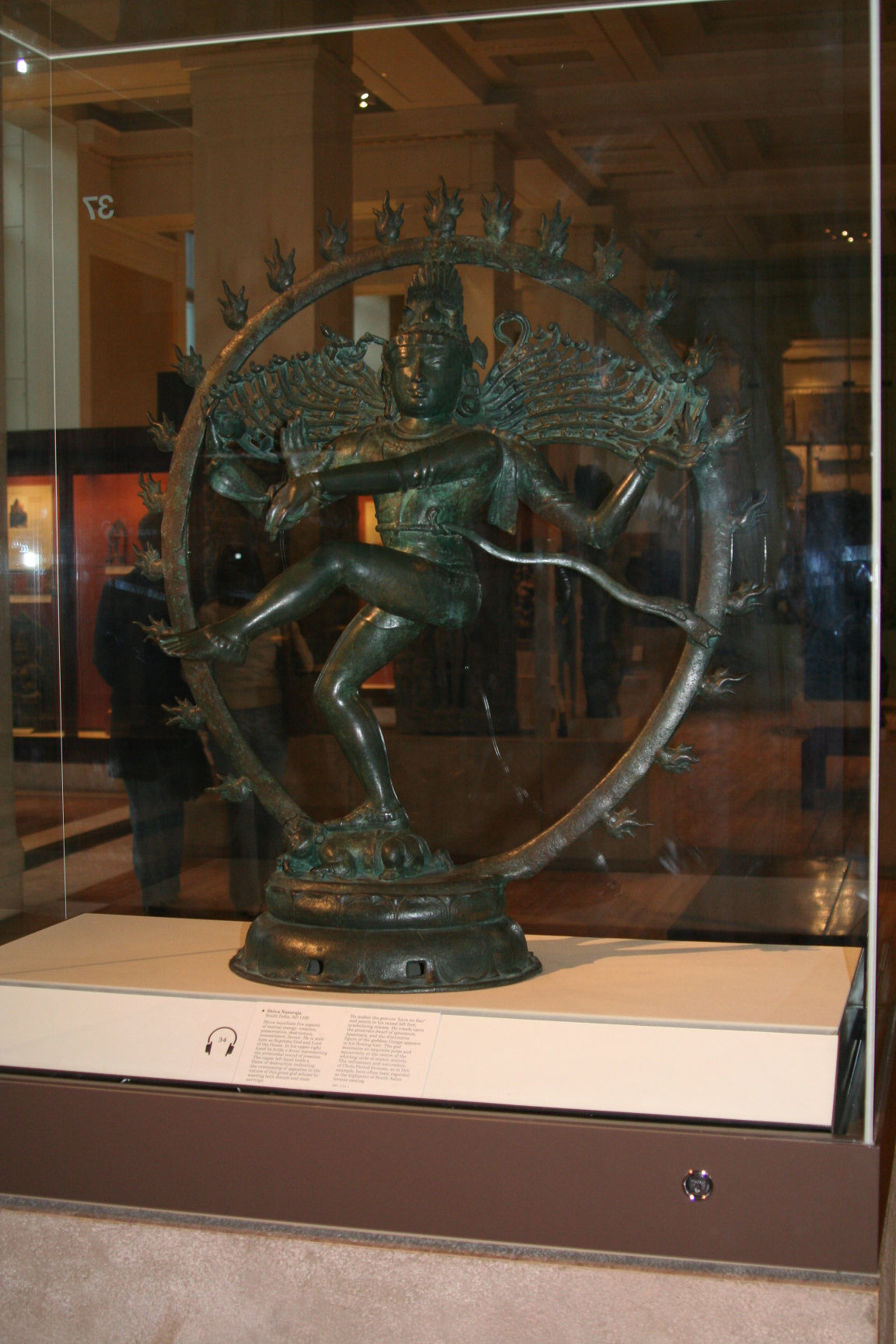
시바 신을 묘사한 동상
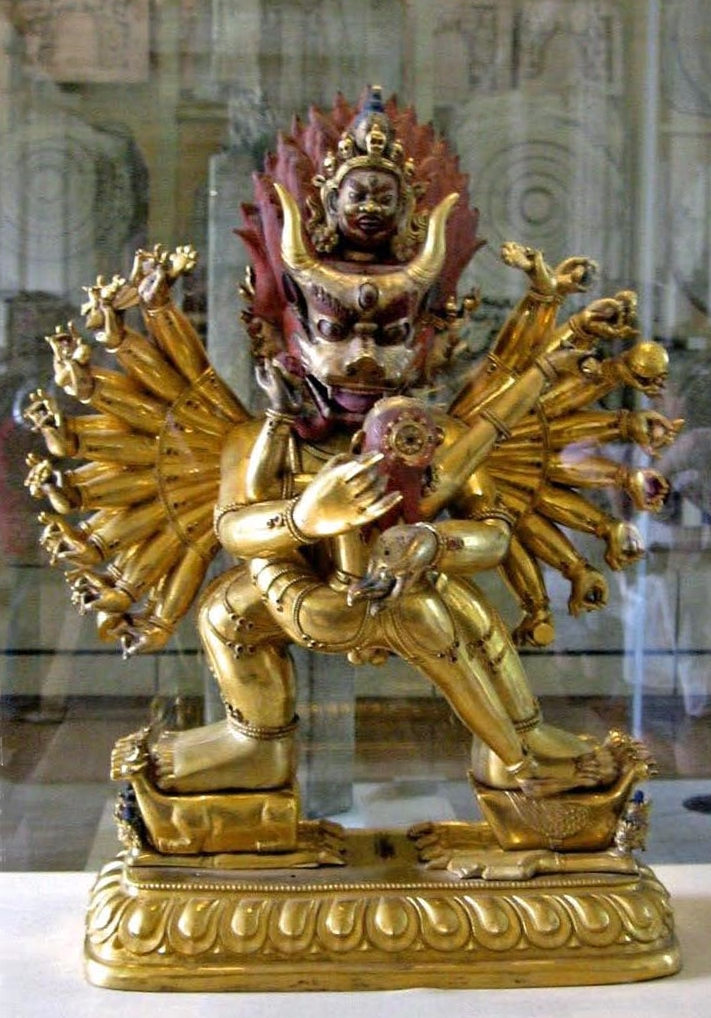
인도에서 출토된 금상
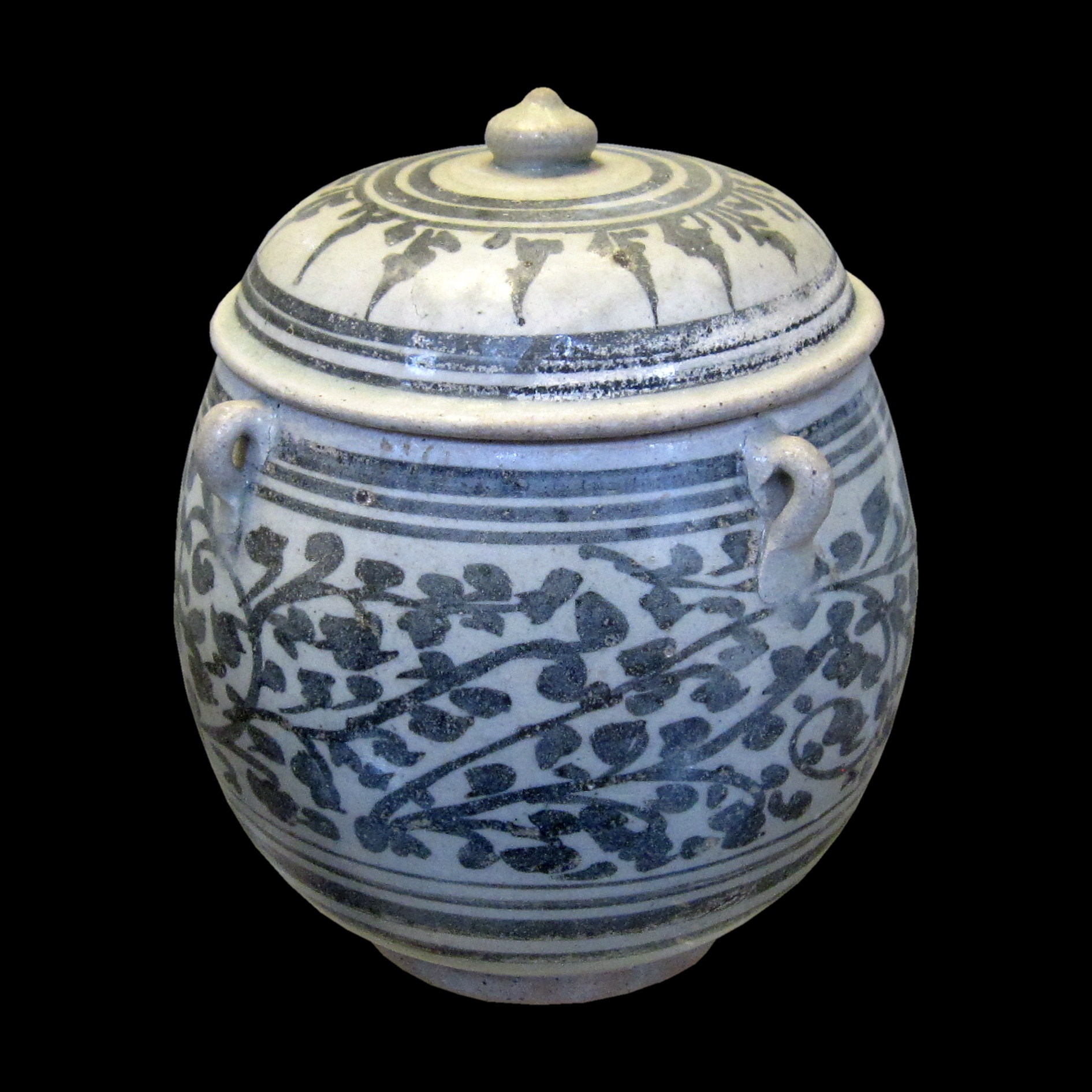
중국 도자기
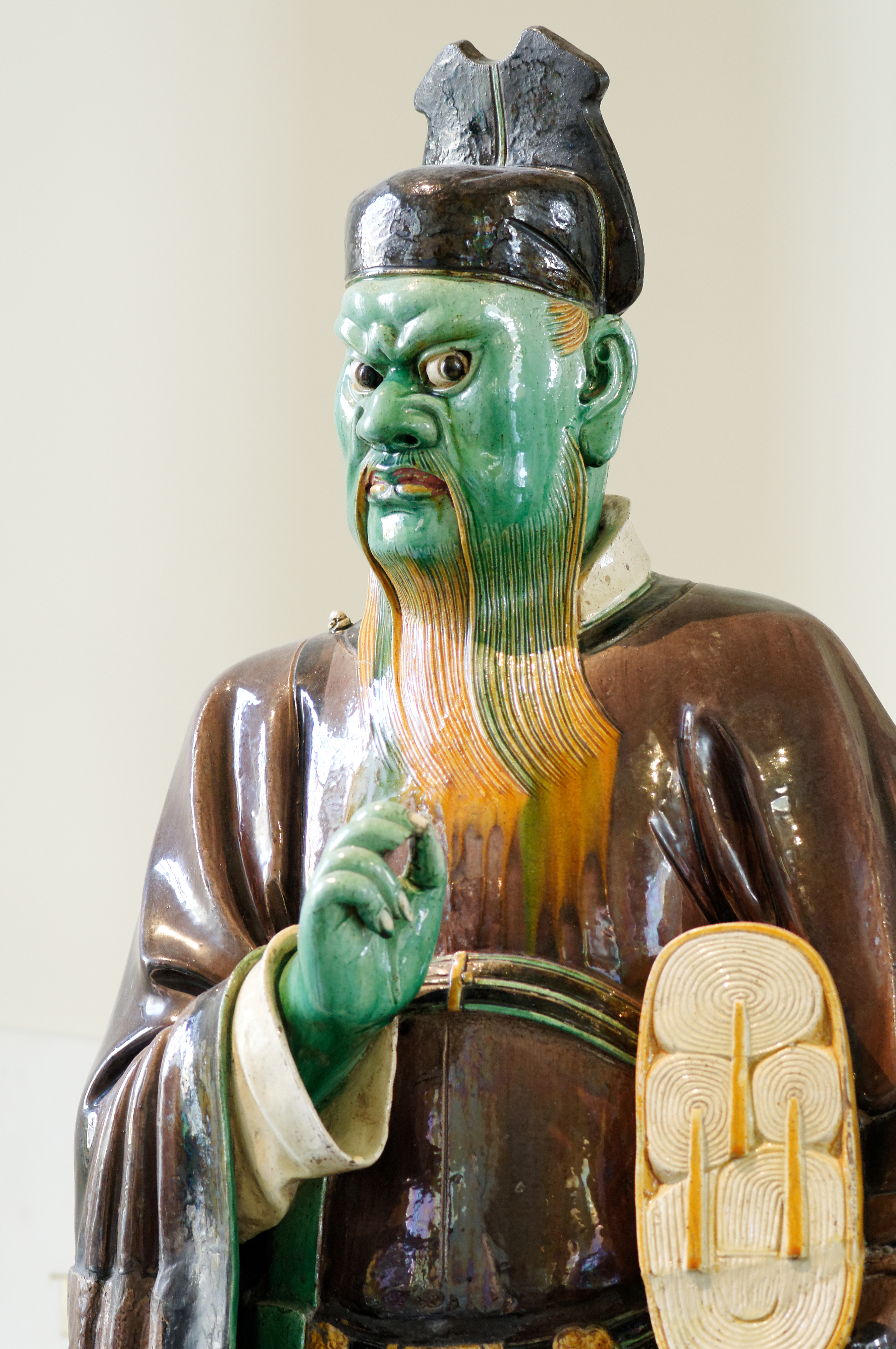
명나라 시대에 제작된 사후 판관의 도자기상
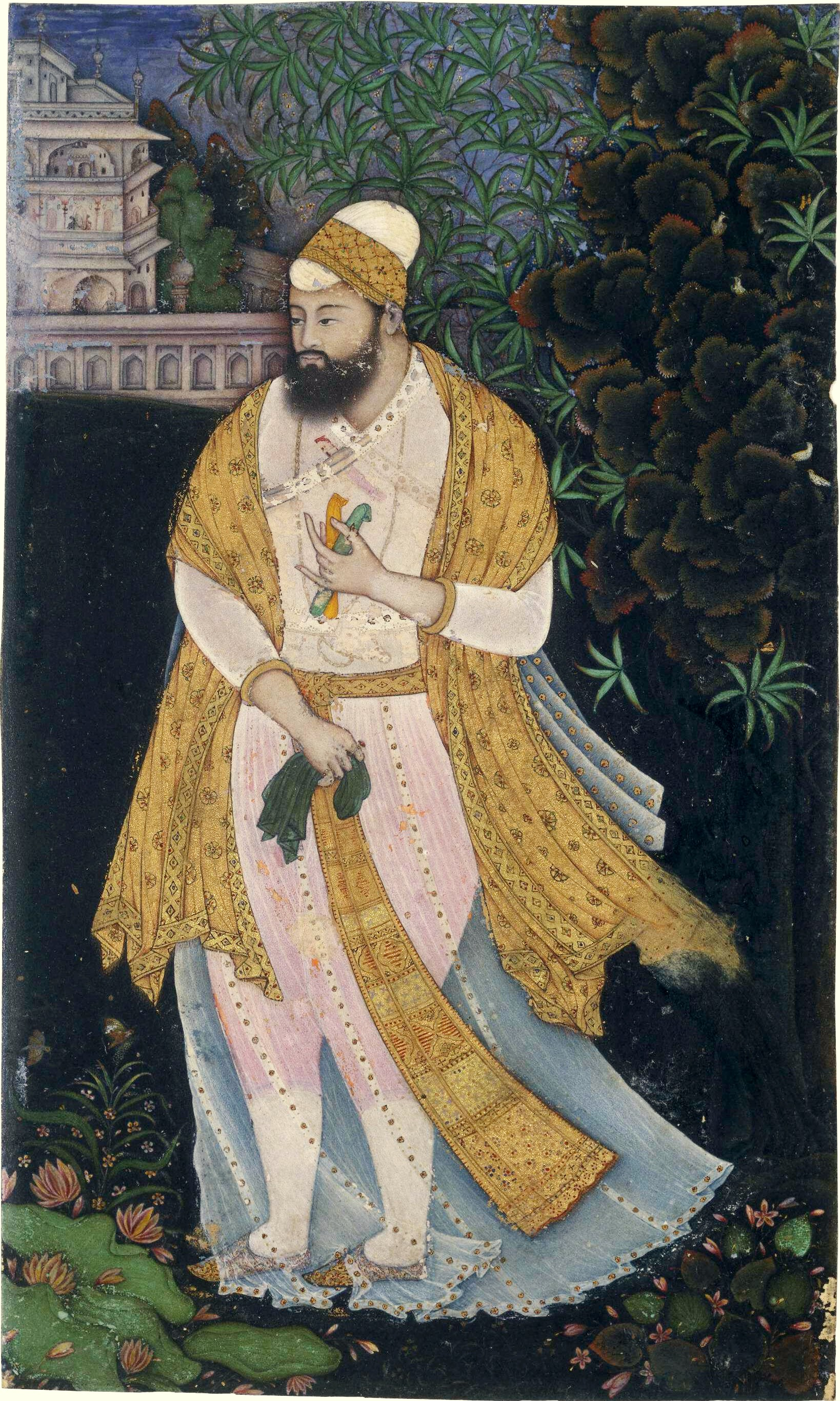
이브라힘 아딜 샤 2세의 초상화
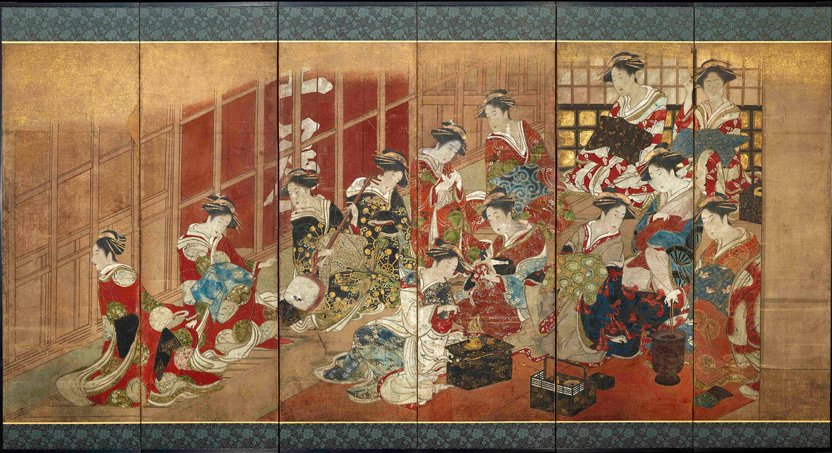
에도시대 여인들의 모임
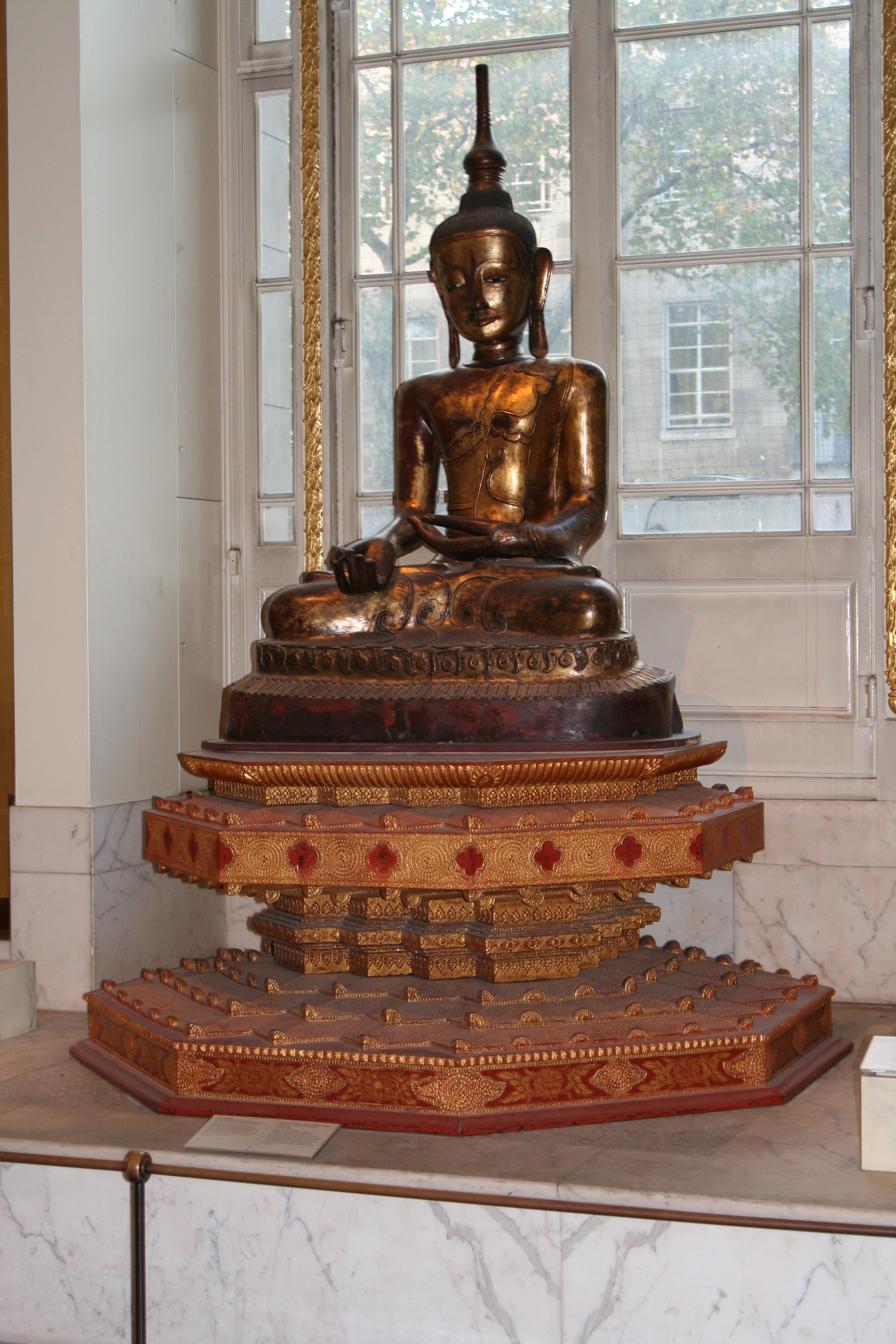
미얀마의 부처상

현재 영국 박물관에 있는 한국과 관련된 소장품은 250여개로 추정된다.

### 영국, 유럽, 선사시대 전시관
영국, 유럽 선사시대 전시관에서는 방대한 양의 고대 유럽사와 관련된 유물들을 소장하고 있다. 이들 중에서는 동아프리카에서 약 2백만년 전에 만들어진, 세계에서 가장 오래된 인간의 창작물도 있으며 구석기와 신석기부터 시작하여 현대에 이르기까지 거의 모든 연대의 시기의 유럽에서 출토된 유물들이 전시되어 있다. 특히 선사시대 유물의 경우, 20세기에 극도로 활발히 진행된 발굴 사업으로 인하여 구석기 시대와 중석기 시대의 유물들이 쏟아져 들어왔으며, 특히 유럽의 경우에는 청동기 시대와 신석기 시대, 철기 시대의 유물들까지 다양하게 대영박물관에 유입되기 시작하였다. 이들 중, 아프리카에서 출토된 고대 유물들은 유명한 수집가들 몇명에 의하여 기부된 경우가 많으며, 유럽에서 출토된 유물들은 유럽에서 만들어진 가장 오래된 것들 중 하나이기도 하다. 
추가적으로 말하자면, 기원후 300년부터 1100년까지의 유물들은 대영박물관에 가장 많이 보관되어있다. 스페인부터 흑해까지, 스칸디나비아 반도에서 북아프리카까지 이르는 방대한 범위의 유물들이 이 곳에 모여있으며, 이들 중 눈여겨 볼 만한 유물은 요한 칼 바흐가 기부한 라트비아, 고트, 노르웨이, 메로빙거 시대의 유물들이다. 이 전시관에는 엄청나게 많은 종류의 시계들도 보관되어 있고, 특히 이를 시간대별, 국가별로 상세히 나누어놓아 시계와 관련 유물들의 변천사를 한눈에 볼 수 있도록 전시해 놓았다. 특히 대영제국은 제국주의 시기 당시 자신들을 고대 로마 제국의 혈통을 잇는 제국이라 생각하고, 로마 제국과 관련된 유물들을 끌어모으는 데에 엄청난 심혈을 기울였기에, 현재 대영박물관은 이탈리아를 제외하면 전세계에서 가장 많은 양의 로마 제국 유물들을 소장하고 있는 박물관이기도 하다. 영국, 유럽, 선사시대 전시관은 대부분 위층에 전시관들이 존재한다. 전시관 번호는 38번부터 51번까지이다. 다만 거의 대다수의 유물들은 박물관 수장고에 연구 목적으로 보관되어 있어 일반객이 관람할 수 없다. 
석기 시대
- 아프리카 곳곳에서 출토된 구석기 시대의 유물들
- 16,000년 된 프랑스에서 출토된 11개의 나뭇잎 모양 화살촉들 사운데 1개
- 빙하기 시기 만들어진, 프랑스에서 뜯어온 고대인들의 미술품들
- 빙하기 시기 만들어진, 영국에서 출토된 장식된 항아리와 사슴 조각
- 요크셔 인근에서 발견된 희귀한 중석기 시대 유물
- 세르비아에서 발견된 테라코타 유물
- 스코틀랜드, 아일랜드 등에서 발견된 돌로 만든 종
- 요크셔 인근에서 발견된 유물구 3개

청동기 시대
- 스코틀랜드에서 출토된 철제 목걸이
- 아일랜드에서 발견된 황금 목받이 장식
- 잉글랜드에서 발견된 황금 컵
- 서유럽 지방에서 발견된 의례용 검들
- 웨일스에서 발견된 청동 방패
- 북아일랜드에서 발견된 장식용 지팡이

철기 시대
- 기원전 5세기에 만들어진 프랑스 동부 지방에서 출토된 청동 컵
- 템스 강에서 꺼내 올려진 방패들, 투구, 철제 검들
- 스페인 북서쪽에서 발견된 황금 장식물들
- 켈트 족이 만든 스페인에서 발견된 황금 유물들
- 스코틀랜드에서 발견된 거대한 철제 갑옷들

로마 제국 시대
- 런던에서 발견된 고대 로마 총독(가이우스 율리우스 알피누스 클라시아누스)의 무덤 부장품들
- 로마 기병들의 투구
- 웨일스 중부에서 발견된 황금 팔찌
- 런던에서 발견된 클라우디우스 황제의 청동 두상
- 하드리아누스의 방벽 근처에서 발견된 돌 석판 유물
- 켄트에서 발견된 로마 빌라를 장식하던 벽화와 생활 용품들
- 북동부 영국에서 발견된 로마 시대의 보물들
- 항아리 속에 묻혀있던 고대 로마 시대의 금화들
- 구리로 만든 로마 시대의 월계관

중세 시대
- 상아로 만든 판들
- 은테를 두른 코끼리 상아뿔
- 황금으로 만든 컵과 왕관들

르네상스부터 현대까지
- 영국 남서쪽에서 발견된 26개의 은제 접시들
- 제임스 1세가 착용하던, 초기 르네상스 시대 양식으로 세공된 보석들
- 벽옥을 장식한 꽃병들
- 1924년에 만들어진 찻잔들
- 19세기에 만들어진 보석 세공품들

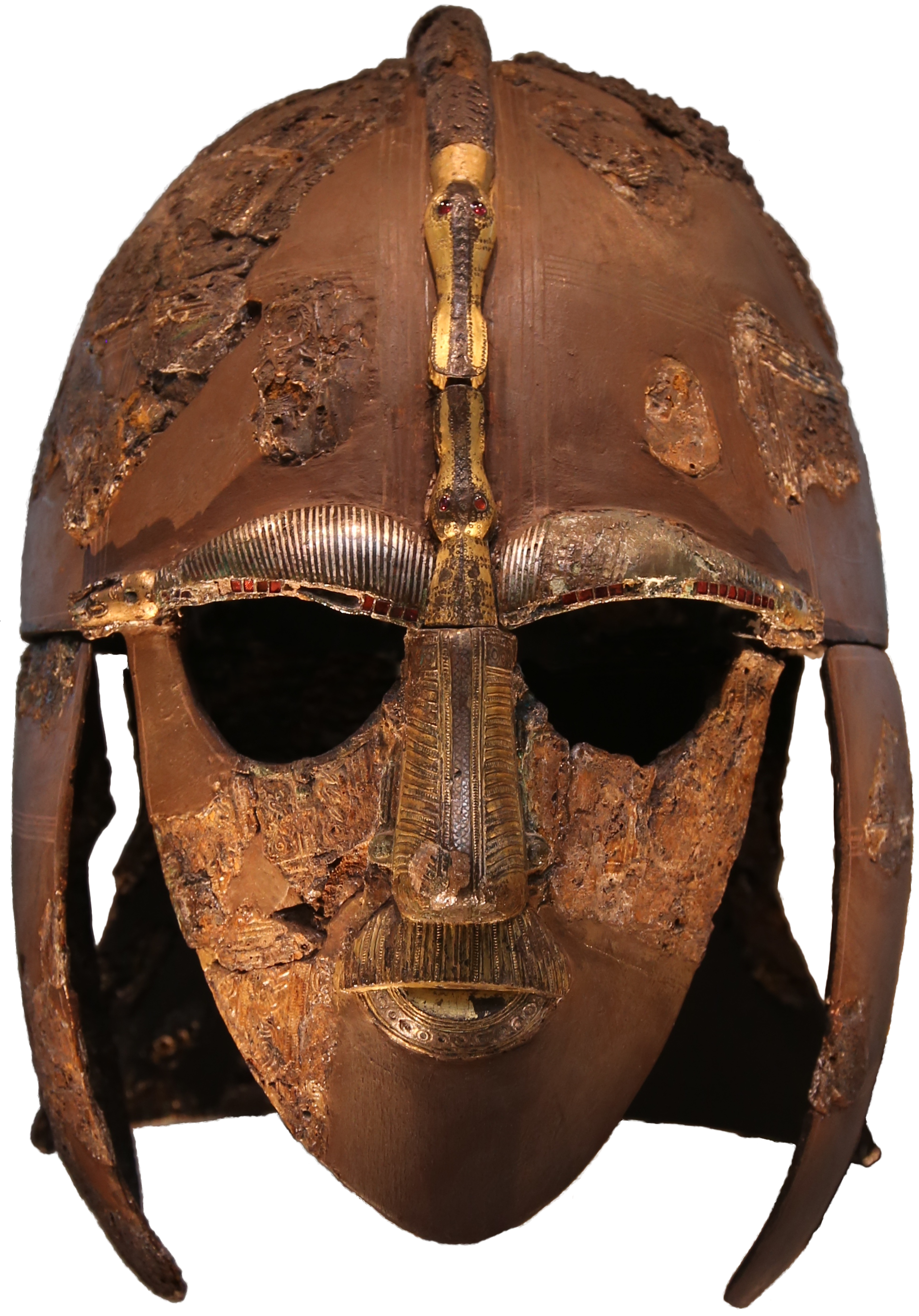
서튼후 투구
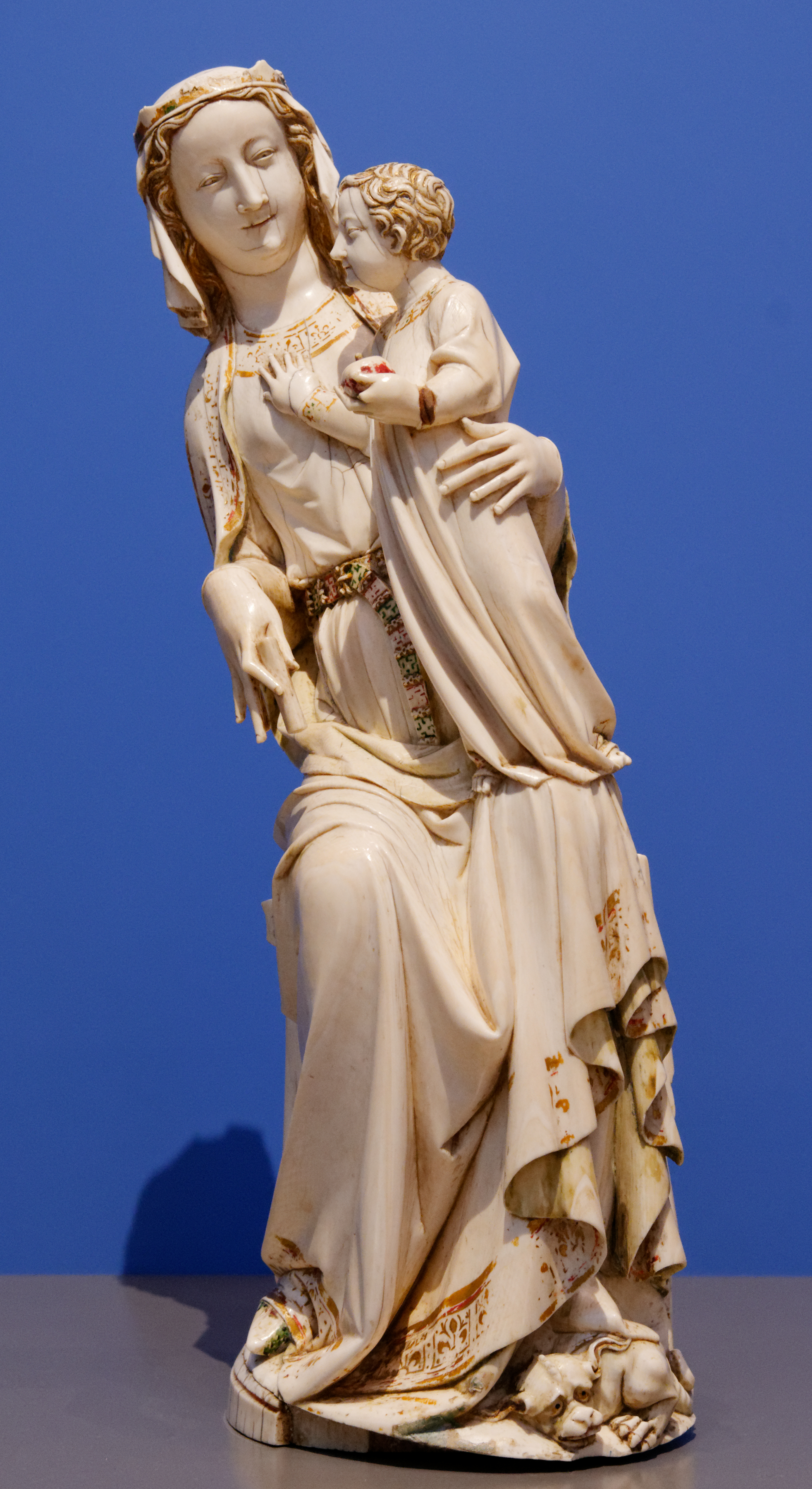
처녀와 아이의 소녀상
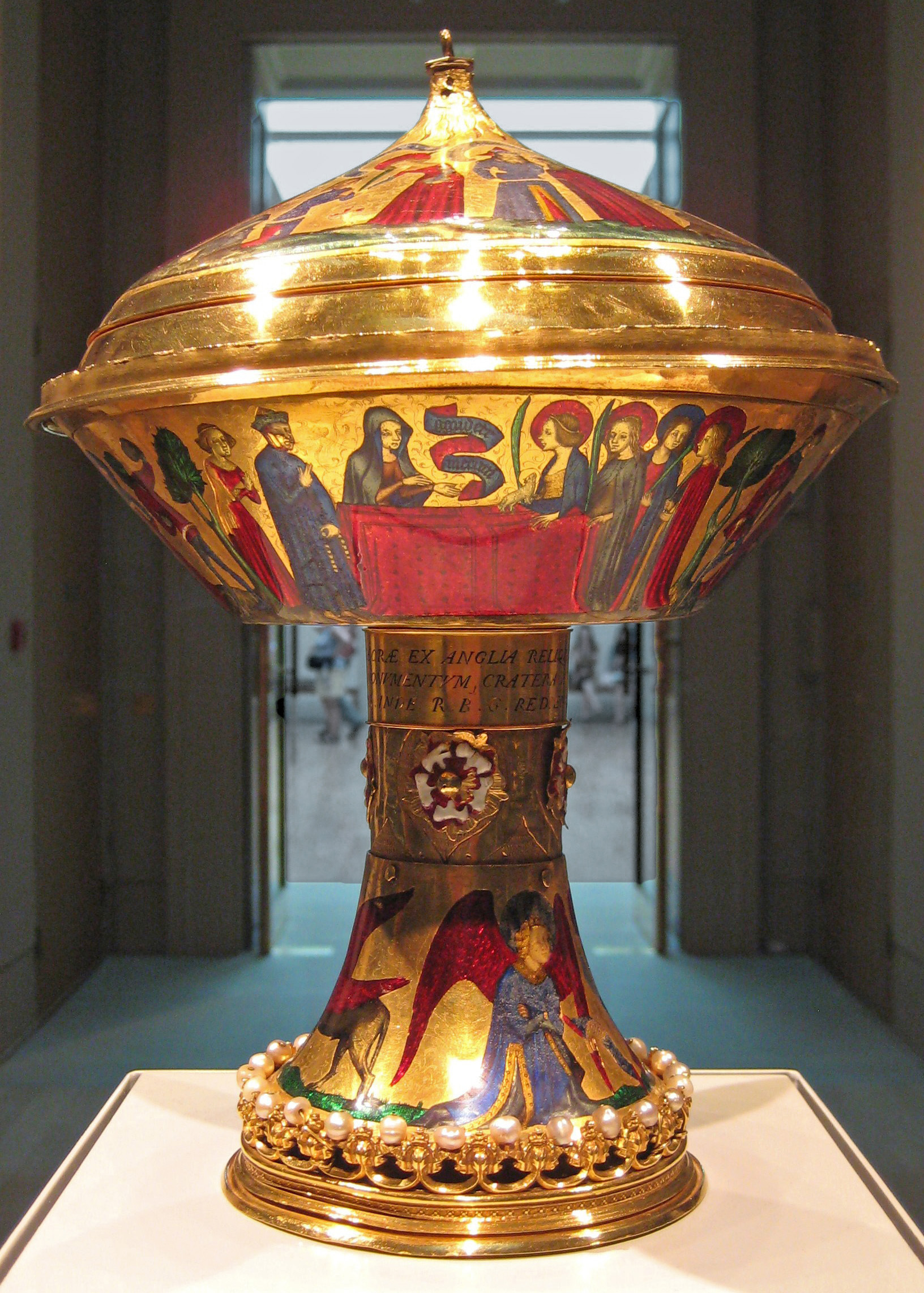
프랑스에서 제작된 왕실용 황금 컵
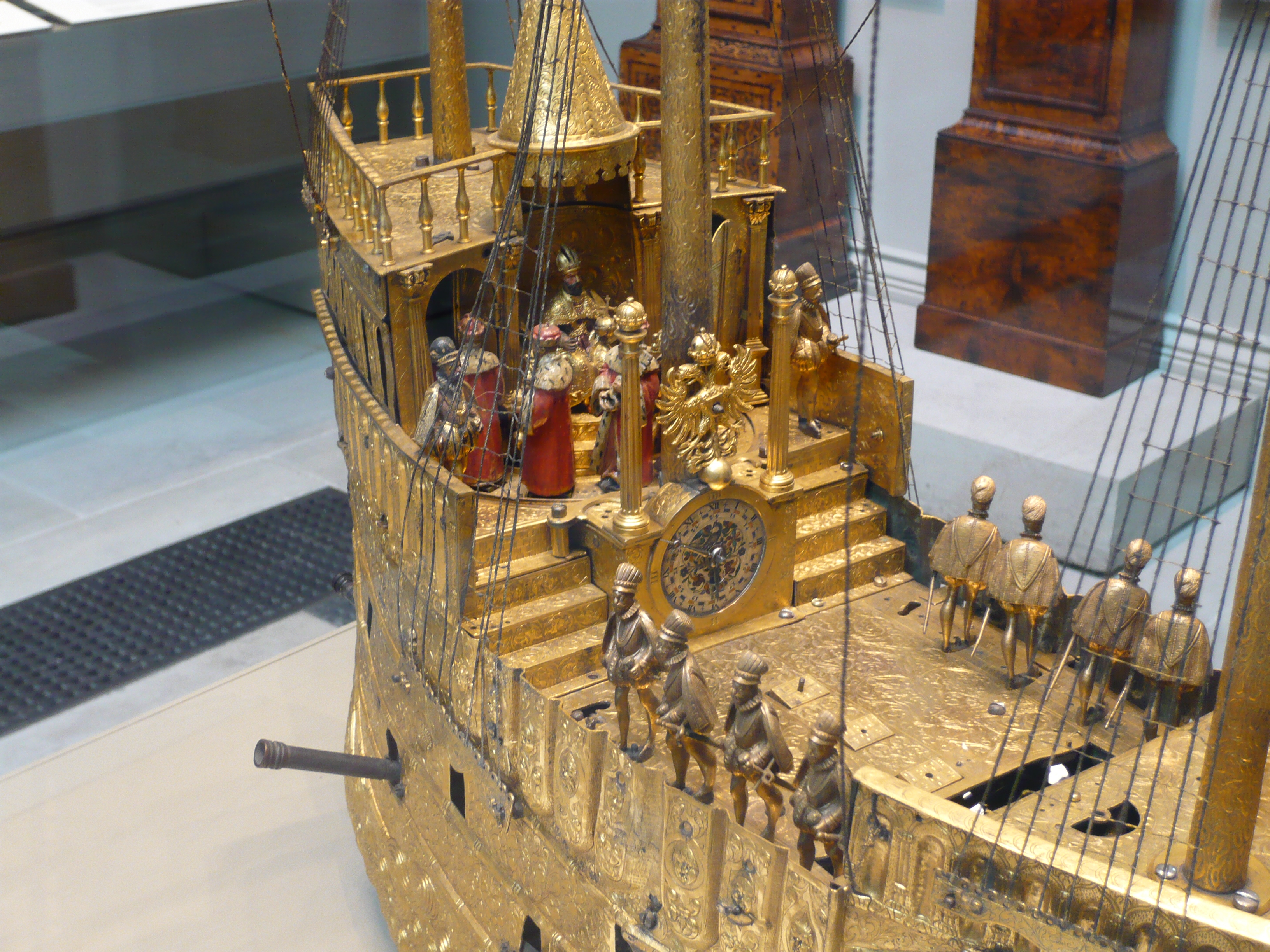
독일에서 제작된 배 모양의 시계
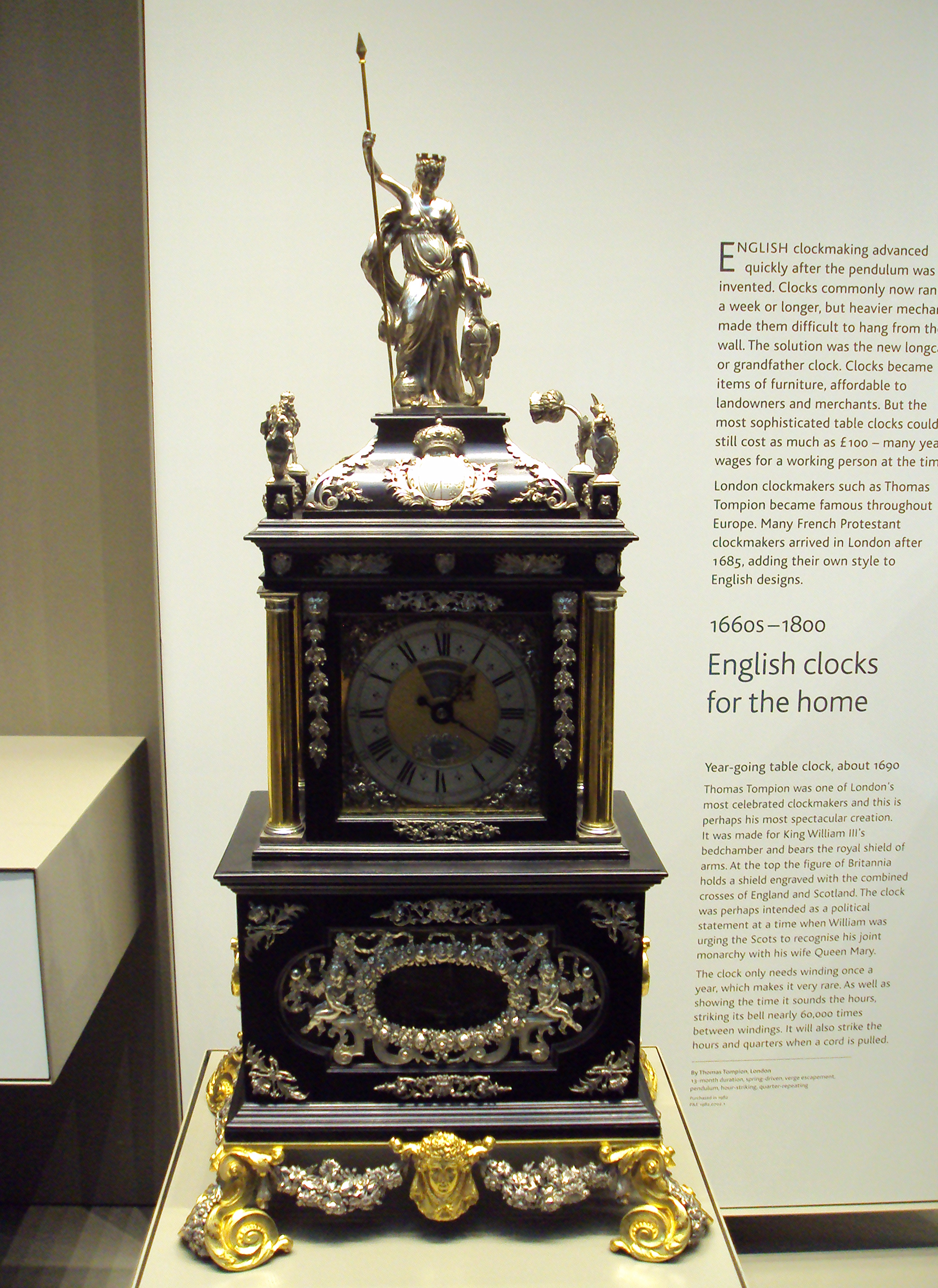
1690년에 영국에서 만들어진 시계
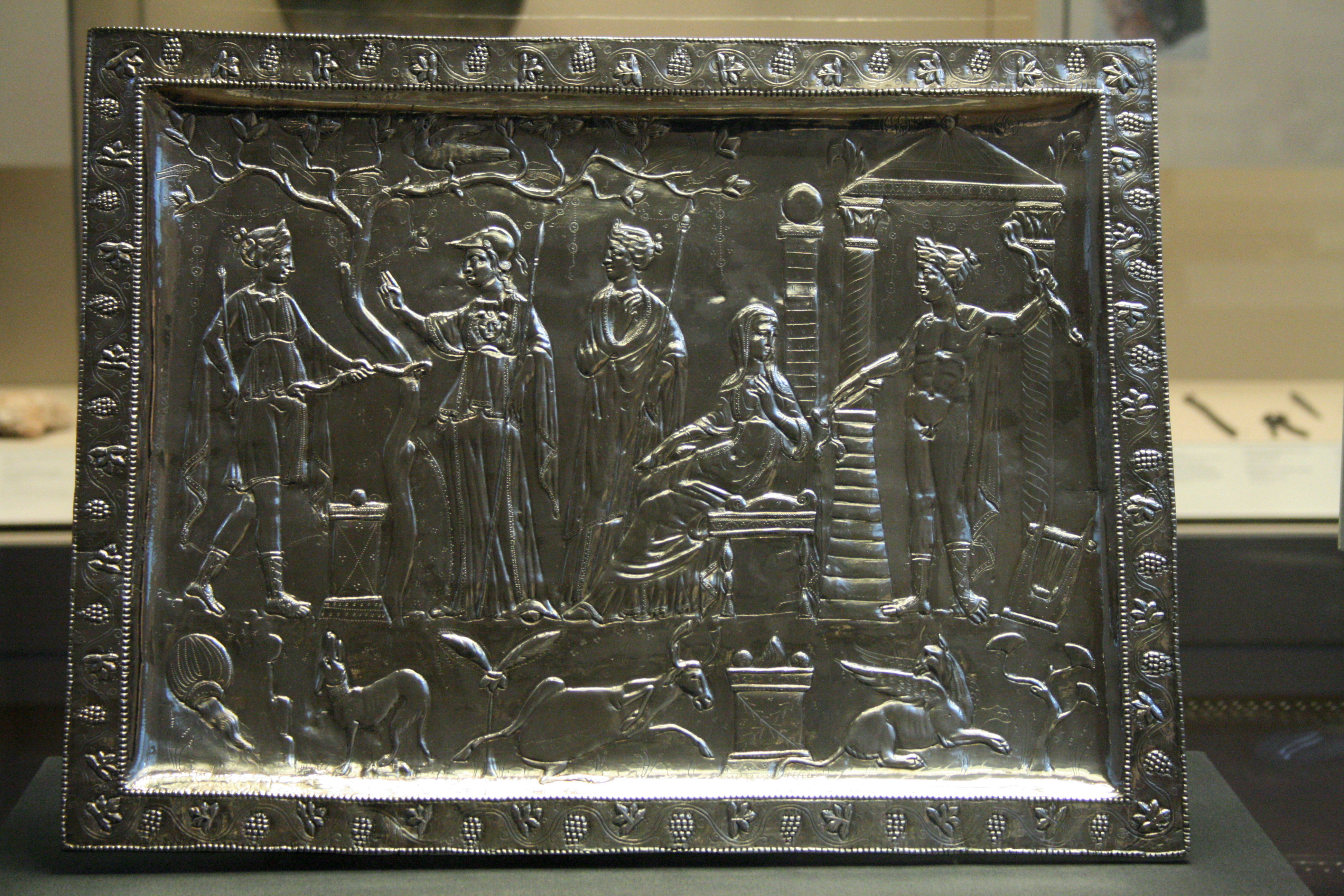
4세기 북잉글랜드에서 만들어진, 아폴로 신전 기념판
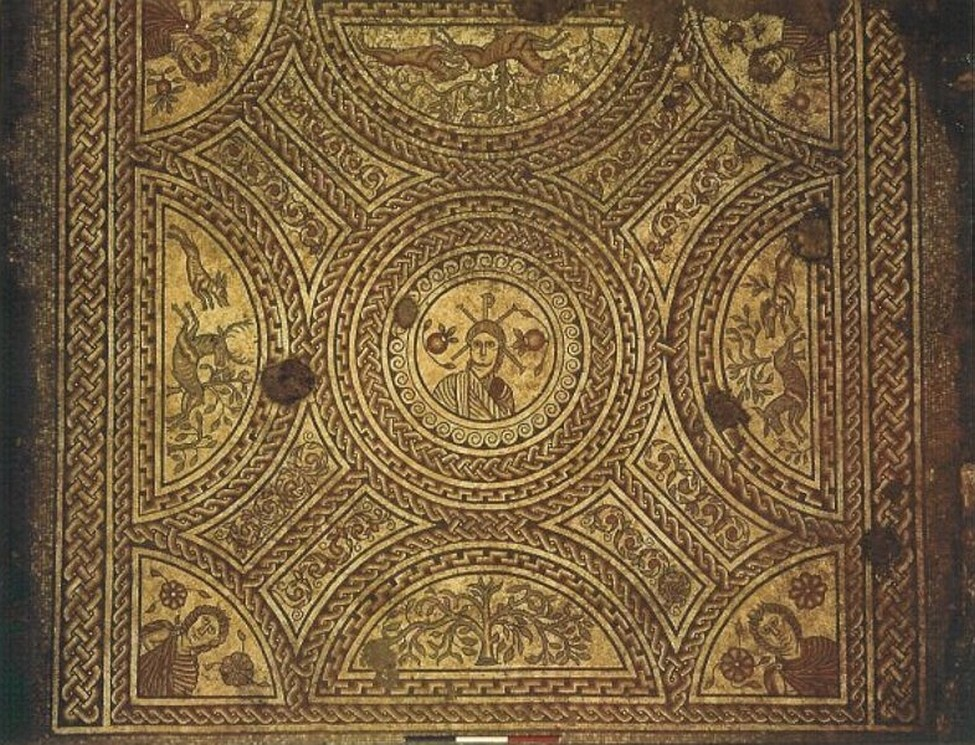
4세기 경 제작된 모자이크
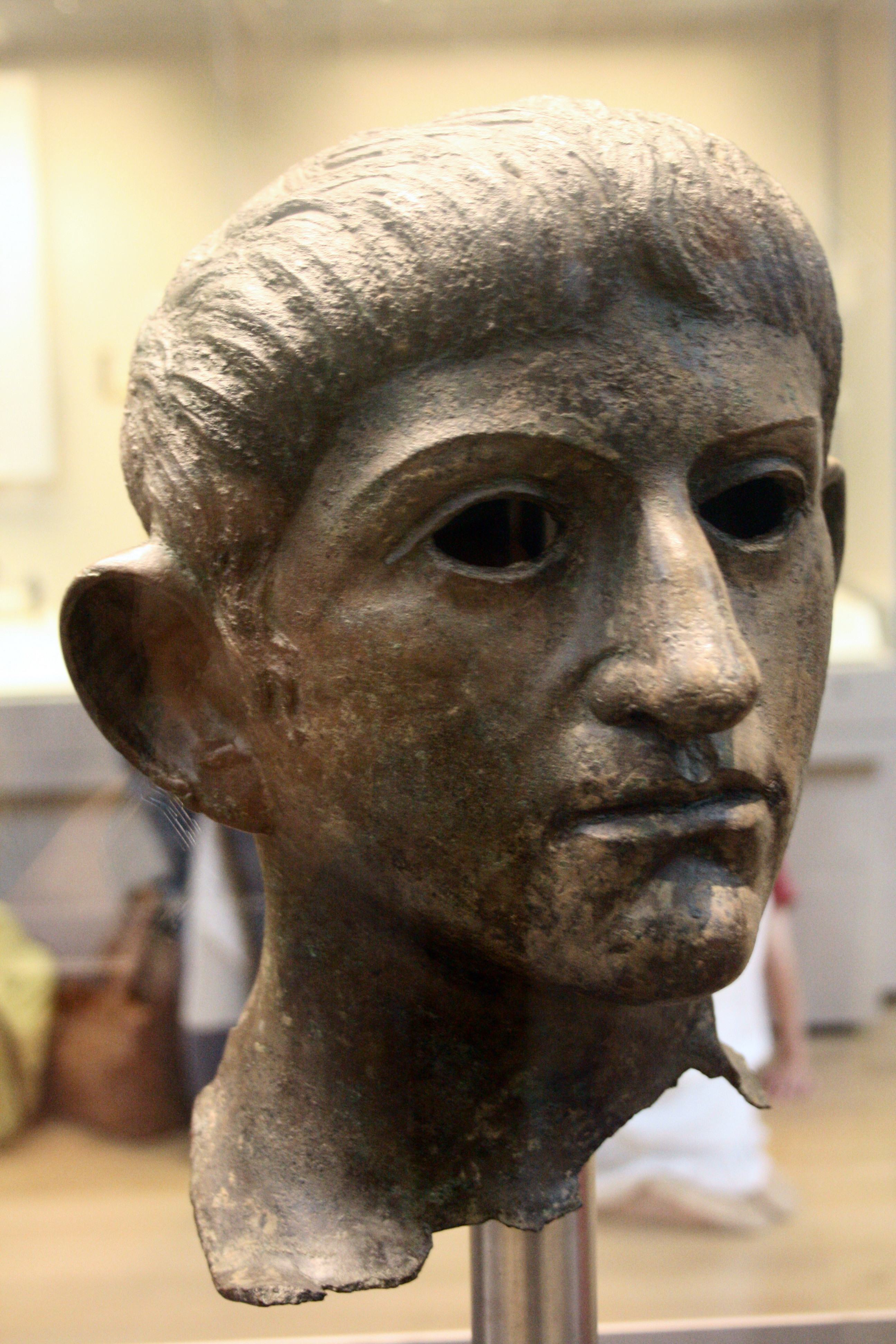
잉글랜드에서 발견된 클라우디우스의 청동 두상
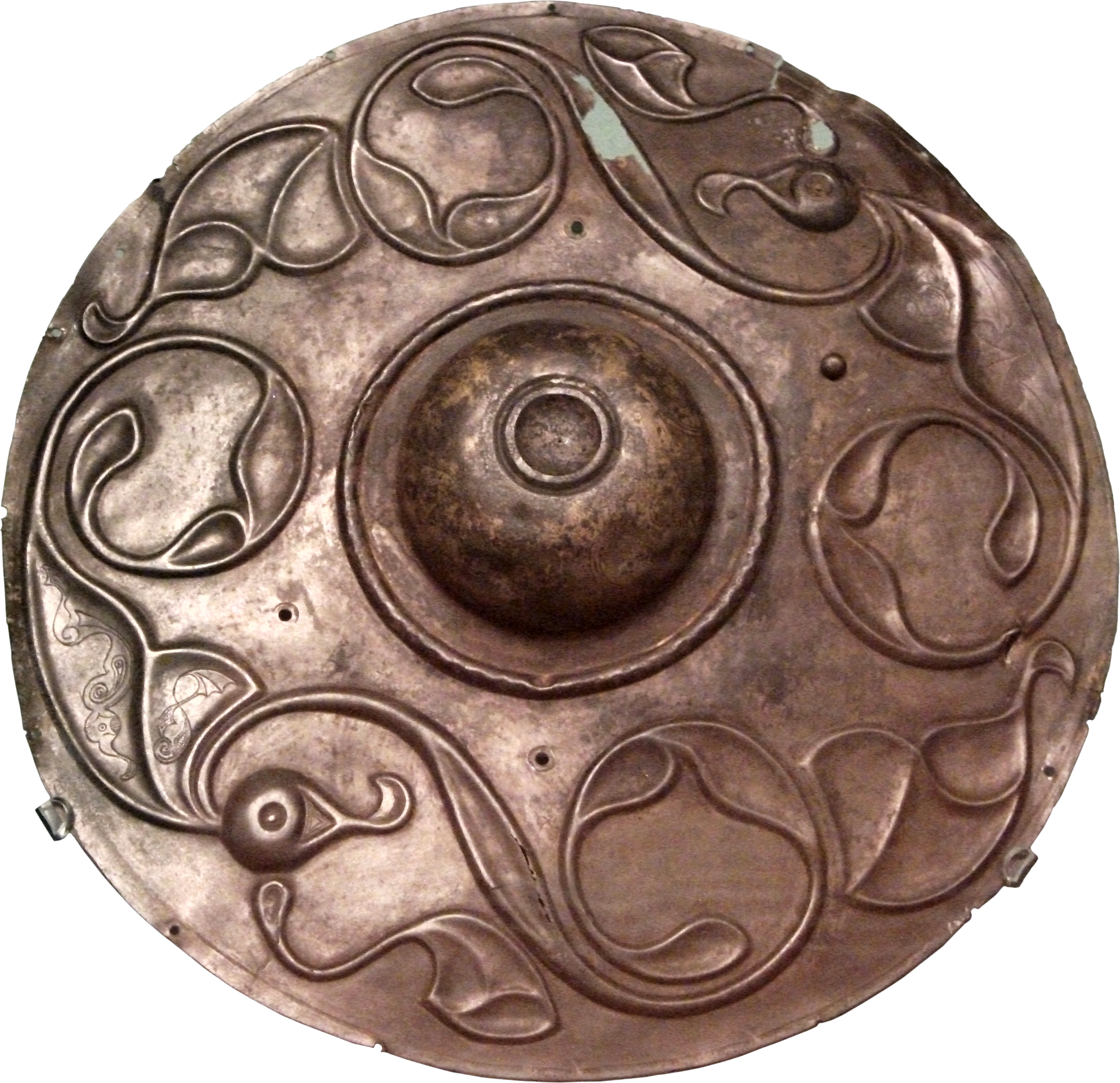
잉글랜드의 방패
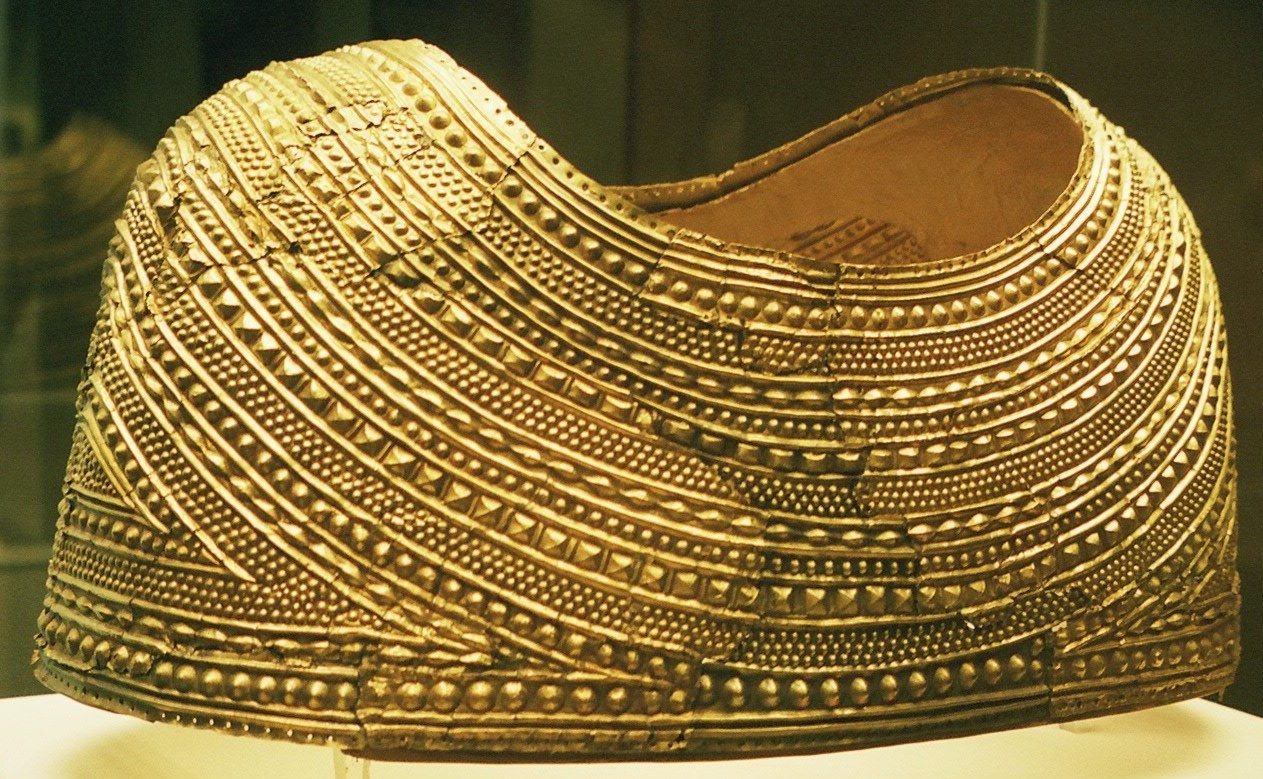
기원전 1600년 경 제작된 황금 망토
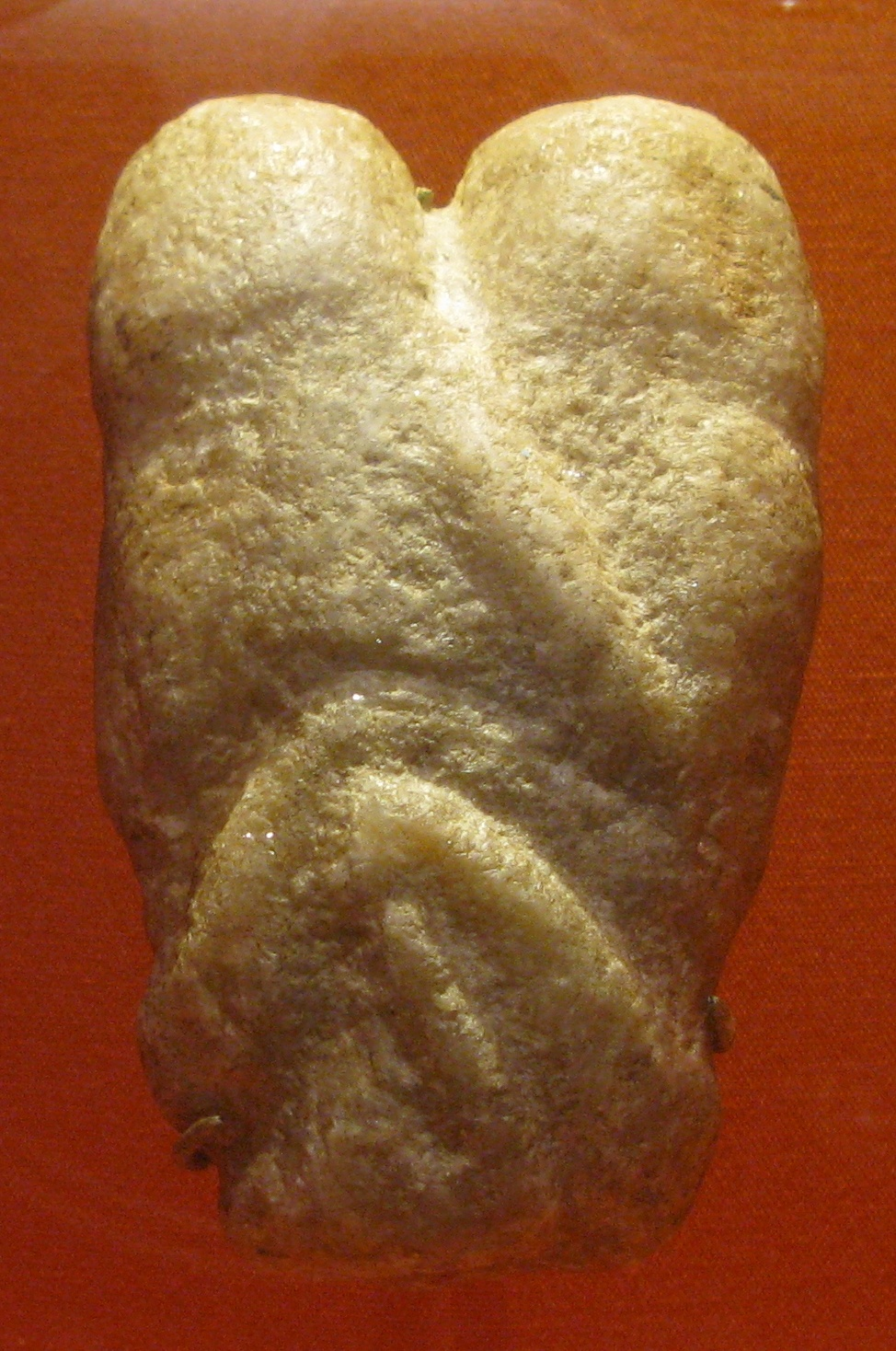
기원전 9000년에 만들어진, 베들레헴에서 발굴된 연인들의 조각상
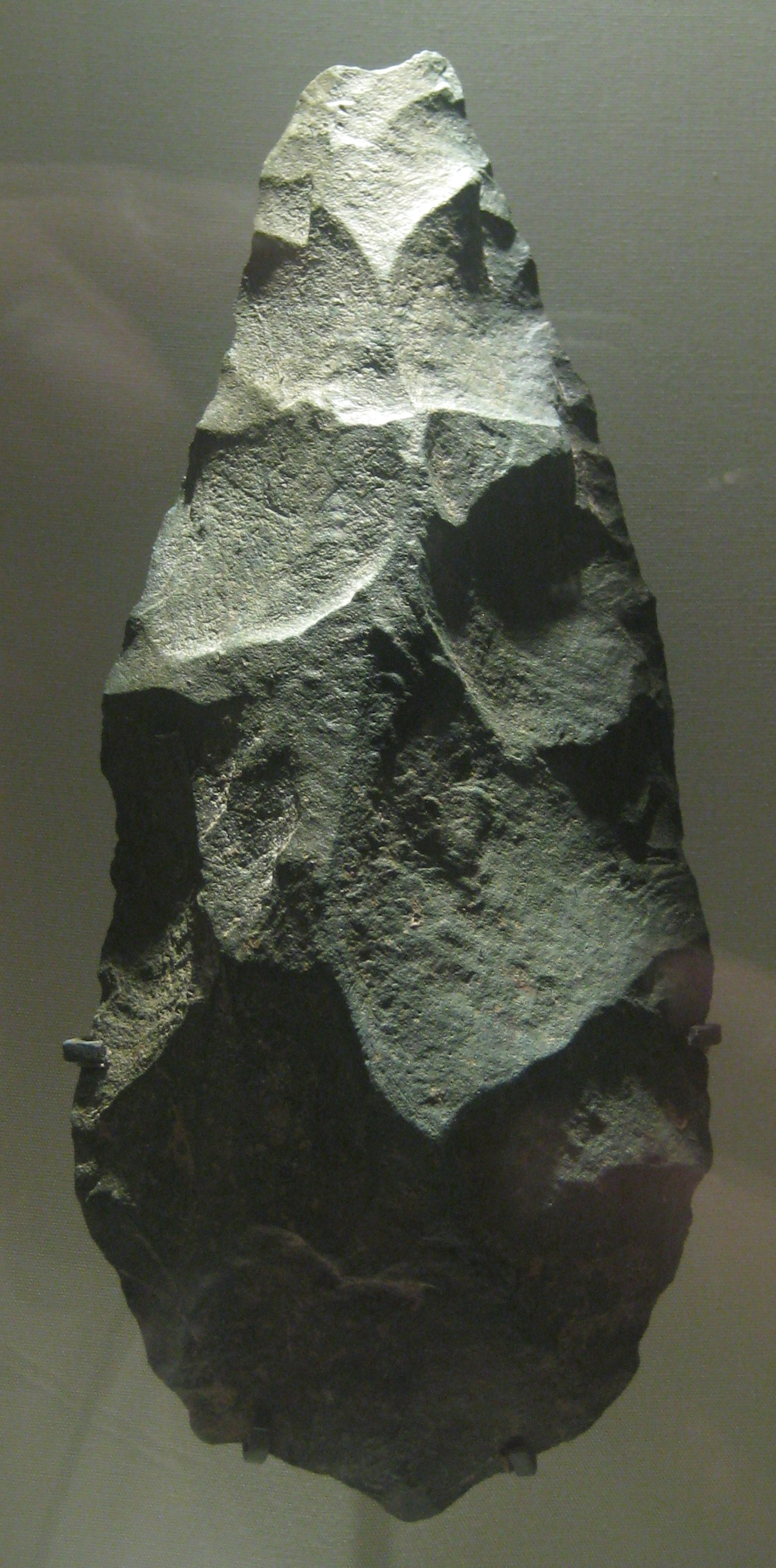
영국 출토 손도끼

### 아프리카, 오세아니아, 아메리카 전시관
대영박물관은 아프리카, 오세아니아, 아메리카 대륙의 문화 유물들도 매우 광범위하게 소장하고 있다. 총 35만 점이 넘는 유물들을 소장하고 있으며, 수 천년에 달하는 시기 동안 제작된 문화유산들을 통하여 세 대륙들의 풍요롭고 다양한 문화들에 대하여 전시해놓고 있다. 다만 현대 예술품들은 아직도 수집하고 있는 중이다. 헨리 크리스티, 해리 비슬리, 윌리엄 올드만과 같은 사람들이 많은 유물들을 박물관에 기증하였다. 아프리카, 오세아니아, 아메리카 대륙의 전시품들은 대부분 1층이나 지하에 전시되어 있다. 24번 갤러리에는 전 대륙들에서 모인 민족 유산들이 모여 있으며, 그와 인접한 갤러리들에는 북아메리카와 멕시코 지역의 유물들이 집중되어 있다. 또한 25번 갤러리에는 아프리카의 유물들을 전시하고 있다. 추가적으로 오세아니아와 남아메리카 유물들의 전시 갤러리를 영구적으로 만들 계획이라고 한다.

아프리카 갤러리에는 600여 개에 달하는 아프리카 미술품들이 전시되어 있다. 3개의 갤러리들에 유물들이 나뉘어 전시되어 있는데, 이 갤러리들에 총 20만 개에 달하는 유물들이 돌아가며 전시된다. 아프리카 컬렉션의 주요 소장품들에는 감비아에서 발견된 신석기 시대의 유물들, 콩고에서 발굴된 상아 조각품, 라이베리아에서 발견된 키시인들의 석상, 가나에서 가지고 온 황금 장신구들, 이디아 여왕의 머리 조각, 베닌 제국의 청동상, 요루바의 왕을 묘사한 놋쇠 두상과 왕좌, 라고스에서 출토된 보석들, 석회암 조각들, 우간다에서 발굴된 토상, 에티오피아에서 가져온 왕실용 물건들, 그레이트 짐바브웨에서 출토된 여러 유물들 등이 있다. 또한 남아프리카에서 통째로 뜯어온 벽화도 볼 수 있다. 오세아니아 대륙의 유물은 파푸아 뉴기니부터 이스터 섬, 뉴질랜드 섬, 하와이 등 태평양 여러 섬들의 유물들을 포괄한다. 가장 큰 3개의 유물 그룹에는 폴리네시아, 멜라네시아, 미크로네시아의 유물들로 나뉘는데, 오스트레일리아의 아보리진 문화는 따로 취급한다. 오세아니아에서는 유럽인들이 도착하기 전까지 금속은 잘 사용하지 않았기에, 대부분의 유물들은 돌, 조개 껍데기, 뼈, 대나무 등으로 만들어져 있다. 주요 유물들에는 선사 시대에 만들어진 새 모양의 국자와 그릇 등이 있다. 대영박물관은 쿡 선장과 밴쿠버 선장 등이 기증한 오세아니아의 유물들을 사들여 세계에서 가장 오래된 오세아니아의 유물들을 소장하고 있었는데, 그 외에도 여러 식민지배자들이 오세아니아에서 발굴된 유물들을 팔아넘기며 더 많은 유물 컬렉션을 소장하게 된 것이다. 이렇게 영국으로 건너온 유물들로는 1770년에 쿡 선장의 첫 원정 때 건너온 목제 방패, 팔라우에서 만들어진 탁자 등이 있다. 마오리족의 유물들도 대단히 많은데, 특히 아보리진 문화의 유물들 중 나무와 옥으로 만들어진 유물들이 많다. 아메리카 대륙의 유물들은 대부분 19세기와 20세기 사이에 제작된 것이지만, 그 외에도 잉카, 마야, 아즈텍 제국의 유물들도 있다. 또한 북부 아메리카 대륙의 이누이트들의 유물부터 남부 아메리카의 파타고니아에서 출토된 유물들도 대거 소장되어 있다. 주요 유물들로는 멕시코에서 뜯어온 아스텍 제국의 모자이크, 테오티우아칸과 희생의 섬에서 가져온 유물들, 마야 문명의 폐허들에서 발굴된 유물들이 있다. 

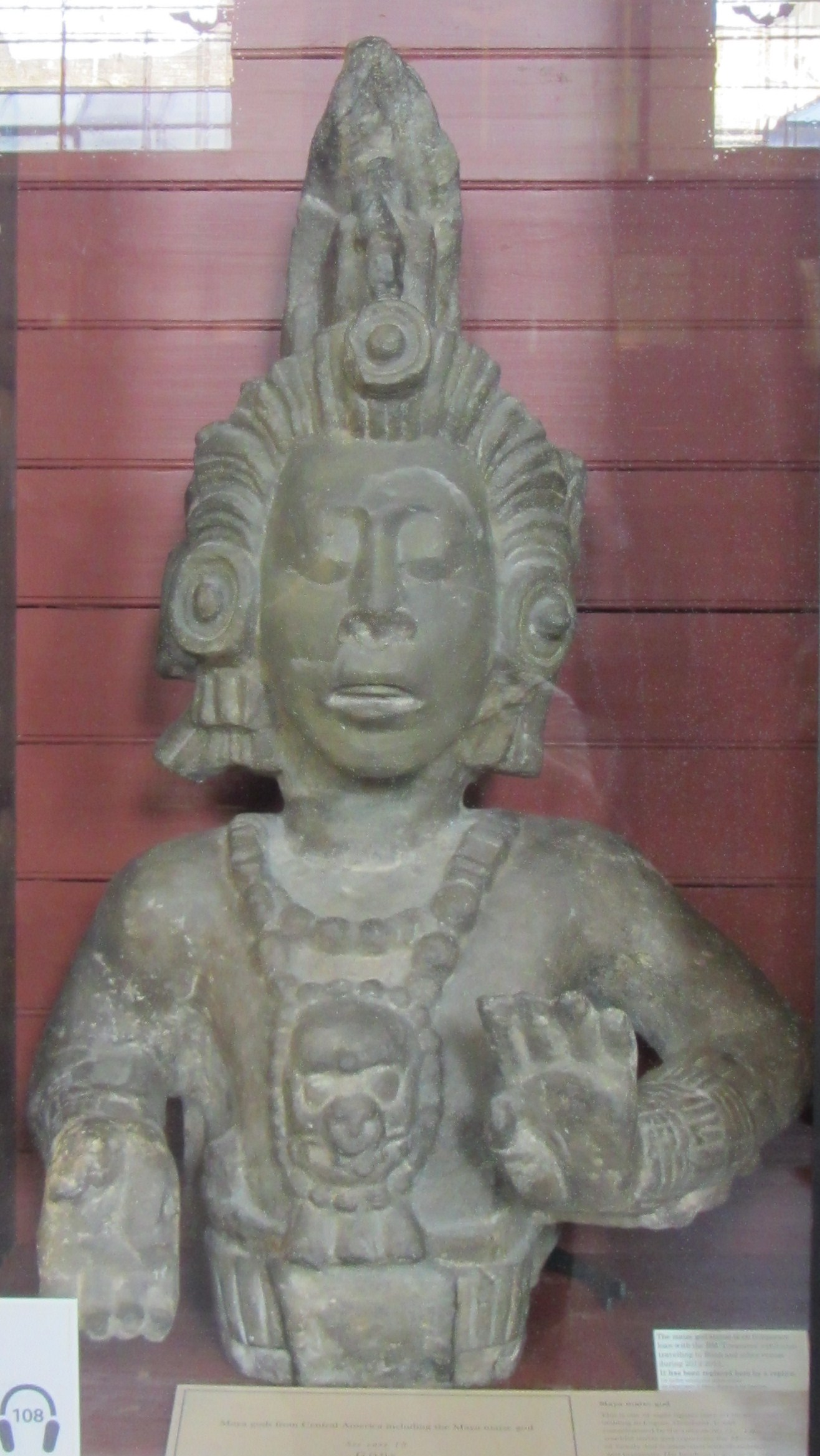
코판에서 발굴한 옥수수의 신 석상
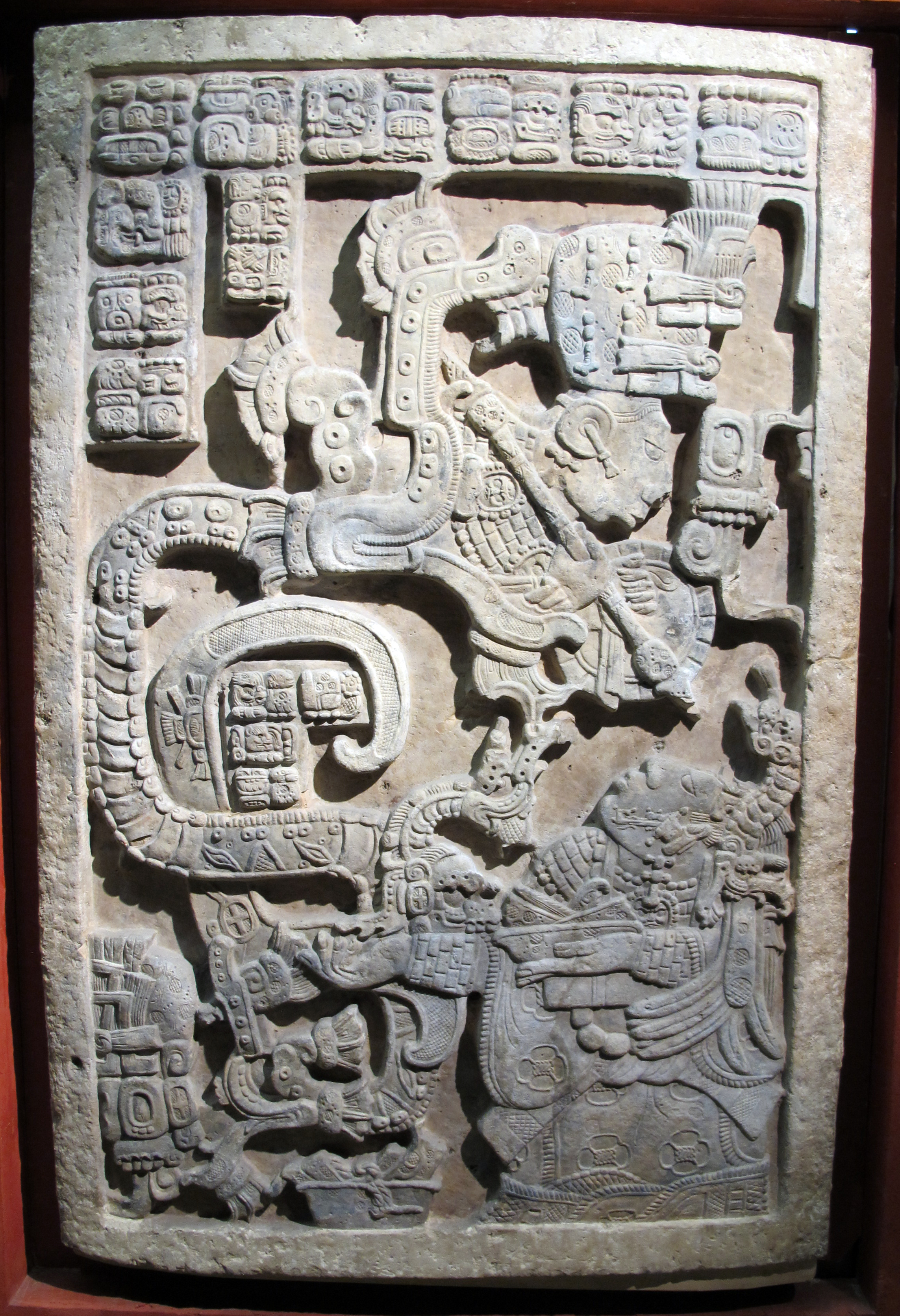
약스칠란에서 발굴된 석비
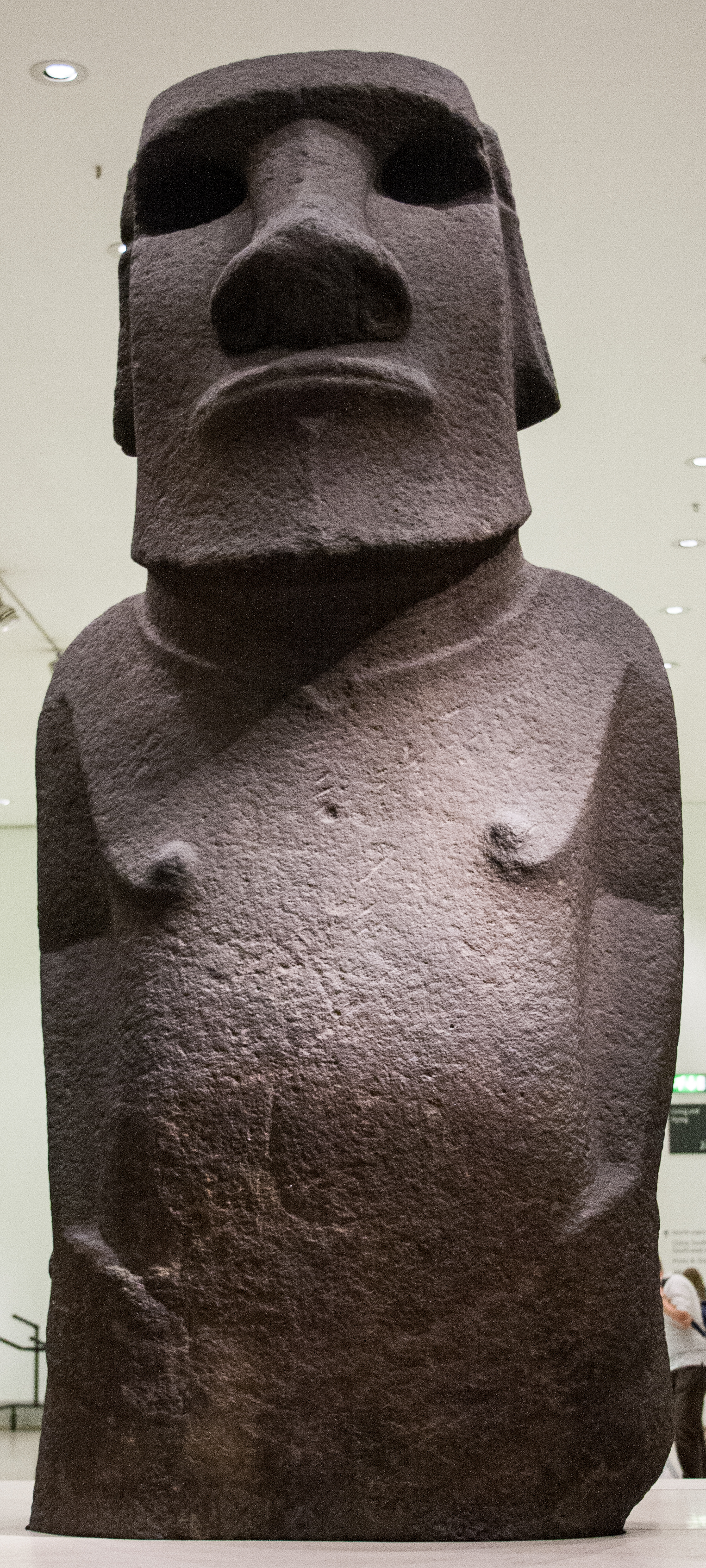
이스터 섬에서 뜯어온 모아이 상
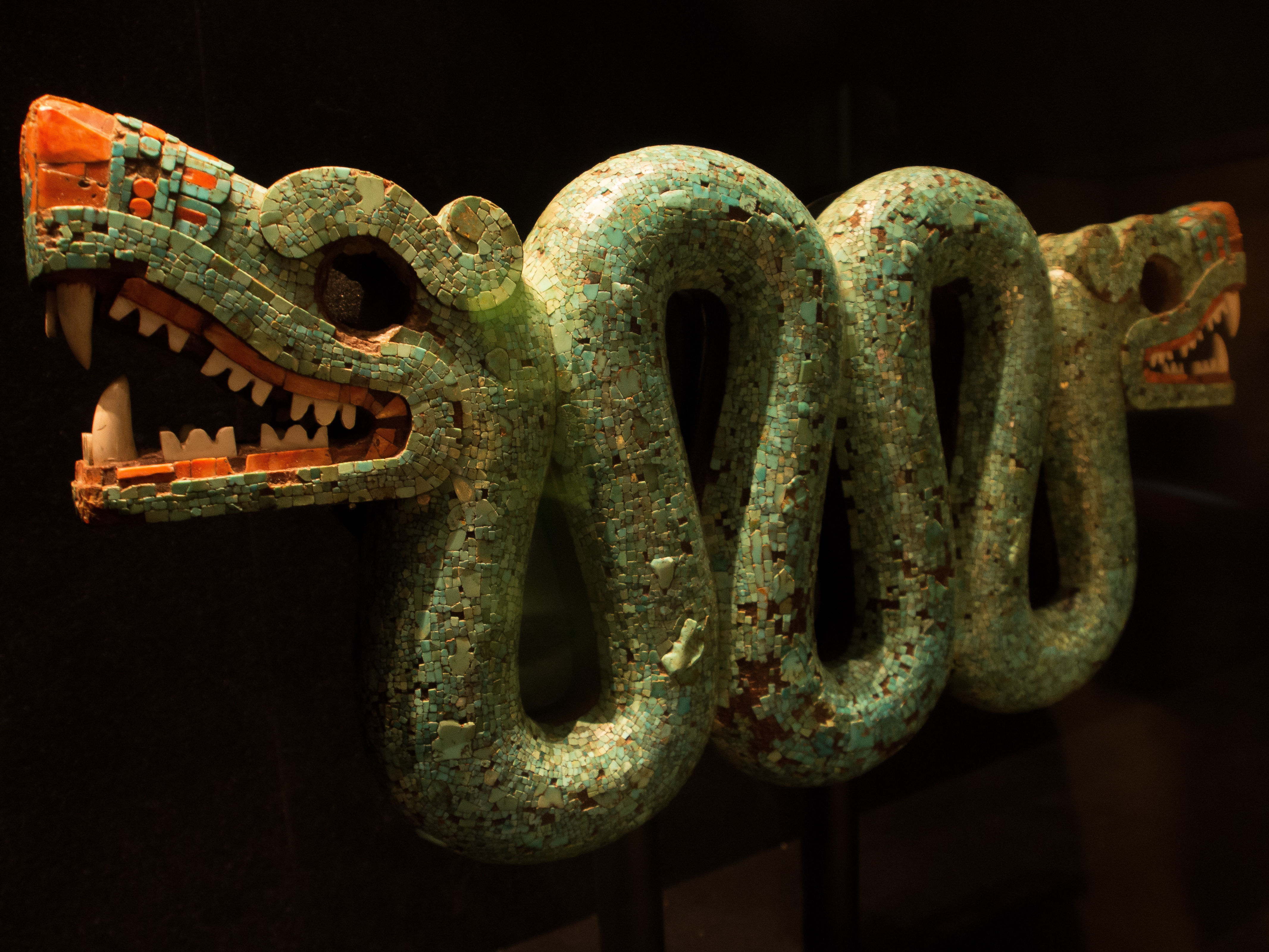
아스텍 제국의 옥으로 만든 뱀 유물
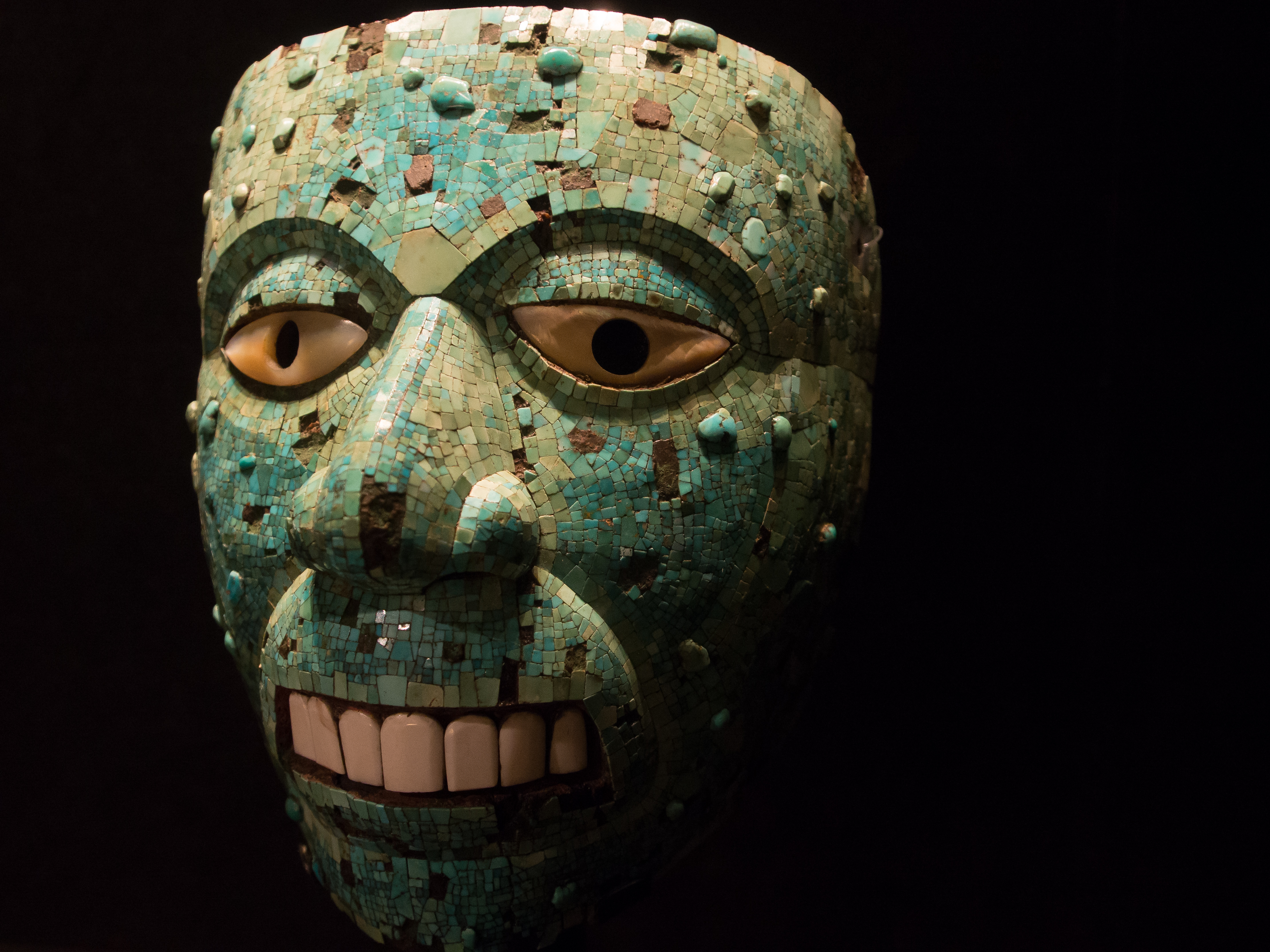
옥으로 만든 가면
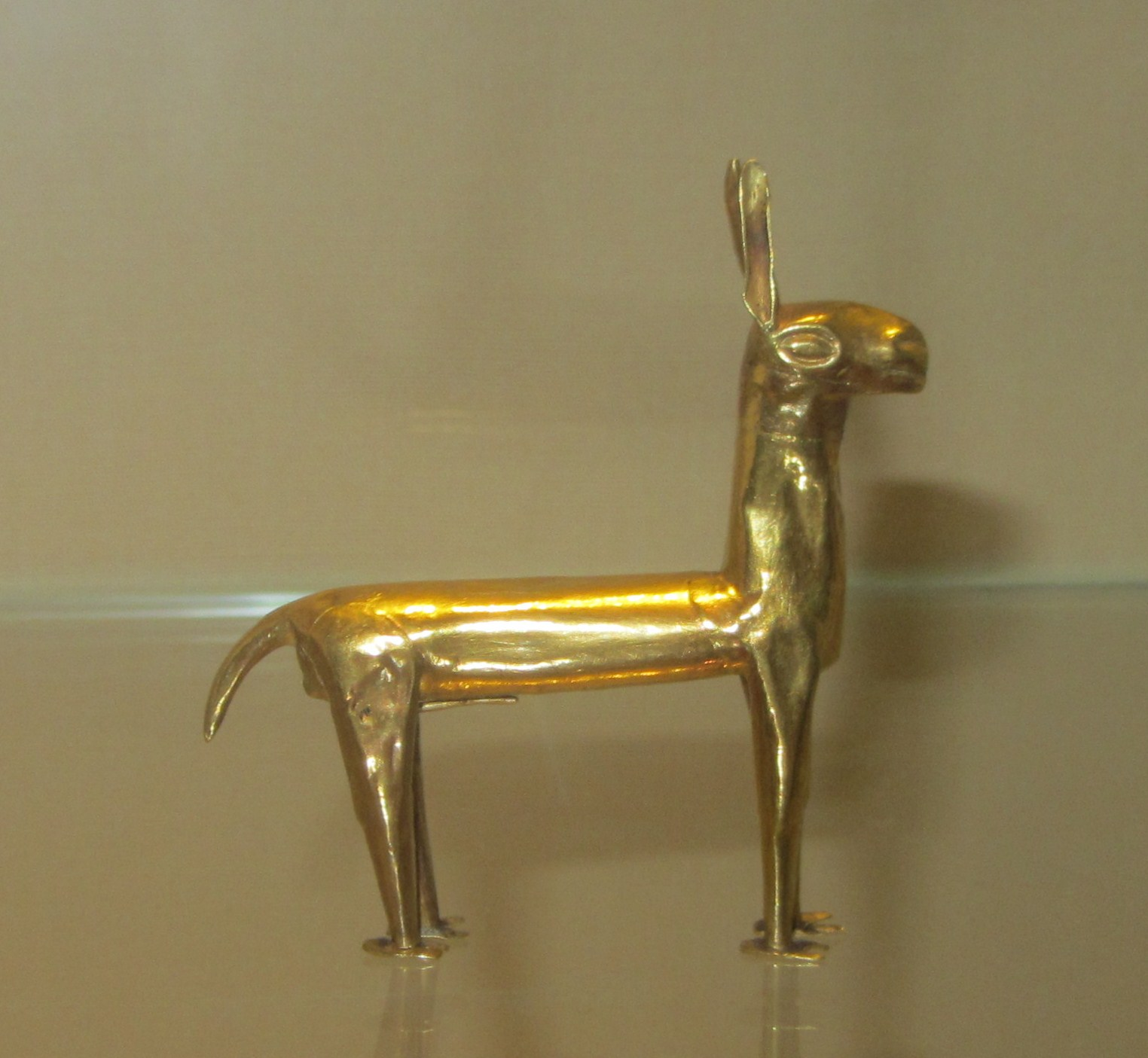
잉카 제국의 황금 라마 조각상
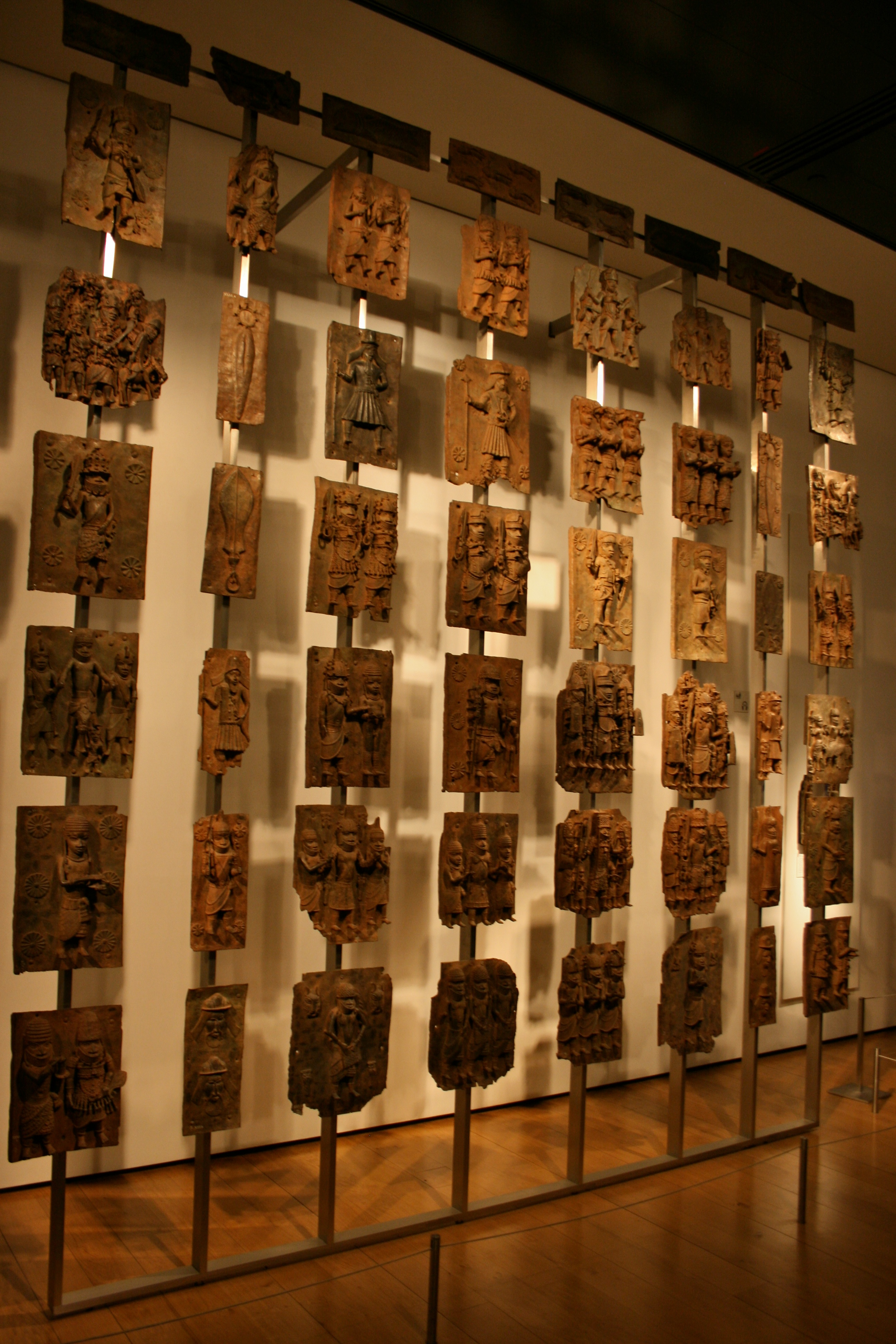
베닌 제국의 청동판
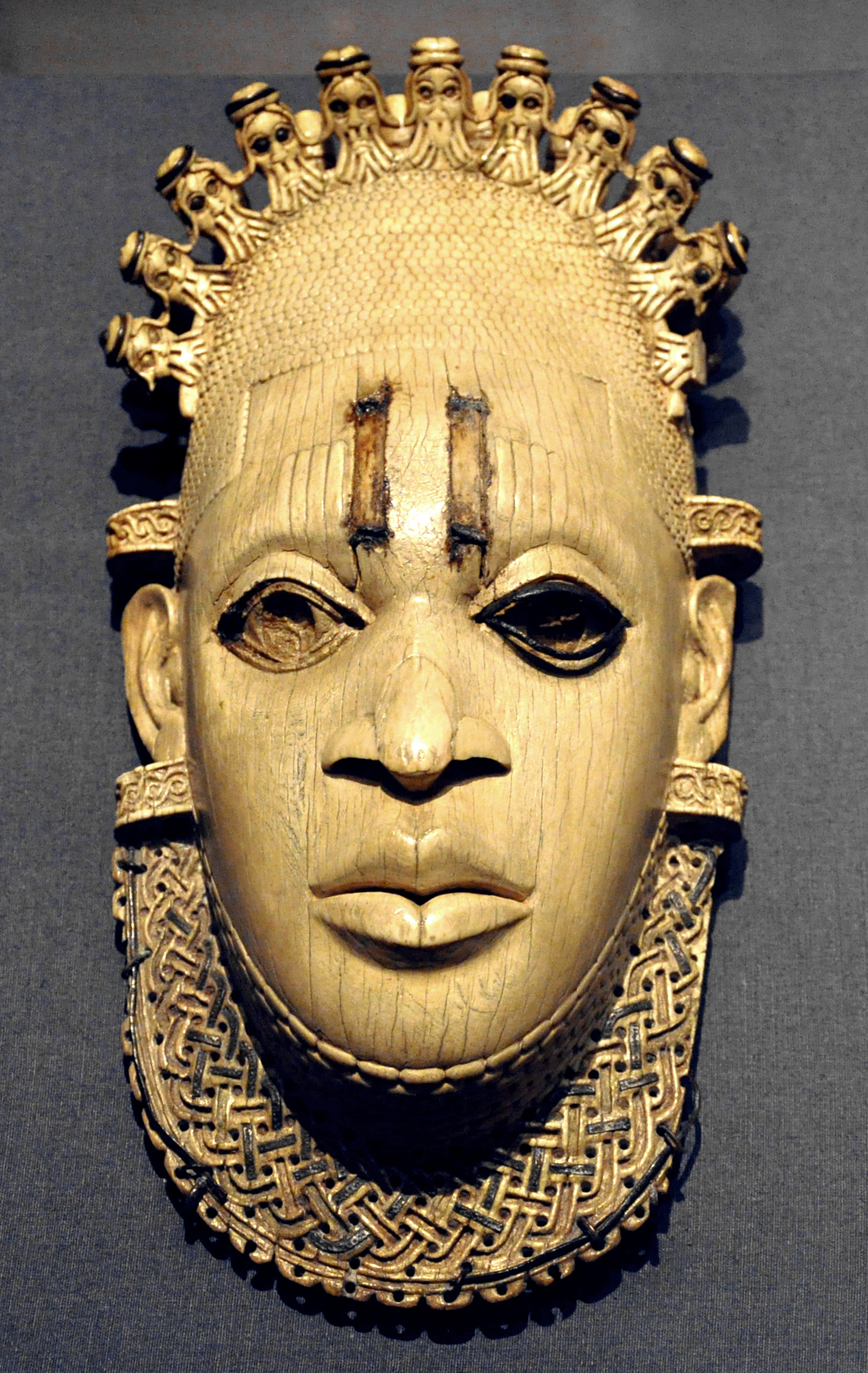
이디아 여왕의 가면
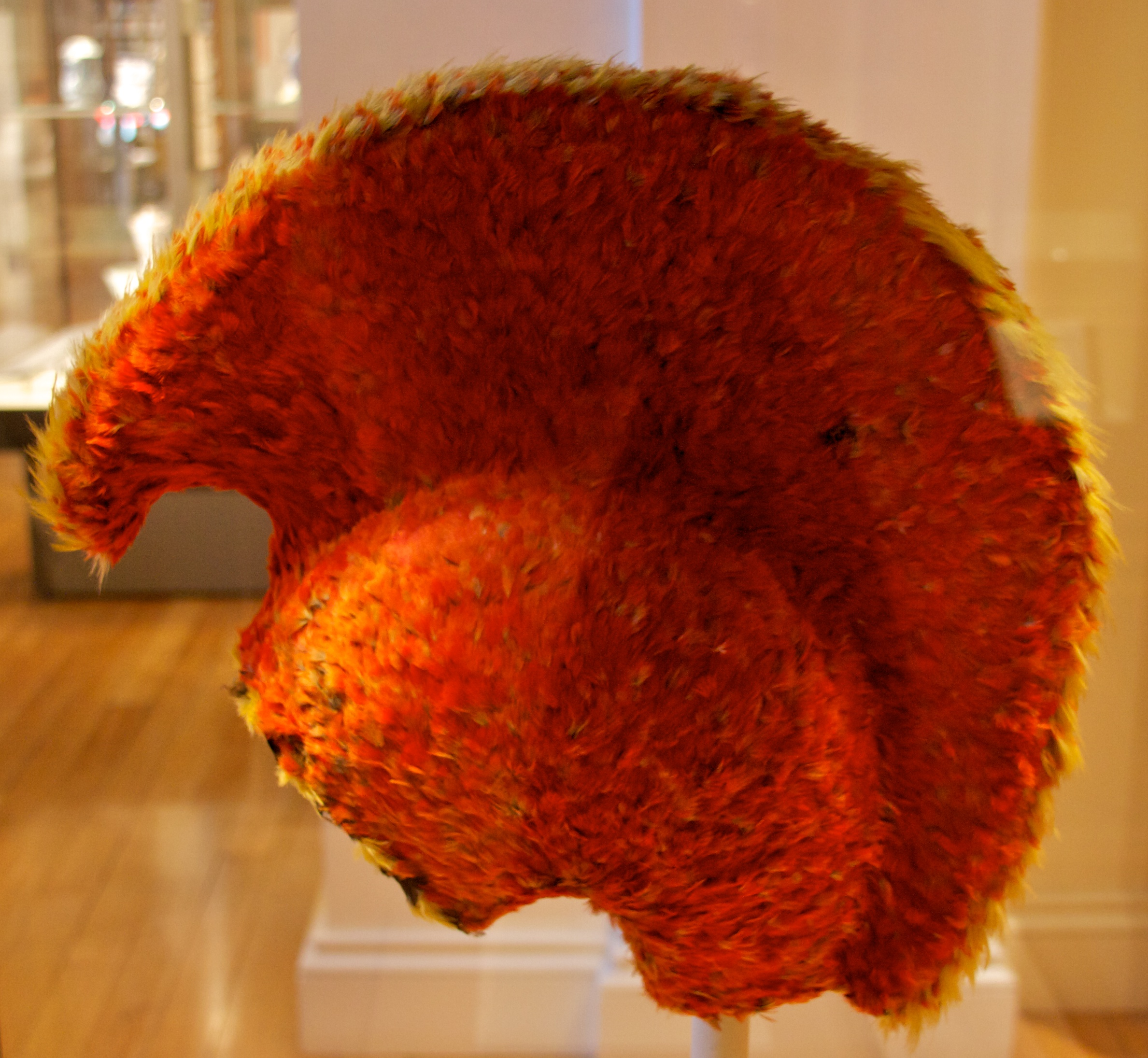
하와이의 깃털 모자
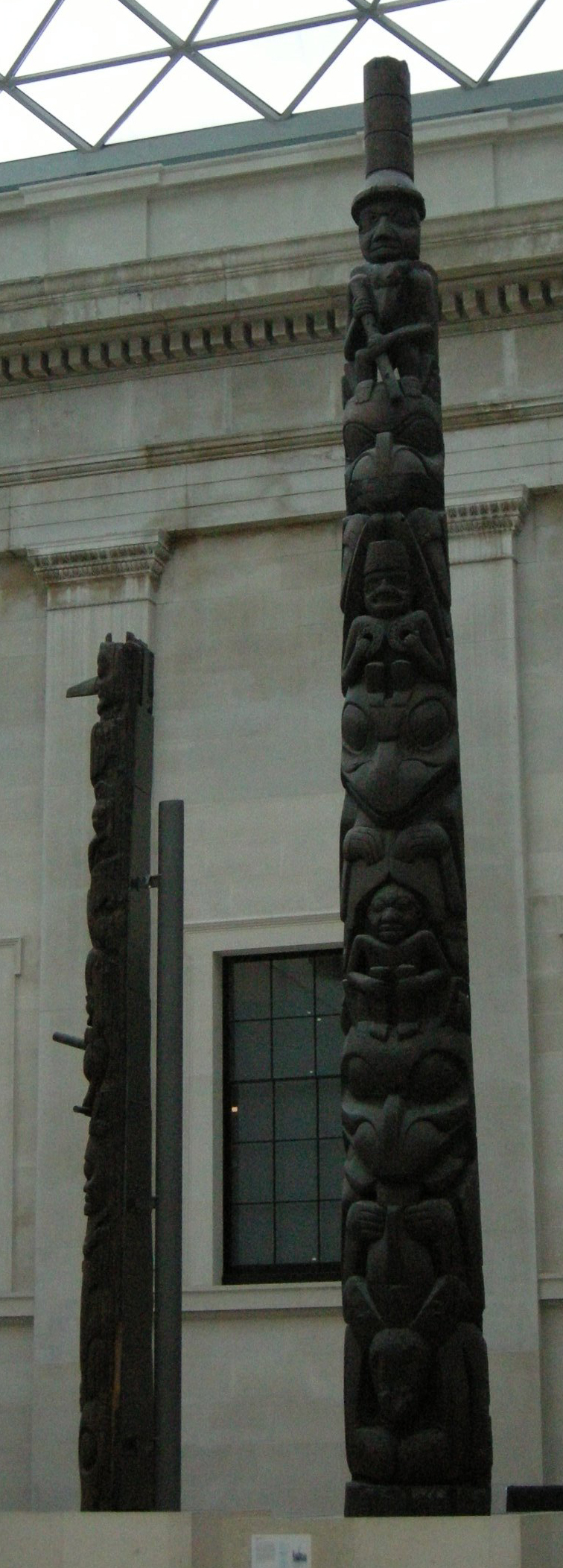
아메리카의 토템 폴
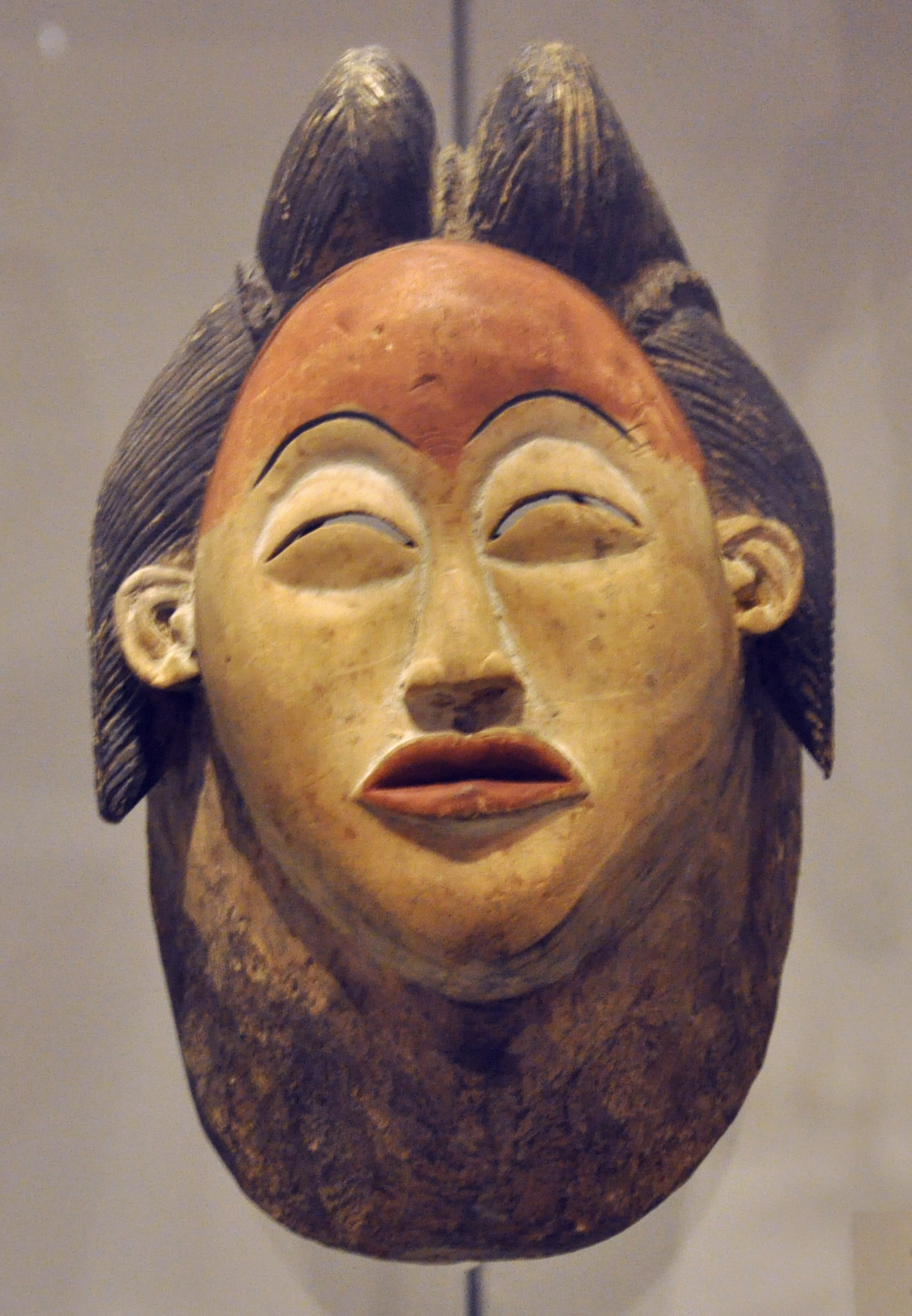
19세기 가봉에서 제작된 가면
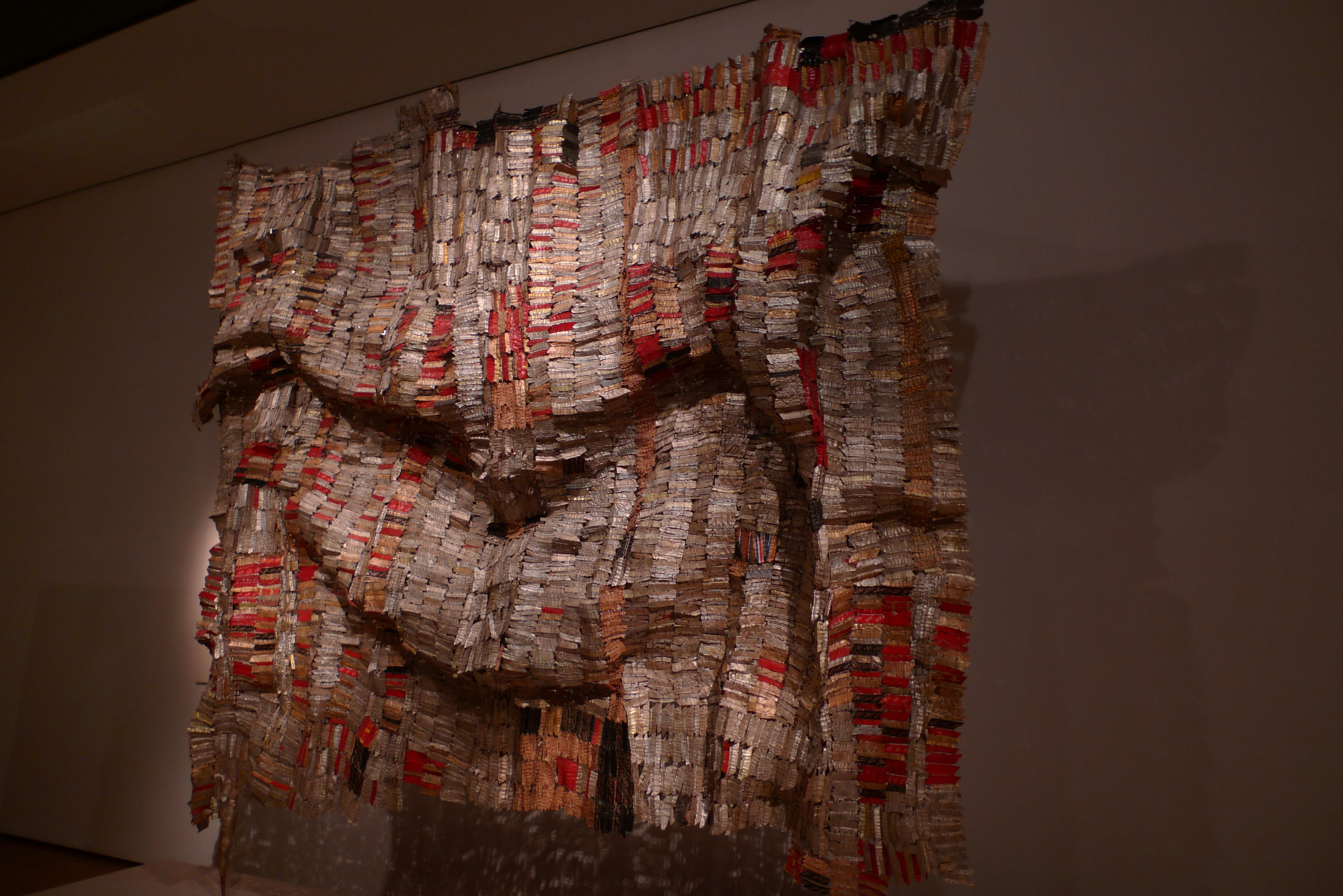
20세기에 제작된 가나의 남자용 의복

## 참고 자료
- 대영박물관 편, 서원주 역, 2004, <<대영박물관 한국어판 도록>>, The British Museum Press, ISBN 0-7141-5003-7